# Moctezuma Xocoyotzin

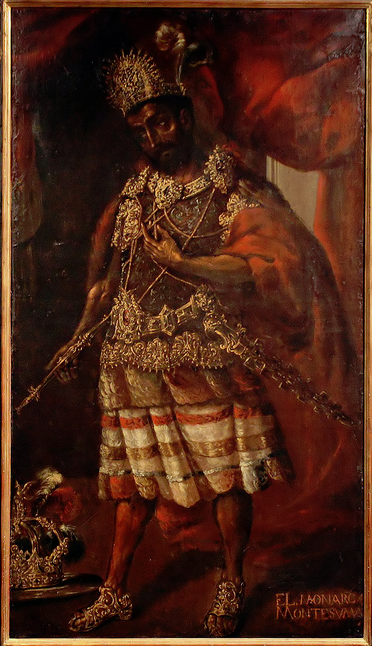
Retrato anónimo de Moctezuma II, fines del.

Moctezuma Xocoyotzin (en náhuatl clásico: Motēcuzōmah Xōcoyōtzin; AFI [moteːkʷˈsoːmaḁ ʃoːkoˈjoːt͡sin̥] (pronunciación en náhuatlⓘ): ‘Moctezuma el Joven’) (c. 1466-29 de junio de 1520), también llamado Moctezuma II, fue huey tlatoani de México-Tenochtitlán y, por ende, emperador de facto del Imperio mexica entre 1502 o 1503 y 1520. También fue rey consorte de Ecatepec, a través de su matrimonio con la reina Tlapalizquixochtzin, una de sus dos esposas, aunque muy pocos en el imperio mexica sabían de este rol, según describen cronistas españoles como Bernal Díaz del Castillo.
Su reinado fue principalmente caracterizado por el primer contacto establecido entre una nación europea, la Corona de Castilla, y naciones mesoamericanas, que finalmente resultaría en su imperio siendo conquistado por los españoles y los tlaxcaltecas bajo el mando principal del capitán Hernán Cortés, a quien conoció en el año de 1519. Inicialmente, el contacto entre los europeos y los mexicas fue pacífico, pero hostilidades empezaron prontamente después de que Moctezuma se volvió prisionero de los castellanos en su propio palacio en noviembre de 1519. A lo largo de los siglos se ha pensado comúnmente que la conquista fue causada porque Moctezuma, de alguna forma, relacionó a los españoles con la deidad Quetzalcóatl a causa de una antigua profecía. Sin embargo, esta creencia ha sido puesta en duda por varios investigadores en años más recientes, y actualmente se piensa que esto es poco probable o incluso un mito.
Desde joven, Moctezuma se destacó militar y religiosamente a partir de su carrera como guerrero y sacerdote, desempeñándose durante el reinado de su predecesor Ahuízotl como un tlacochcalcatl (más o menos equivalente a general) y convirtiéndose finalmente en el sumo sacerdote del templo de Huitzilopochtli, dios de la guerra y deidad principal de los mexicas. Por su educación, se le consideró un experto en la lectura de los códices antiguos desde que era adolescente, y empezó su carrera religiosa y militar durante esta etapa de su vida.
Durante su reinado, el imperio alcanzó su máxima expansión territorial, capturando múltiples territorios a través de la guerra principalmente en los actuales estados de Oaxaca y Guerrero. Se trató de una de las figuras más militarmente activas en la historia de México. Sin embargo, la mayoría de las actividades militares de Moctezuma se centraron en la estabilización del imperio a través de la supresión de rebeliones a partir de la acción militar. Sus acciones militares resultaron también en un fuerte aumento de hostilidades entre Tlaxcala y México-Tenochtitlan, resultando en una serie de guerras devastadoras entre estos dos bandos que luego provocaría la alianza entre los castellanos y los tlaxcaltecas en septiembre de 1519, uno de los puntos clave en la conquista de México.
Estableció políticas económicas severas las cuales incluyeron un mayor pago de tributos para ciertas provincias [cita requerida] (altépetl), lo cual causó descontento en varias de estas, y causaría una ventaja a las fuerzas castellanas y tlaxcaltecas durante la conquista de México al ser una causa principal de varias rebeliones a lo largo del imperio. También instaló varias políticas elitistas que aumentaron la división social entre la nobleza (pipiltin) y los plebeyos (macehualtin).
Además, también intentó reformar el sistema político del imperio para centrar el gobierno en su persona. Estos intentos causaron descontento en sitios como Tetzcuco, uno de los miembros de la Triple Alianza mexica, dándole una reputación de tirano en parte de la población, lo cual resultó en una breve guerra civil cuando un príncipe de la región, Ixtlilxóchitl II, [cita requerida] se rebeló en contra suya, usando apoyos de la nación de Metztitlán, volviéndose uno de sus más importantes rivales, y quien terminaría aliándose con los españoles en 1520. La mayoría de sus políticas, sin embargo, no durarían mucho después de su muerte, ya que castellanos y tlaxcaltecas, con el apoyo de los varios pueblos rebelados, lograron vencer a las fuerzas del imperio y tomaron el control sobre él, implementando sus propias leyes que destruyeron la mayoría de establecimientos políticos de la época prehispánica.
Tras su muerte, hubo otros dos monarcas quienes gobernaron el imperio, siendo su sucesor su hermano Cuitláhuac, y el último, su sobrino Cuauhtémoc. Sin embargo, sus gobiernos no duraron mucho tiempo, pues el imperio caería bajo control Español en agosto de 1521, un año después de su muerte.
Su figura se ha mantenido controvertida y enigmática a lo largo del tiempo, siendo descrito de maneras totalmente distintas entre sus contemporáneos. Algunos de éstos lo han descrito como uno de los mejores líderes en la historia mexicana, describiéndolo como un líder noble que intentaba mantener su imperio estable en tiempos de crisis y que realizó grandes conquistas. Otros lo han descrito como un tirano quien quería usurpar bajo cualquier medio posible el control absoluto del imperio y conquistar a cualquier pueblo posible. Otras fuentes lo describen como un líder indeciso y supersticioso. Las razones de varias de las decisiones tomadas durante su gobierno, especialmente tras contactar a los europeos, continúan siendo un tema de debate en la actualidad. De lo que no hay duda es que, para el final del reinado de Moctezuma, antes de la llegada de los europeos, el imperio se encontraba fragmentado a causa de la guerra civil, el descontento en gran parte del imperio por sus políticas económicas y los fuertes rivales que terminó haciendo a través de sus campañas militares. A pesar de esto, el imperio seguía siendo el más poderoso de Mesoamérica hasta que los españoles llegaron, y se piensa que es posible que el imperio hubiera podido sobrepasar estos problemas de no ser por su llegada.

## Nombre
La ortografía Moctezuma es la más frecuente y moderna; no obstante, Hernán Cortés transcribió su nombre como Mutecçuma o Muteçuma y la mayoría de las fuentes de los siglos xvi y xvii refieren que su nombre fue Moteucçoma, incluido fray Bernardino de Sahagún que usó una forma más próxima al náhuatl: Motecuçoma y Motecuzomatzin. Por razones de cortesía y respeto real se agregaba con frecuencia -tzin (sufijo reverencial en náhuatl) para llamarlo.
De acuerdo con La Historia de Tlaxcala de Diego Muñoz Camargo:

Este nombre de Moctheuzomatzin quiere tanto decir como Señor regalado, tomándolo literalmente; más, en el sentido moral quiere decir señor, Señor sobre todos los Señores y el mayor de todos, y Señor muy severo y grave y hombre de coraje y sañudo, que se enoja súbitamente con liviana ocasión.

No obstante, los estudiosos de la lengua náhuatl de siglo XVI, como Motolinía, Torquemada, Betancourt, Sigüenza, rechazaron el sentido de hombre regalado y dedujeron que Motekwsomahtsin provenía del pronombre mo- (reflexivo), de tekwtli "caballero o señor" y somah, "poner ceño el que está enojado, tener coraje", derivándose de él "sañudo y lleno de coraje" y -tsin (reverencial). De tal forma que su significado es ‘hombre sañudo, hombre grave, circunspecto, serio, que se hace temer y respetar’.
El número ordinal se usa en la actualidad para distinguirlo de su homónimo, también huey tlatoani, Moctezuma Ilhuicamina (Moctezuma I), a quien los cronistas indígenas llamaban también Huehueh Moteuczomah o ‘Moctezuma el viejo’.

## Descripción física

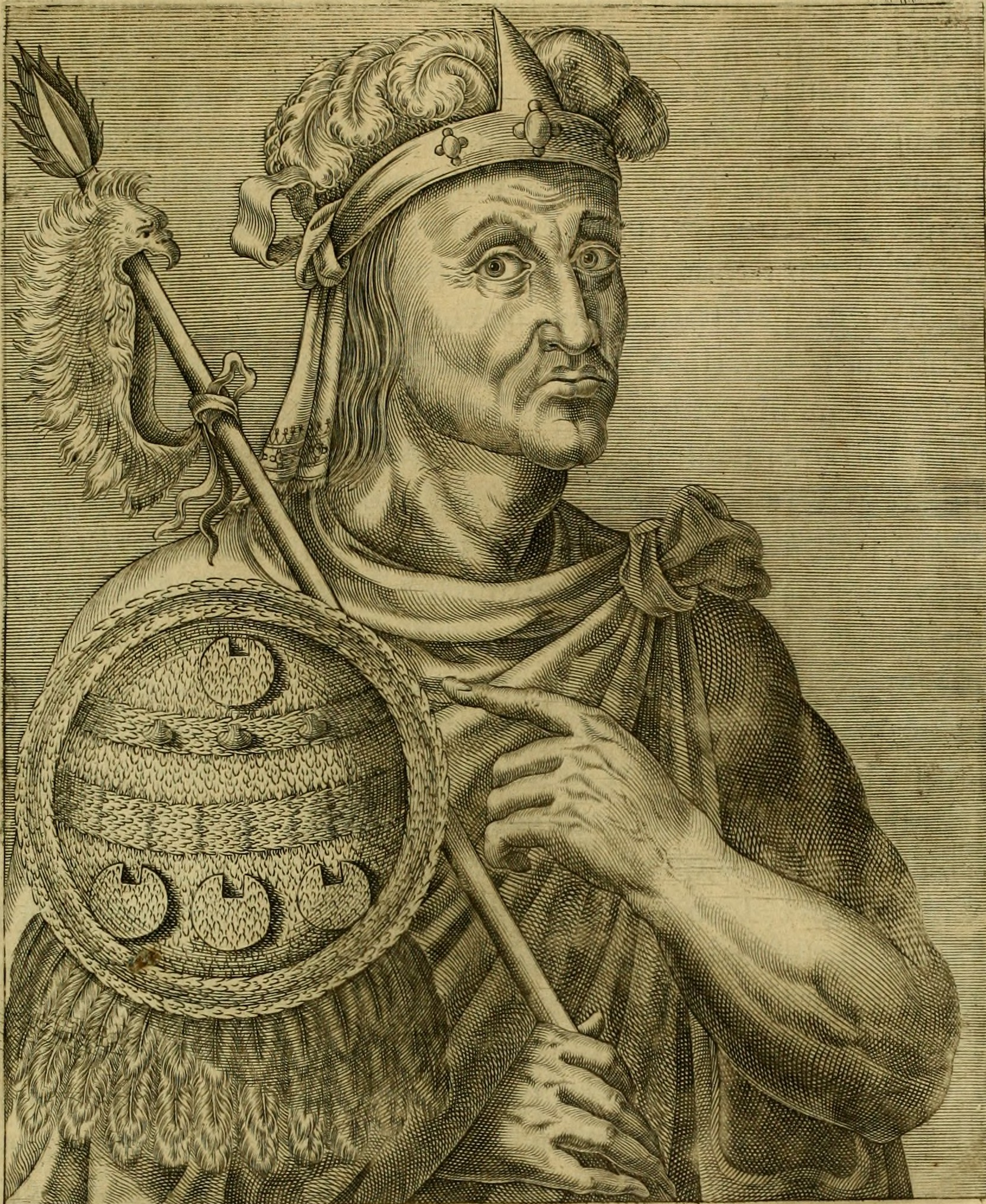
Retrato de Moctezuma en Pourtraits et Vies des Hommes Illustres, París, 1584.

Una cantidad suficiente de fuentes del siglo XVI permiten esbozar una descripción física de Moctezuma. Los detalles del carácter de Moctezuma Xocoyotzin son contradictorios ya que, al parecer, él no deseaba ser elegido tlatoani.[cita requerida]

Era, pues, Moctezuma hombre de mediana disposición, acompañada con cierta gravedad y majestad real, que parecía bien quien era aún a los que no le conocían. Era delgado de pocas carnes, la color baza, como de loro, de la manera que todos los de su nación; traía el cabello largo, muy negro y reluciente, casi hasta los hombros; tenía la barba muy rara, con pocos pelos negros y casi tan largos como un xeme; los ojos negros, el mirar grave, que mirándole convidaba a amarle y reverenciarle. Era hombre de buenas fuerzas, suelto y ligero; tiraba bien el arco, nadaba y hacía bien todos los ejercicios de guerra; era bien acondicionado, aunque muy justiciero, y esto hacía por ser amado y temido, casi de lo que sus pasados le habían dicho, como de la experiencia que él tenía, sabía que eran de tal condición sus vasallos que no podían ser bien gobernados y mantenidos en justicia sino con rigor y gravedad. 
Francisco Cervantes de Salazar. Crónica de la Nueva España.

Bernal Díaz del Castillo lo describe en su crónica como un hombre de hasta cuarenta años, buena estatura, proporcionado, cenceño, pocas carnes, de un color no muy moreno sino con un color y matiz de indio, con el cabello no muy largo, solo le cubría las orejas, barba negra y rala, rostro alegre, ojos expresivos que denotaban amor o menester de gravedad, pulido y limpio se bañaba cada tarde, nunca utilizaba su ropa más de un día; tenía muchas mujeres por amigas y dos cacicas por legítimas mujeres, pero era limpio de sodomías. Contaba con doscientos principales en otras salas junto a la suya para atenderlo, quienes tenían que ir descalzos al visitarlo y dirigirse con las palabras: "Señor, mi señor, mi gran señor" sin darle la espalda y con la vista abajo.

## Biografía

### Ascendencia y primeros años

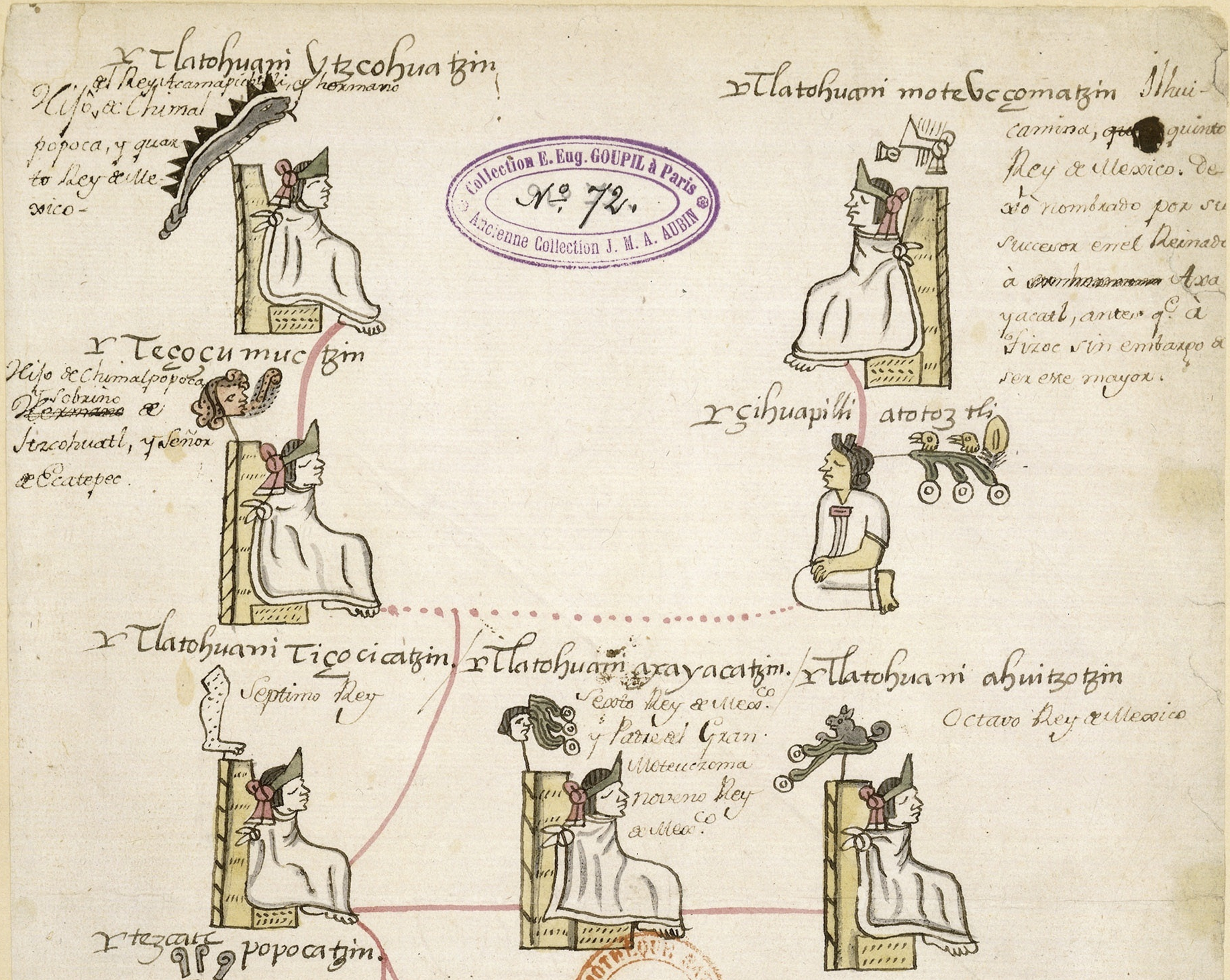
Ascendencia de Moctezuma II según un manuscrito de 1566.

Nacido en la segunda mitad de la década de 1460, alrededor del año de 1468, Moctezuma «el joven» era el bisnieto de Moctezuma I, quien murió pocos meses después de su nacimiento, a partir de su hija Atotoztli II y el esposo de ésta Huehue Tezozómoc (no confundir con el líder tepaneca). Según algunas fuentes, Tezozómoc era el hijo de Itzcóatl, lo cual haría a Moctezuma el bisnieto de éste también. Otras fuentes sin embargo describen que Tezozómoc era un líder de Ecatepec, sobrino de Itzcóatl e hijo de Chimalpopoca, lo cual haría a Moctezuma el bisnieto de Chimalpopoca. Su padre fue Axayácatl, el sexto tlatoani de Tenochtitlán, y su madre fue una de las esposas de éste, Izelcoatzin o Xochicueyetl, ambas hijas de Nezahualcóyotl. Dos de sus tíos fueron Tízoc y Ahuízotl, los dos gobernantes anteriores.
Como era de costumbre entre los nobles mexicas, Moctezuma fue educado en el calmécac, la institución para la educación de los nobles mexicas. Él habría entrado a esta institución a una edad muy temprana, probablemente a los cinco años de edad, como era esperado de los hijos de los reyes, quienes recibían su educación a una edad más temprana que el resto de la población. Según su biógrafo José Miguel Carrillo de Albornoz, Moctezuma se destacó en su niñez durante su educación por su disciplina, cumpliendo sus trabajos adecuadamente y siendo devoto a la religión mexica. Cuando era adolescente se le consideró un experto en la lectura de los códices, y en 1484, unos tres años después de la muerte de su padre, comenzó su carrera religiosa como sacerdote en el cerro de la Estrella. Finalmente se convertiría en el sumo sacerdote del templo de Huitzilopochtli, dios mexica de la guerra y su deidad principal, lo cual sería uno de los factores más relevantes en su elección como tlatoani, aparte de su carrera militar.

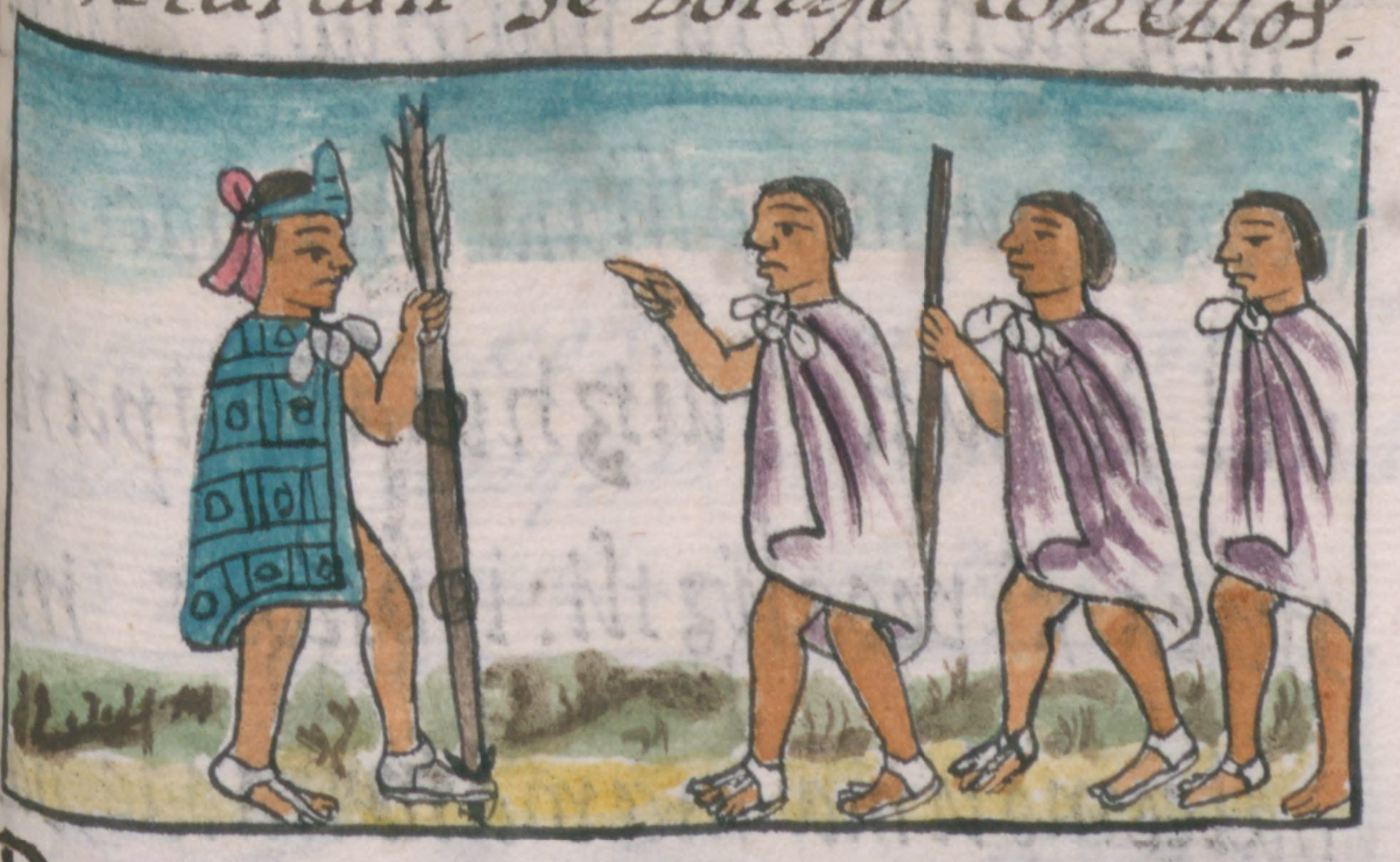
Príncipe Moctezuma el joven hablando con los pochtecas durante la campaña en Ayotlan, según el Códice Florentino.

Antes de volverse tlatoani o rey de México-Tenochtitlán, Moctezuma fue reconocido por su carrera militar. Él poseía el alto rango de tlacochcalcatl (tdl. «persona de la casa de los dardos»; equivalente a general) y/o tlacatecuhtli (tdl. «señor de hombres») en el ejército mexica. Su primera batalla posiblemente habría sucedido al final del reinado de Tízoc, a sus 17 años de edad. Sus títulos los obtuvo durante el reinado de Ahuízotl un poco tiempo después de alcanzar el rango de tequihua, aproximadamente en 1490, que se obtenía al haber capturado al menos a cuatro guerreros. Para el título de tlacochcalcatl habría tenido que capturar otros dos guerreros «altamente feroces» (de regiones que habían resistido reciamente a los mexicas durante guerras) tras alcanzar el rango de tequihua. Durante el reinado de Ahuízotl, entre fines del siglo XV y principios del XVI, participó en varias campañas reconocidas. Por ejemplo: participó en la conquista de Ayotlán, donde fue enviado por Ahuízotl para rescatar a comerciantes pochtecas que estaban bajo ataque, una tarea importante considerando el poder de los comerciantes de este gremio, siendo ellos también espías y guerreros cuando era necesario. Esta pelea en particular no duró mucho, ya que los de Ayotlán se rindieron poco después de la llegada de Moctezuma.

### Coronación

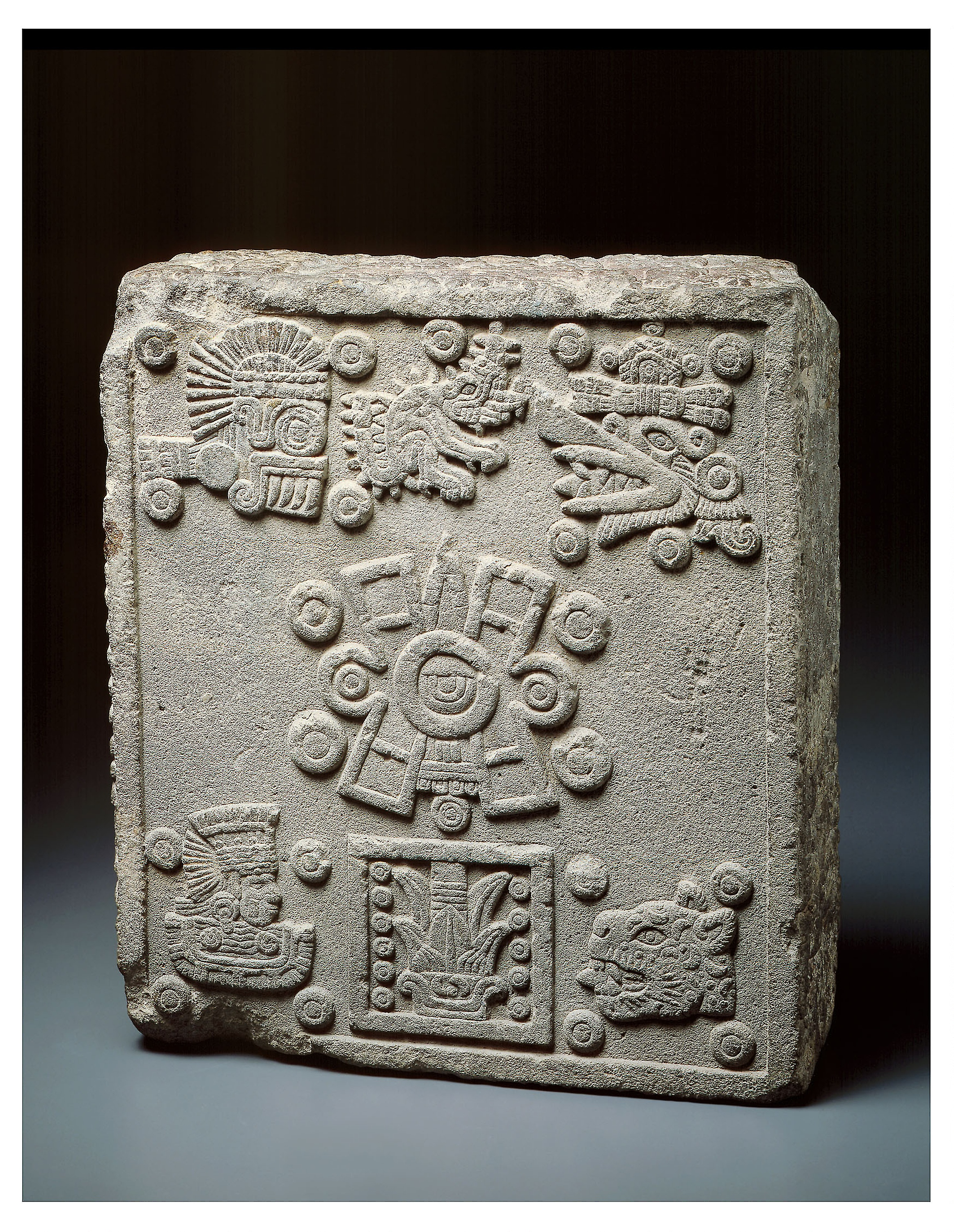
Piedra de los Cinco Soles, piedra con inscripciones en glifos nahuas representando la fecha 15 de julio de 1503. Algunos sospechan que esta fue la fecha en que Moctezuma fue coronado.

Moctezuma fue elegido como el sucesor de Ahuízotl tras la repentina muerte de éste. Existen dos versiones sobre la causa de su muerte. Una dice que fue causada por un fuerte golpe que sufrió durante una inundación en Tenochtitlán en 1500. La inundación, proveniente del sitio de Huitzilopochco (actualmente conocido como Churubusco) a causa de un acueducto construido durante su reinado que de repente se rompió, causó gran destrucción en la ciudad, pues la gran ola azotó a varios edificios y ahogó a cientos de personas. El golpe ocurrió mientras Ahuízotl intentaba huir de la ola, golpeándose la cabeza con el umbral de una puerta. La herida mató a Ahuízotl unos dos años después de la inundación. Otra versión vista por algunos como más plausible dice que se murió a causa de una infección que contrajo durante una campaña militar, sufriendo una «enfermedad terrible» que los doctores desconocían y no pudieron curar. Moctezuma fue informado de su elección como el sucesor de Ahuízotl mientras se encontraba meditando en el templo de Huitzilopochtli.

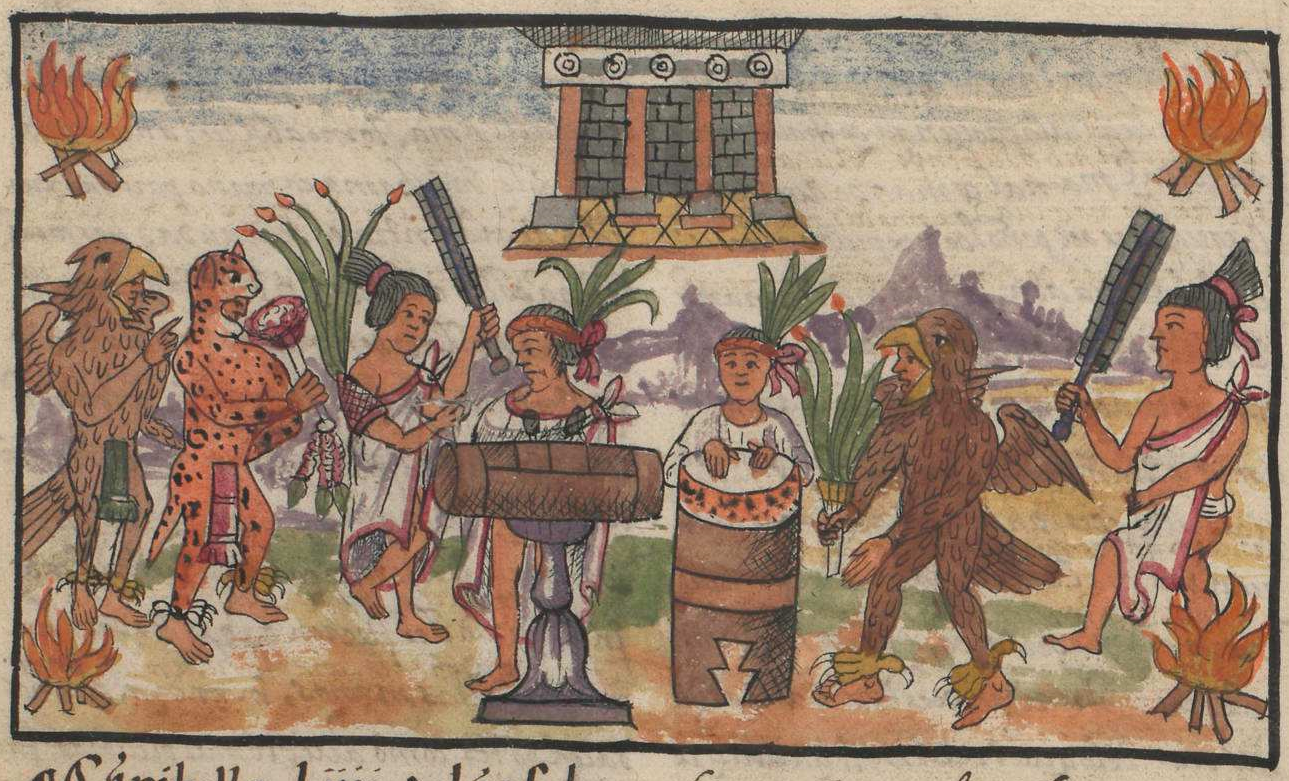
Celebraciones de la coronación de Moctezuma, según el Códice Durán.

No se sabe con certidumbre la fecha de coronación de Moctezuma, ya que las fuentes ofrecen diversas fechas entre los años de 1502 y 1503. Una inscripción tallada en piedra actualmente ubicada en el Instituto de Arte de Chicago conocida como la «Piedra de los Cinco Soles» o «Piedra de la Coronación de Motecuhzoma II», por ejemplo, da la siguiente fecha del calendario mexica: día 1 cocodrilo del año 11 carrizo. Esta fecha es equivalente al día 15 de julio de 1503 en el calendario gregoriano, y algunos historiadores han sospechado que esta fecha se refiere a la coronación. Otra fecha en este mismo año es dada por Fernando de Alva Ixtlilxóchitl, un importante historiador mestizo en el México colonial, siendo esta el 24 de mayo. El año más generalmente aceptado por historiadores actuales, sin embargo, es el año de 1502.
Su ceremonia de coronación duró 4 días, durante los cuales realizó sus primeras reformas políticas, planeándolas junto a su tío Tlilpotonqui, cihuacóatl de México e hijo de Tlacaélel. También, en lugar de continuar directamente con las actividades de su predecesor, decidió consultar los códices antiguos para guiar sus acciones.

## Reinado

### Políticas internas

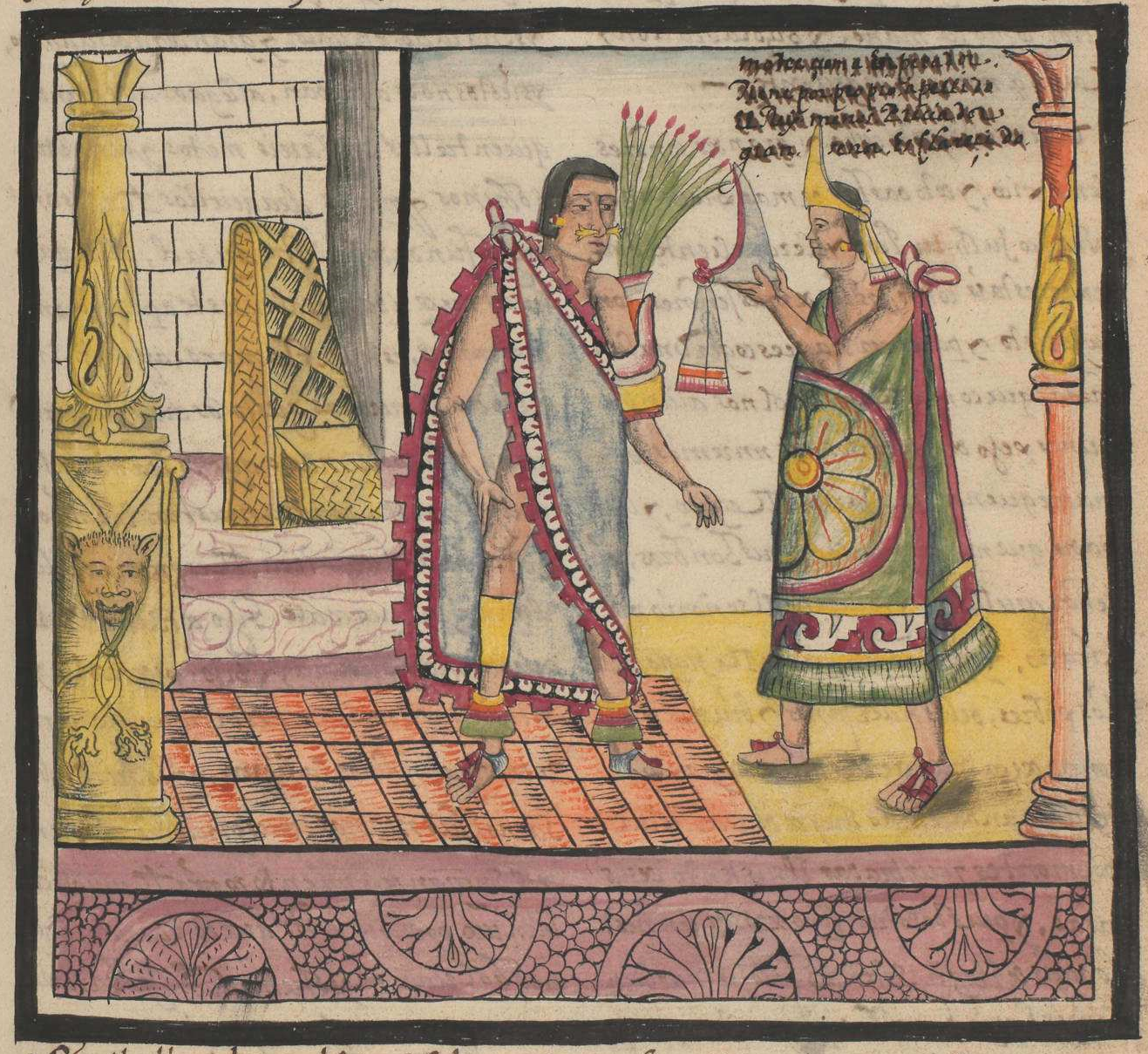
Coronación de Moctezuma II, según el Códice Durán.

Como ya se ha dicho, muchas de las políticas hechas por Moctezuma se planearon al principio de su gobierno, durante la ceremonia de su coronación. Las reformas más considerables implementadas al principio de su gobierno son las que involucran a la nobleza y los plebeyos. Moctezuma implementó políticas elitistas que aumentaron la división social entre estas clases; prohibió a gente de la clase plebeya y a hijos naturales trabajar en la corte real y hubo varios casos en los cuales se rehusó a otorgar ciertos honores a políticos y guerreros destacados por ser plebeyos. También reemplazó la mayoría de su consejo con gente que él consideró más confiable. Estas políticas fueron implementadas principalmente porque Moctezuma deseaba trabajar con gente que él consideró de confianza y no brindarían una mala reputación al gobierno. Algunos historiadores han atribuido esta toma de decisiones a un intento para aliviar los conflictos de intereses que existían entre los comerciantes y nobles y la rivalidad que existía entre los nobles y los guerreros para tomar altas posiciones políticas. Estas decisiones fueron controvertidas entre el público, ya que varios las vieron como acciones tiránicas.
Varias de sus políticas también fueron afectadas por eventos como desastres naturales. Particularmente, hubo varias reformas económicas las cuales sucedieron como resultado de una hambruna ocurrida en los primeros años de su gobierno a causa de una sequía. Durante un año, se aumentó el tributo a pagar por las provincias tributarias del imperio para ayudar a la población.
Sin embargo, algunas provincias continuaron pagando más tributos independientemente del desastre, posiblemente como resultado del enfoque militar de Moctezuma cambiando de expansión territorial a estabilización. Una de estas provincias fue Amaquemecan, que formaba parte de la región de Chalco, la cual tuvo que pagar un tributo extra de madera y piedra dos o tres veces al año para los proyectos de construcción mexicas. Estas políticas tributarias descontentaron a varias provincias, tales serían Totonacapan (gobernada por el líder totonaca Xicomecóatl, en el actual Estado de Veracruz), Chalco y Mixquic (ambos los cuales estaban en la región central de México). Importantes provincias como éstas terminaron aliándose con los castellanos y tlaxcaltecas a causa de estas políticas y otros eventos, lo cual afectaría severamente el curso de la conquista de México.
También como resultado de la hambruna, se abolió el sistema conocido como huehuetlatlacolli (vieja servidumbre), el cual consistía en una o más familias comprometiéndose a mantener un tlacohtli (esclavo o siervo) perpetuamente, y hacer a los descendientes de la familia también siervos.
Durante su campaña contra Xaltepec y Cuatzontlan, en la actual Oaxaca, realizó negociaciones con los tlatelolcas para obtener los recursos que necesitaba para la guerra. Como resultado de estas negociaciones, Moctezuma les otorgó varios de los derechos que habían perdido como resultado de la batalla de Tlatelolco que ocurrió durante el reinado de Axayácatl. Entre los derechos otorgados, se les permitió reconstruir su templo principal, el cual había sido parcialmente destruido durante la guerra, poder actuar de manera mayormente independiente durante campañas militares, y no tener que pagar más tributos.
En general, las políticas de Moctezuma se pueden resumir como elitistas y déspotas, realizadas para dar más poder a su persona en el imperio y compensar por el enfoque militar de Moctezuma cambiando de expansión territorial a supresión de rebeliones, aunque también reformó los sistemas sociales para abolir algunos sistemas feudales que existían en los tiempos de sus antecesores.
La mayoría de las reformas y políticas de Moctezuma no durarían mucho después de su muerte, pues tras pasar un año de su muerte, las fuerzas castellanas y tlaxcaltecas lograron derrotar a las fuerzas del Imperio mexica durante la conquista de México, cayendo bajo control europeo el 13 de agosto de 1521. Los europeos implementaron sus propias leyes y establecimientos, los cuales destruyeron la mayoría de los establecimientos de la época prehispánica. Una de las pocas políticas que sobrevivieron fue la división entre la nobleza y los plebeyos, ya que los nobles continuaron disfrutando de varios privilegios en el México colonial, tal sería poder poseer tierras a partir de un sistema introducido en esta época conocido como «cacicazgo».

#### Desastres naturales

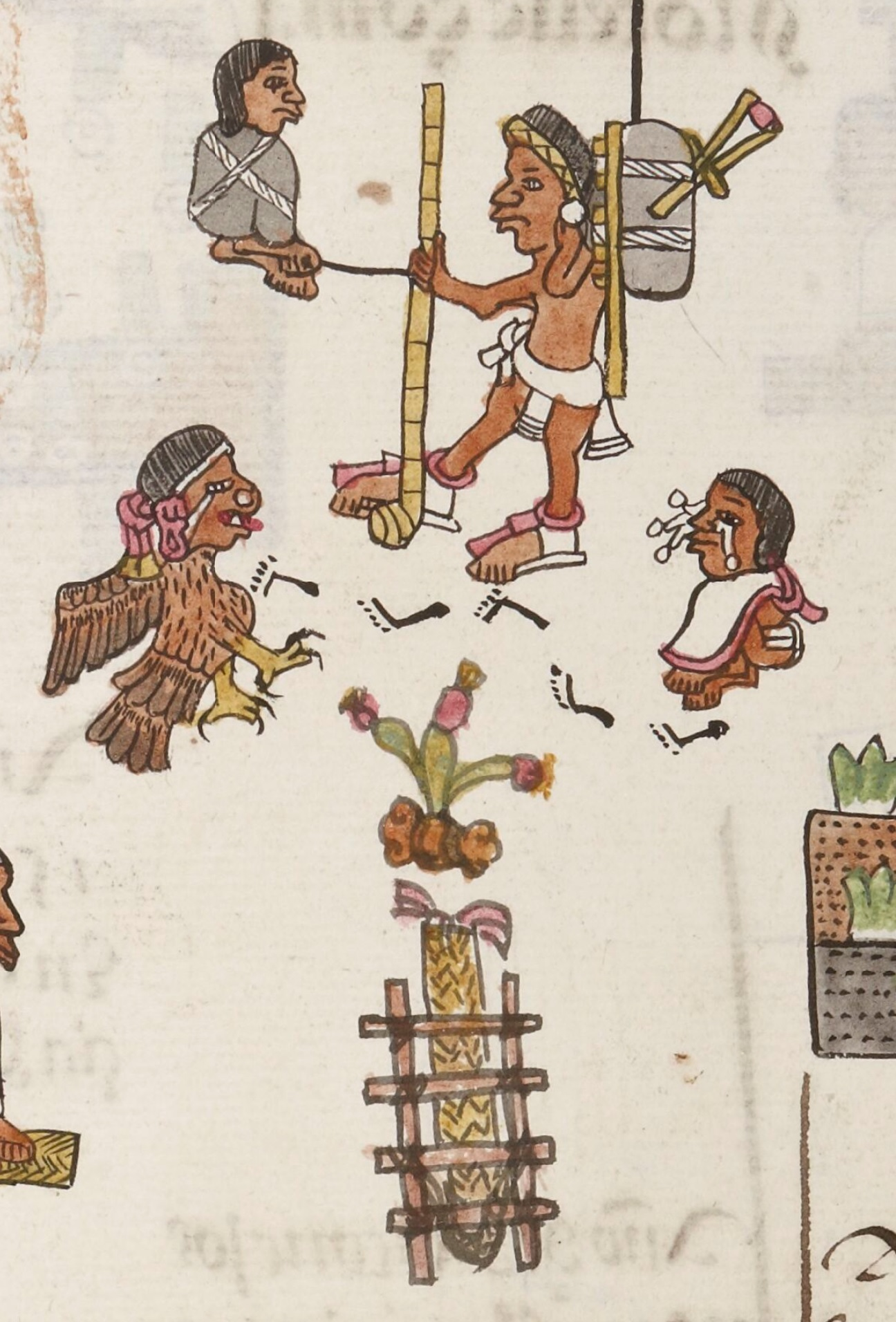
Un hombre tenochca durante la hambruna yendo por pan a Pánuco, en la región Huasteca (representada por el glifo con la peculiar cabeza), al norte de Totonacapan, según el Códice Telleriano-Remensis.

A inicios de su reinado, en 1505, hubo una fuerte hambruna que duró 3 años a causa de una sequía que azotó a gran parte del imperio. Una de las pocas regiones en no ser afectadas por esta hambruna fue Totonacapan, lo cual provocó que un gran número de personas de Tenochtitlán y México-Tlatelolco emigraran a esta provincia y que se trajera maíz de allá. Esta dependencia en esta región provocó que la hambruna fuera llamada por la población Netotonacahuiloc (tdl. «la gente se atotonacó»). Moctezuma, trabajando junto al gobernante de Texcoco Nezahualpilli y el de Tlacopan (actualmente conocido como Tacuba) Totoquihuatzin, intentó ayudar a su población lo más posible durante la crisis. Como se ha mencionado anteriormente, entre las actividades que realizó para ayudar a la población, fueron utilizados todos los almacenes de comida para alimentar a la gente y se aumentó el tributo a pagar por provincias tributarias por un año.
Llegó a un cierto punto la hambruna en el cual familias nobles comenzaron a vender a sus hijos a la esclavitud a través del sistema huehuetlatlacolli para conseguir comida. Moctezuma ordenó a la corte criminal y de liberación de esclavos injustificados de Tenochtitlán, el Tlacxitlan, encontrar a dichos esclavos y liberarlos, y dar comida a dichos nobles.
Otro desastre ocurrió en el invierno de 1514, aunque de menor intensidad, cuando una serie de tormentas de nieve causaron destrucción de propiedad y cultivos a lo largo de México.

#### Proyectos de construcción

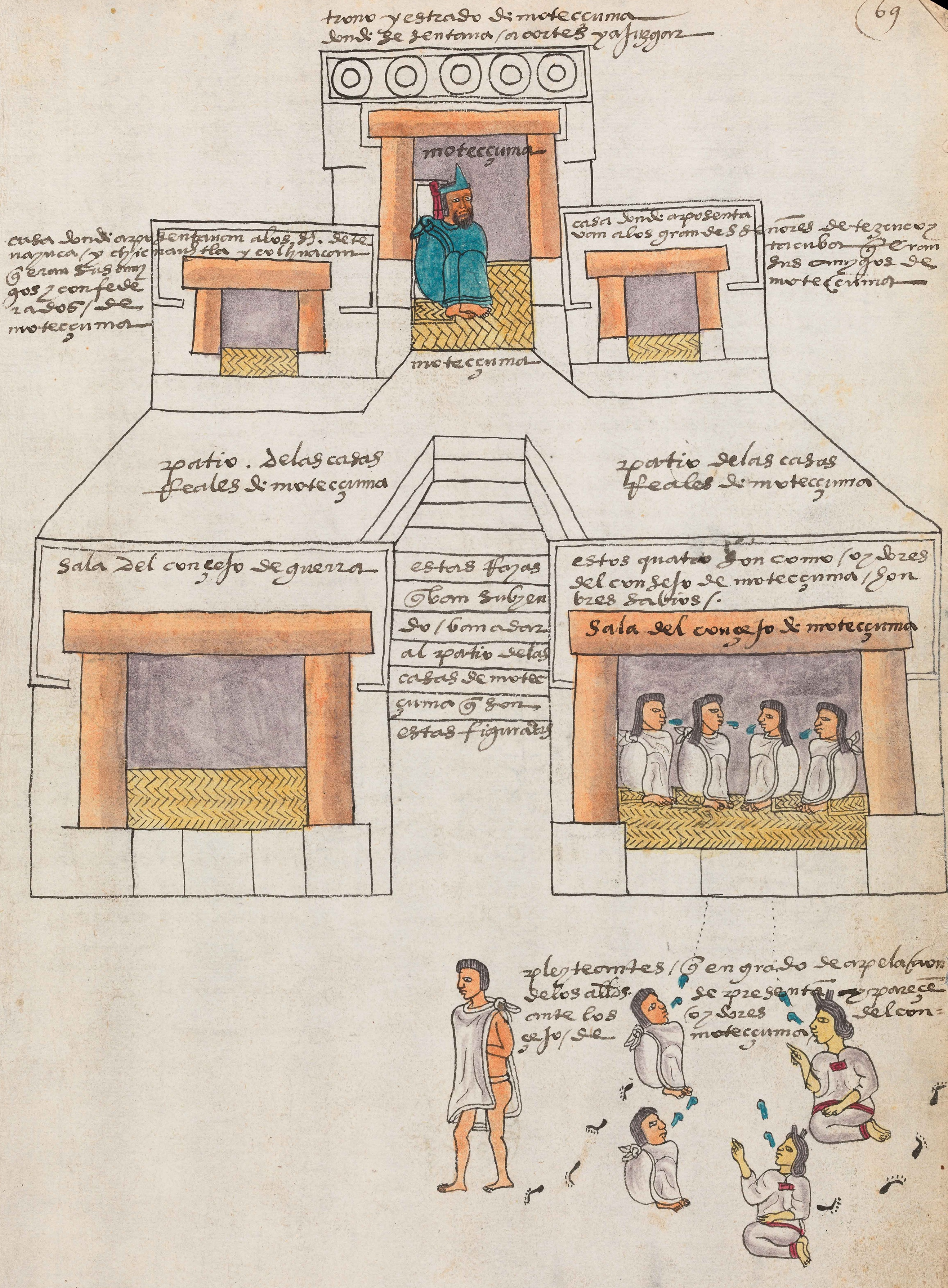
Dibujo del palacio de Moctezuma con Moctezuma en la cima, parte del Códice Mendoza.

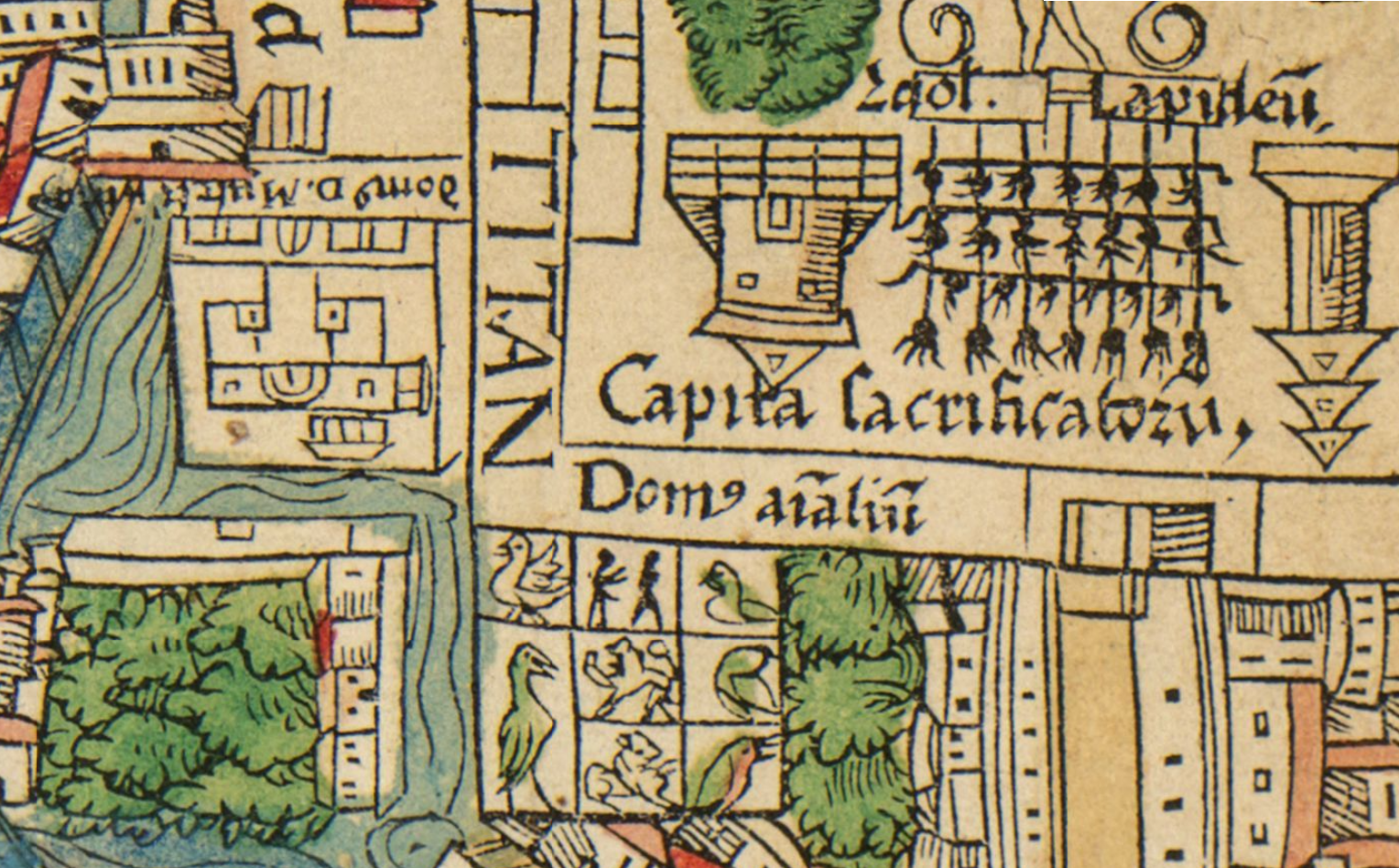
Ubicación del palacio de Moctezuma (izquierda) al sur de la plaza central y el Totocalli (abajo) junto a él, según un mapa hecho posiblemente por Hernán Cortés.

Moctezuma construyó su propio tecpan (palacio) durante su reinado, al igual que la mayoría de sus antecesores. Su palacio fue construido al sur de la plaza central de la ciudad. Su palacio fue considerablemente grande, siendo de 200 metros de ancho por 200 metros de largo, ligeramente más grande que el Palacio Nacional que fue construido sobre él. Sin embargo, existe poca evidencia arqueológica para entender con exactitud qué aspecto tenía el palacio. A pesar de ello, es posible tener una idea general de cómo se veía a partir de su tamaño, los pocos hallazgos realizados y las varias descripciones del palacio que se han hecho. Aun así, estas descripciones tienden a ser limitadas, ya que los escritores que lo describieron difícilmente podían detallar su estructura y diseño. Hernán Cortés, el capitán que actuó como el capitán general de las tropas que entraron a México en 1519, escribió en su segunda carta al rey de Castilla y Aragón Carlos I que no intentaría describirlo, escribiendo: «Tenía dentro de la ciudad sus casas de aposentamiento, tales y tan maravillosas, que me parecería casi imposible poder decir la bondad y grandeza dellas. E por tanto no me porné en expresar cosa dellas, más de que en España no hay su semejable.»
El palacio tenía un patio de gran tamaño que se abría hacia la plaza central de la ciudad al norte, donde está el Templo Mayor. En este patio cientos de cortesanos se encontrarían haciendo fiestas y esperando a la realización de tareas reales.
Su residencia poseía varias habitaciones para diferentes usos. Su propia habitación se encontraba en la parte central del piso de arriba. A los lados de su habitación había otras dos, las cuales eran para visitantes especiales. Una de ellas era para los líderes de Texcoco y Tlacopan, los otros dos miembros de la Triple Alianza, y la otra era para los líderes de Colhuacan, Tenayuca y Chicuhnautlan. No se sabe con exactitud la razón del propósito de esta habitación, aunque fuentes como el Códice Mendoza dicen que estos líderes eran amigos de Moctezuma. Estas habitaciones eran conocidas como coacalli (casa de invitados). También existía otra habitación conocida actualmente como la «Casa Denegrida» que usaba para meditar. Esta habitación tenía paredes completamente pintadas de negro y carecía  de ventanas. Restos de esta habitación se han encontrado en años recientes en el Museo Nacional de las Culturas, en Ciudad de México. Enfrente de estas habitaciones, el Códice Mendoza describe que se encontraba el «patio de las casas reales d. Motecçuma», el cual pudo haber servido como un cuicacalli, donde se hacían bailes y cantos rituales.
En la planta baja había dos habitaciones que eran usadas por el gobierno. Una de estas era la sala del Tlacxitlan, que era la corte criminal de Tenochtitlán y la sala del consejo de Moctezuma. La otra habitación era una sala de guerra, probablemente el Tequihuacalli, donde guerreros de alto rango planeaban sus batallas.
Como parte de la construcción de su palacio, se hicieron obras que tenían el propósito de proveer entretenimiento al público.

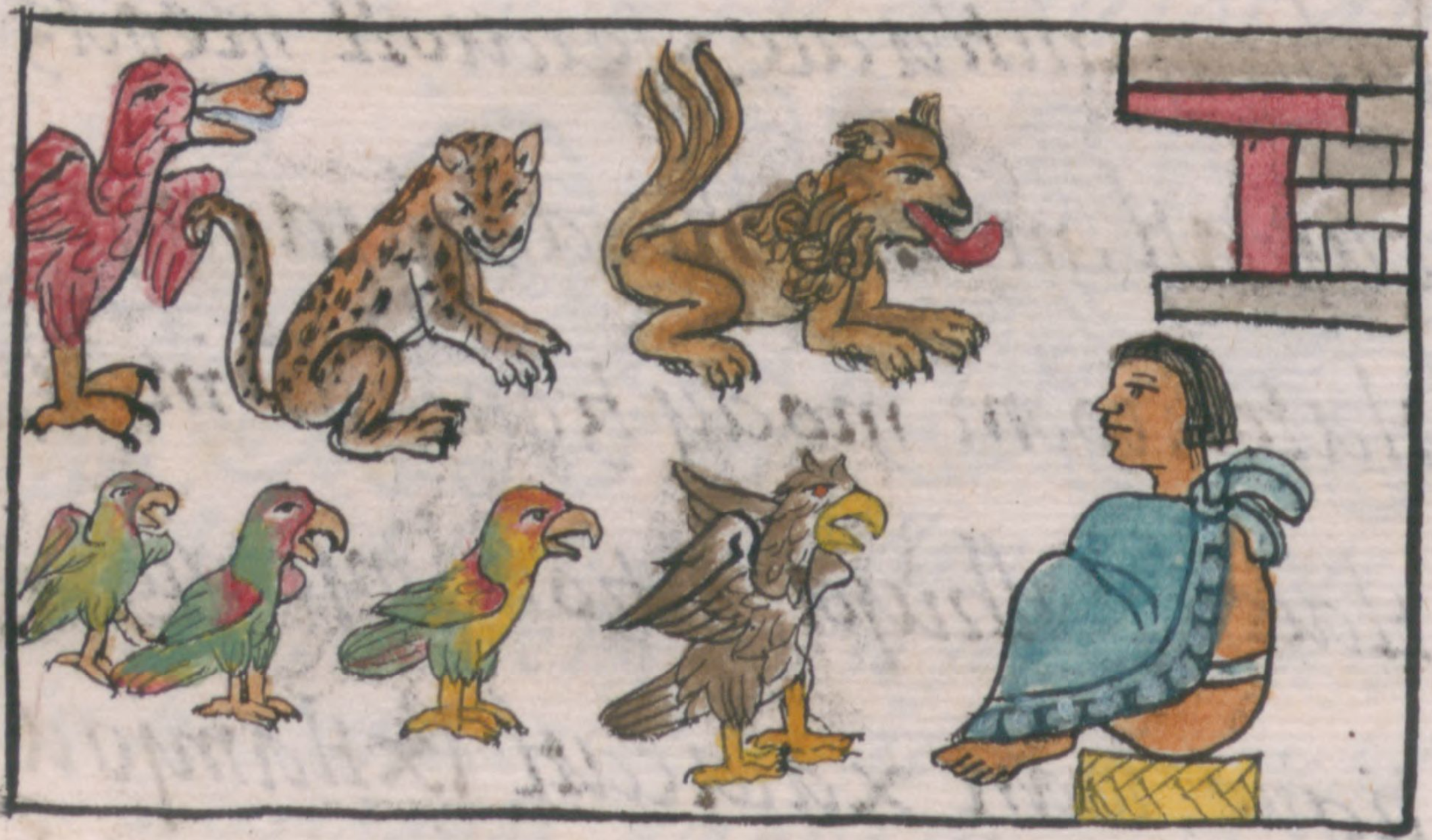
El Totocalli representado en el Códice Florentino.

Entre dichas obras destaca una conocida como el Totocalli (Casa de las Aves), un zoológico principalmente con aves, aunque también tenía algunas especies de animales depredadores en su propia sección. Los animales del zoológico eran cuidados por sirvientes que les alimentaban, limpiaban sus hábitats y daban cuidados de acuerdo a su especie. Había una gran variedad de aves en el zoológico, como águilas, quetzales, papagayos, y también especies acuáticas como espátulas rosadas en su propio estanque, y varias aves más.
En la sección de depredadores había múltiples decoraciones de dioses asociados con la naturaleza salvaje. Esta sección poseía animales como lobos, jaguares, serpientes de cascabel y otros depredadores más pequeños. Estos eran alimentados con animales cazados, como venados, guajolotes y otros más. Según se ha dicho, también se llegaban a usar los cuerpos de víctimas de sacrificio humano. Se dice que después de la batalla conocida como la Noche Triste, sucedida durante las primeras etapas de la conquista de México (durante la cual Moctezuma murió), los cuerpos de los europeos muertos fueron usados para alimentar a estos animales.
Este fue uno de los sitios más prestigiosos en la ciudad, pues múltiples personas importantes solían visitarlo, incluyendo artistas, artesanos, oficiales de gobierno y herreros.
Sin embargo, esta y muchas más edificaciones fueron quemadas y destruidas tras la caída del imperio, pues el capitán Hernán Cortés ordenó que varios edificios prestigiosos fueran destruidos durante el sitio de Tenochtitlan para desmoralizar a los ejércitos mexicas y a su población civil. El propio Cortés admitió que le agradó el zoológico, pero que veía su destrucción como una medida necesaria en su tercera carta de relación al rey de Castilla y Aragón.
El Templo Mayor, el templo principal de los mexicas, dedicado a Huitzilopochtli y Tláloc, fue construido gradualmente por múltiples gobernantes antes de Moctezuma II, con cada nuevo gobernante aumentando el tamaño del templo literalmente usando capas, construyendo un templo encima del anterior, algo que arqueólogos modernos han denominado como «etapas constructivas», las primeras siendo atribuidas a los primeros gobernantes de Tenochtitlan. Moctezuma construyó la séptima y última etapa durante su reinado, aunque de esta etapa quedan muy pocos rastros, solo la plataforma que sostiene al templo se ha encontrado, pues la mayoría fue destruido para que su material fuese usado después de la conquista para construir edificios en la Nueva España. De hecho, aunque el templo continuó estando en pie durante los primeros años de la Nueva España, el templo entero quedó desaparecido en la ciudad cuando se usó su piedra para construir las iglesias que se encuentran en la Ciudad de México, y los restos que quedaron de él no serían descubiertos por primera vez hasta fines del siglo XVIII y no se intentarían excavar todos los restos hasta 1978. A su máximo tamaño, en esta última etapa constructiva, el templo medía unos 45 metros de altura por 82 metros de longitud por lado.
Otra construcción fue el acueducto de Chapultepec, que fue finalizado en el año 1506, el cual traía agua dulce directamente desde Chapultepec a Tenochtitlan y Tlatelolco. El agua recorría a los puertos comerciales para que la gente la bebiera y a los templos para ser usada en ceremonias religiosas. Este acueducto fue destruido a menos de un año de la muerte de Moctezuma, durante el sitio de Tenochtitlan en las etapas tardías de la conquista de México en mayo de 1521, cuando las fuerzas castellanas decidieron destruirlo para cortar el suministro de agua de la ciudad. Varios guerreros mexicas intentaron defender el acueducto, pero las fuerzas tlaxcaltecas los ahuyentaron.

### Comportamiento real
Las reformas hechas por Itzcóatl y su cihuacóatl Tlacaélel impusieron una etiqueta real que incluía la casi nula posibilidad de que el pueblo común lo viera, e incluso su círculo más cercano no podía verle a los ojos, debía hablarle en voz baja y entrar al recinto en donde despachaba descalzo al igual que todos en el salón del icpalli (silla real). Como gobernante del más poderoso Estado del Posclásico Tardío, tuvo en sus obligaciones el sostenimiento de los órdenes cortesano, urbano e incluso universal. Las creencias religiosas de Mesoamérica sustentadas en el régimen zuyuano implicaban la posibilidad de semi-divinizar a cualquier persona (como los sacrificados), dado que el influjo divino podía convertir a un ser humano en un vaso mundano del dios y actuaba en él de forma natural en la fisiología corporal, causando la acción enfermedades, estados de ánimo, suerte o infortunio. De esta forma, después de un largo proceso de ayuno, conocimiento e investidura en varios meses y etapas, el joven noble se convertía en nuevo huey tlatoani, recibía las armas reales y poseía en sí mismo los atributos del dios tutelar Huitzilopochtli, teniendo a su cargo la garantía de la continuidad del mundo mismo, preservar el orden terrenal y celeste basado en el tlatocayotl, literalmente el conocimiento supremo heredado de los toltecas o lo que podríamos designar como el conocimiento heredado y surgido de otros pueblos mesoamericanos.

### Política exterior
Al inicio de su reinado, Moctezuma deseó establecer relaciones diplomáticas con las naciones de Tlaxcala, Huejotzingo, Cholula, Metztitlán y Michoacán, las cuales tenían una rivalidad con el imperio desde hacía décadas atrás. Esto lo intentó durante su ceremonia de coronación invitando a los señores de estas naciones a su ceremonia secretamente, de tal forma que podría establecer relaciones con ellos y mostrar su grandeza. Estas naciones y México aún no estaban en una guerra a gran escala durante este periodo, pero las tensiones estaban altas, especialmente por las guerras floridas iniciadas por Moctezuma I en la década de 1450. Moctezuma, por lo tanto, únicamente envió a expertos en diplomacia, lenguajes y espionaje para enviar la invitación. Su invitación fue aceptada, y los señores de estas naciones asistieron. Sin embargo, para evitar un escándalo por invitar a sus rivales, Moctezuma se encargó de que nadie supiera que dichos señores estaban en la ceremonia, ni siquiera los de Texcoco y Tlacopan. Para ello, los señores pretendieron ser organizadores. Moctezuma continuó intentado establecer mejores relaciones diplomáticas con estas naciones. Según las fuentes primarias, llegó a visitar a los señores de estas naciones tres veces al año, haciendo diferentes ceremonias religiosas en cada reunión. Esto haría a Moctezuma el primer líder en la historia prehispánica de México en intentar establecer relaciones diplomáticas de esta manera.
Durante los años siguientes, sin embargo, empezarían conflictos de gran escala entre México, Huejotzingo y Tlaxcala. Durante los inicios de su reinado, Huejotzingo era uno de los altepeme más importantes en el Valle de Puebla-Tlaxcala, y el principal enfoque militar de Moctezuma. Sin embargo, esta situación cambiaría drásticamente después de que una serie de guerras entre México y Huejotzingo influyeron en las fuerzas militares de esta región volviéndose más débiles, lo cual provocó que Tlaxcala se volviera la región más poderosa del valle después de una desastrosa invasión huejotzinga apoyada por México. El apoyo de México a esta invasión provocó que Tlaxcala formara una alianza con España para acabar con el imperio de Moctezuma el 23 de septiembre de 1519.
Durante su reinado, le pidió matrimonio a la señora Tlapalizquixochtzin, reina de Ecatepec. Dicho matrimonio lo convirtió en el rey consorte de Ecatepec, aunque según fuentes como Bernal Díaz del Castillo, un soldado español quien escribió una importante crónica sobre la conquista de México, muy pocos en México sabían que ella poseía semejante poder político, siendo algunos de sus sirvientes más cercanos de los pocos que sabían esto.

## Campañas militares

### Primeras campañas militares

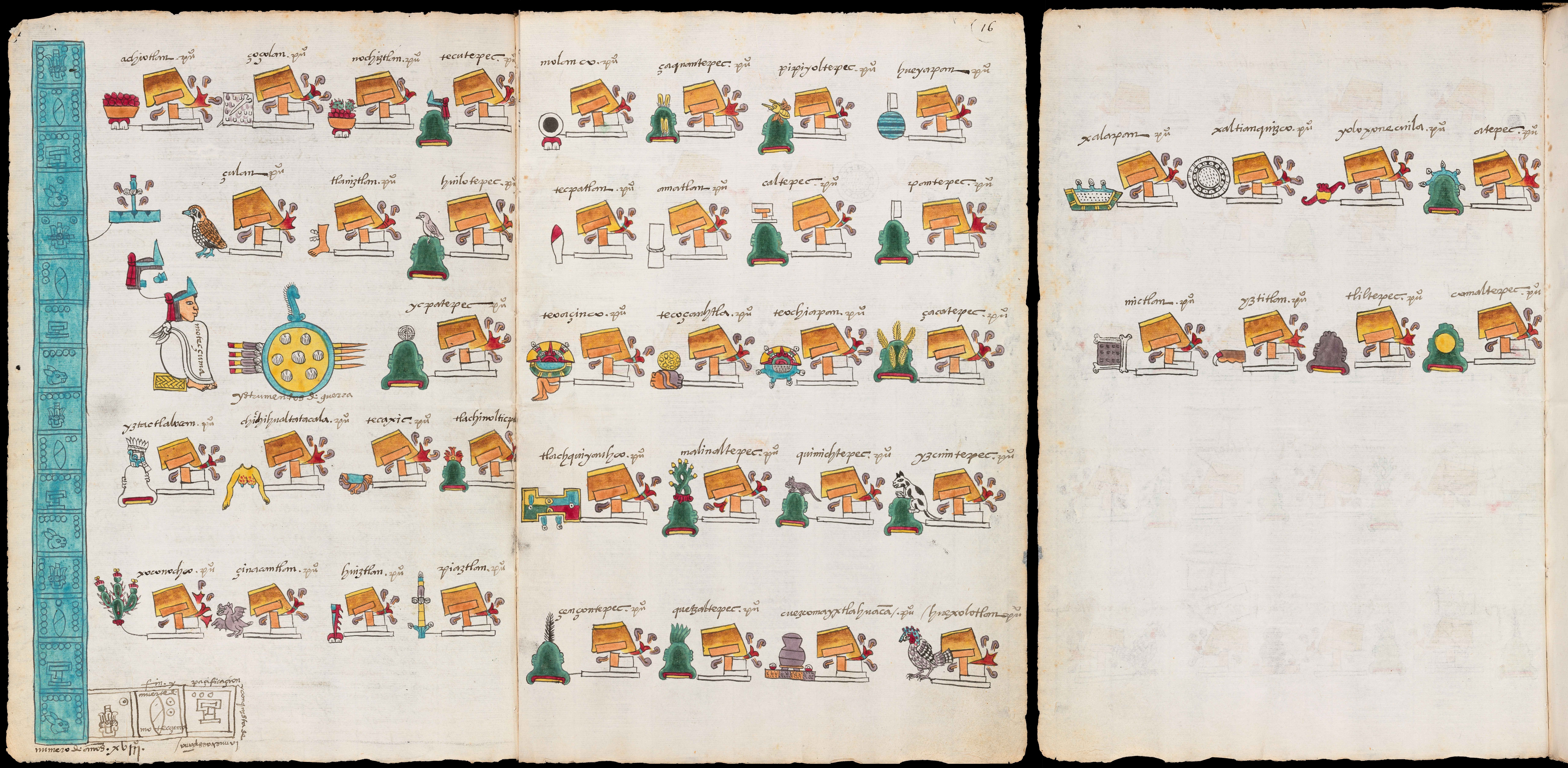
Las victorias militares de Moctezuma listadas en el Códice Mendoza.

La primera campaña militar durante su reinado, que se hizo en honor a su coronación, fue la violenta represión de una rebelión en Nopala e Icpatepec. Para esta guerra, una fuerza de más de 60,000 soldados de Tenochtitlan, Texcoco, tierras tepanecas, Chalco y Xochimilco participaron, y el propio Moctezuma fue al combate. Aproximadamente 5100 prisioneros fueron tomados tras la campaña, de los cuales muchos fueron dados a habitantes de Tenochtitlan y Chalco como esclavos, mientras que los demás fueron sacrificados en su honor en el cuarto día de su coronación. En Nopala, los soldados mexicas cometieron una masacre y quemaron los templos y casas, haciéndolo en contra de los deseos de Moctezuma. Después de la campaña, las celebraciones por su coronación continuaron en Tenochtitlan. Sin embargo, la expansión territorial de Moctezuma no comenzaría hasta que otra rebelión fue reprimida en Tlachquiauhco (actualmente conocido como Tlaxiaco), donde su gobernante, Malinalli, murió tras intentar empezar la rebelión. En esta campaña, mataron a todos los adultos mayores de 50 años en la ciudad bajo las órdenes de Moctezuma, ya que los culpó de haber causado la rebelión. Un hecho característico de las guerras de Moctezuma es que gran parte de ellas tenían el propósito de reprimir rebeliones en lugar de conquistar nuevos territorios, contrariamente a sus predecesores, quienes se enfocaron en expansión territorial.

### Rebeliones
Durante su reinado, múltiples rebeliones fueron reprimidas bajo uso de la fuerza, y frecuentemente terminaban con resultados violentos. De hecho, como se ha mencionado anteriormente, la primera campaña de su reinado, que se hizo en honor a su coronación, fue la represión de una rebelión en Nopallan (actualmente conocido como Santos Reyes Nopala) e Icpatepec (un pueblo mixteco que ya no existe que se encontraba cerca de Silacayoápam), ambas en la actual Oaxaca. Los prisioneros obtenidos en esta campaña luego fueron usados como esclavos o para sacrificio humano.
Después de que México sufriera una derrota humillante en Atlixco durante una guerra florida contra Huejotzingo (véase abajo), varios sitios en Oaxaca se rebelaron, probablemente bajo la idea de que las fuerzas del imperio se encontraban debilitadas. Sin embargo, Moctezuma logró formar un ejército de 200.000 hombres y marchó sobre la ciudad de Yancuitlan (actualmente conocida como Yanhuitlán), una ciudad que había sido previamente conquistada por Tízoc, y se conquistó Zozollan en el proceso. Abundante expansión territorial se realizó tras esto.
Otra rebelión notable ocurrió en Atlixco (en la actual Puebla), una ciudad vecina a Tlaxcala que había sido anteriormente conquistada por Ahuízotl. Esta rebelión ocurrió en 1508, y fue reprimida por un príncipe llamado Macuilmalinatzin. Este no fue el primer conflicto ocurrido en la región, pues su proximidad con Tlaxcala y Huejotzingo causaría la erupción de múltiples conflictos en esta área durante el reinado de Moctezuma.
Una gran serie de rebeliones ocurrieron en 1510, probablemente como resultado de predicciones astrológicas deteniendo operaciones militares mexicas hasta un cierto punto. Moctezuma intentaría hacer campaña contra cada estas rebeliones, una a la vez, a lo largo de los años siguientes, haciendo campañas contra territorios en Oaxaca, incluyendo Icpatepec nuevamente, en 1511 o 1512. Algunas de estas rebeliones ocurrieron en territorios lejanos al sur como Xoconochco (actualmente conocido como Soconusco) y Huiztlan (hoy Huixtla), al sur de Guatemala y el actual estado mexicano de Chiapas. Estos territorios eran de gran importancia para el imperio, pues proveían de una fina variedad de cacao y plumas del ave conocida como quetzal, y habían sido previamente conquistados por su predecesor Ahuízotl, por lo que Moctezuma tenía que mantenerlos bajo su control. Estas rebeliones ocurrieron en tantos sitios que el imperio no pudo lidiar con todos ellos eficazmente.

### Expansión territorial
La expansión del imperio durante el reinado de Moctezuma se centró principalmente en territorios al suroeste de Mesoamérica, en Oaxaca y el actual Estado de Guerrero. Las primeras conquistas en este territorio se hicieron por Moctezuma I.
La primera conquista importante durante el reinado de Moctezuma ocurrió en el año de 1504, cuando la ciudad de Achiotlan (actualmente conocida como San Juan Achiutla) fue conquistada. Esta guerra, según algunas fuentes, supuestamente fue causada principalmente por un «cierto árbol traído pequeño de muy lejos, a un jardín de su señor, y que daba tan hermosas y fragantes flores, que por lo raro y singular llegó la fama a México a oídos del emperador Moctezuma, y con envidia de soberbio lo envió a pedir para su palacio con intento de que si secase, no tuviese otro señor cosa de tanta estimación, de que él carecía», y que cuando Moctezuma lo pidió, el señor de la ciudad se rehusó a entregarlo, empezando la guerra. Después de la conquista, el árbol supuestamente fue llevado a Tenochtitlan. La segunda conquista ocurrió en Zozollan, un sitio vecino al este de Achuitla, el 28 de mayo de 1506, durante la campaña contra la rebelión de Yanhuitlán. Esta conquista tuvo un resultado particularmente violento, pues un sacrificio especial fue hecho tras la campaña en el cual los prisioneros de Zozollan fueron las víctimas; «mataron los de México muchos de Zozola  [sic] que tomaron en guerra», según las fuentes antiguas.
En el año de 1507, el año de la Ceremonia del Fuego Nuevo, ocurrió una abundancia de acción militar. Entre los pueblos que son listados como conquistados en este año están Tecuhtepec (de donde varios prisioneros fueron sacrificados para la ceremonia), Iztitlan, Nocheztlan (un importante pueblo al noreste de Achuitla), Quetzaltepec y Tototepec.

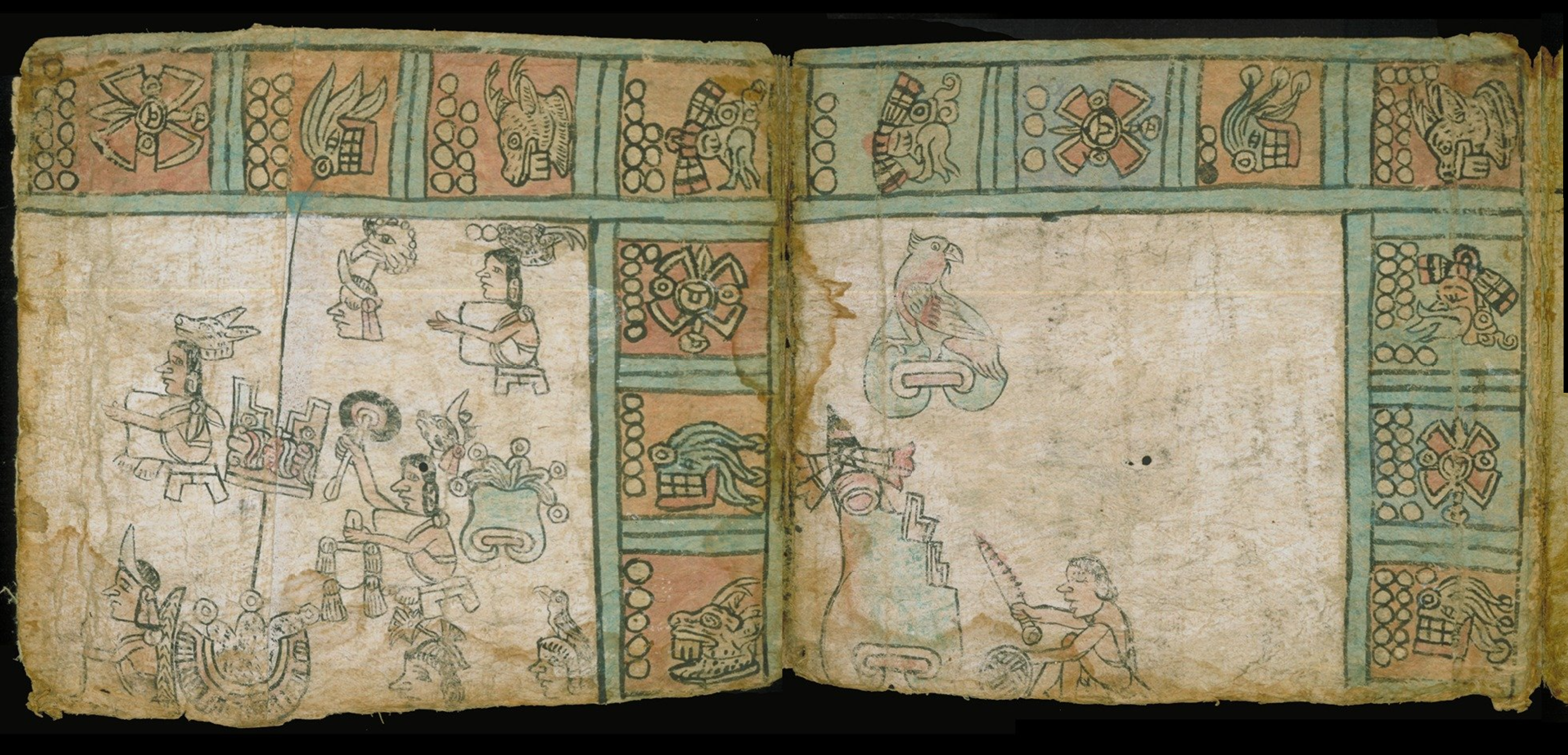
Folios 30 a 31 (derecha a izquierda) del Códice Azoyú 1 mostrando las campañas lanzadas por Moctezuma II en tierras tlapanecas.

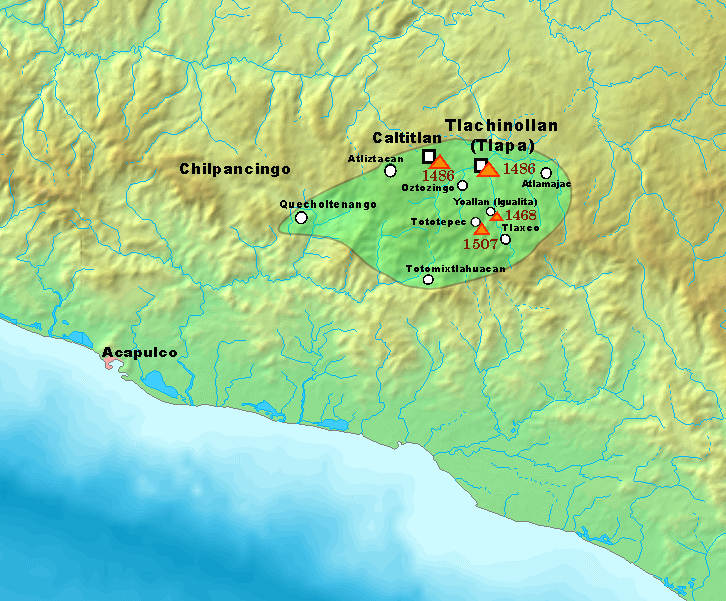
Campañas lanzadas por los mexicas sobre el reino tlapaneco de Tlachinollan, incluyendo la conquista de Tototepec por Moctezuma II. El mapa no muestra sus campañas contra Xipetepec, Acocozpan, Tetenanco y Atlitepec.

La conquista de Tototepec formó parte de las conquistas de algunos de los últimos territorios tlapanecos del actual Guerrero, un área que ya se encontraba en decadencia desde que Moctezuma I hizo sus primeras campañas en la región y probablemente volvió el reino de Tlachinollan (actual Tlapa) en una provincia tributaria durante el gobierno del señor Tláloc entre 1461 y 1467 (aunque el reino no sería invadido y completamente conquistado hasta el reinado de Ahuízotl en 1486, junto con Caltitlan, una ciudad vecina al oeste de Tlapa). Entre los años de 1503 y 1509, se lanzó una campaña contra Xipetepec, y otra fue lanzada (como se ha mencionado) en 1507 contra Tototepec, que era anteriormente un territorio conquistado por Tlachinollan a mediados del siglo XIV. La campaña en Tototepec ocurrió como resultado de un gran grupo de comerciantes mexicas enviados por Moctezuma siendo asesinados tras intentar comerciar para obtener algunos recursos del área por él. Durante la conquista de Tototepec, dos nombres importantes mexicas, Ixtlilcuechahuac y Huitzilihuitzin (no confundir con el tlatoani del mismo nombre), murieron. Toda la población de Tototepec, excepto los niños, fue masacrada por las fuerzas mexicas, y alrededor de 1350 cautivos fueron obtenidos. Otra campaña fue lanzada en 1515 para conquistar Acocozpan y Tetenanco y reconquistar Atlitepec, que había sido previamente conquistada por Ahuízotl en 1493.

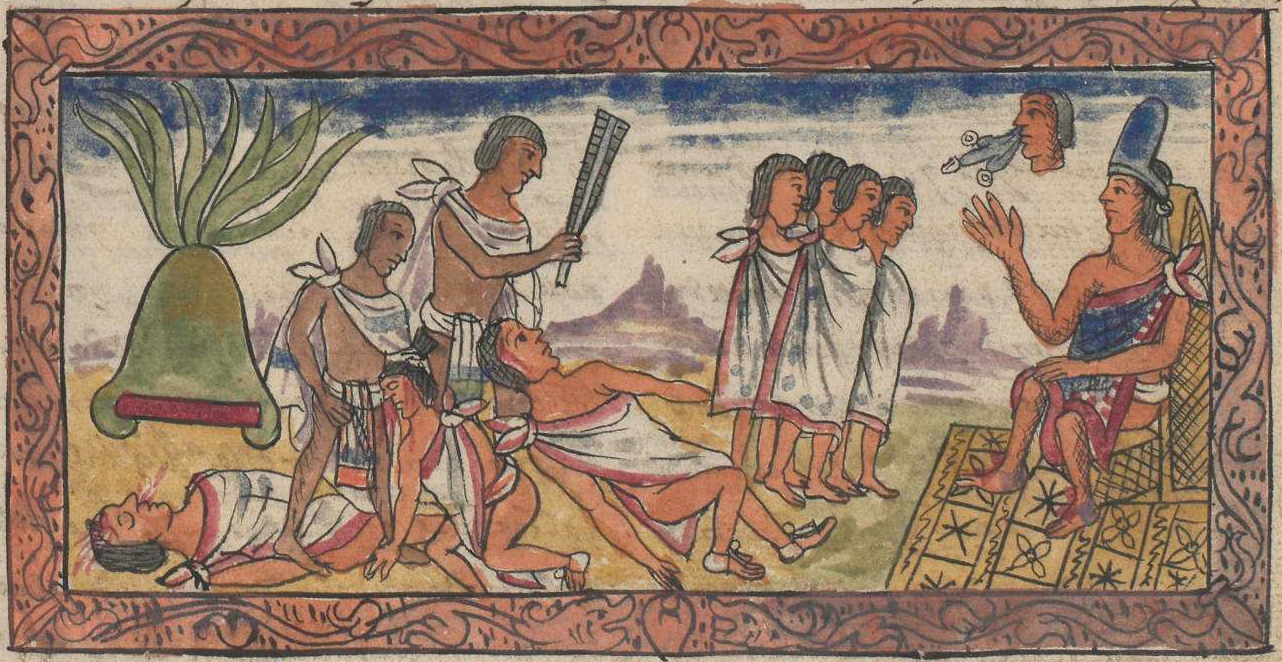
La masacre de comerciantes mexicas en Quetzaltepec. Códice Durán.

Quetzaltepec fue conquistada en la misma campaña que Tototepec, pues se reporta que en ambos se asesinaron a los comerciantes enviados por Moctezuma al área. Los mexicas lograron formar un ejército de 400.000 hombres y primero conquistaron Tototepec. Quetzaltepec también fue conquistada, pero se rebeló junto con varios sitios a lo largo de Oaxaca prontamente después de que los mexicas perdieran la batalla de Atlixco contra Huejotzingo. Siendo una ciudad fortificada con seis muros, los mexicas pusieron la ciudad bajo asedio por varios días, con cada grupo de la Triple Alianza atacando desde varios puntos y construyendo más de 200 escaleras de madera bajo órdenes de Moctezuma. Los mexicas finalmente salieron victoriosos, conquistando la ciudad exitosamente.
Algunas derrotas militares sí ocurrieron en algunas de estas campañas expansionistas, sin embargo, tal fue el caso de la invasión de Amatlan en 1509, donde una serie inesperada de tormentas de nieve y viento mató a varios soldados, dejando a los sobrevivientes muy bajos en número como para poder combatir.

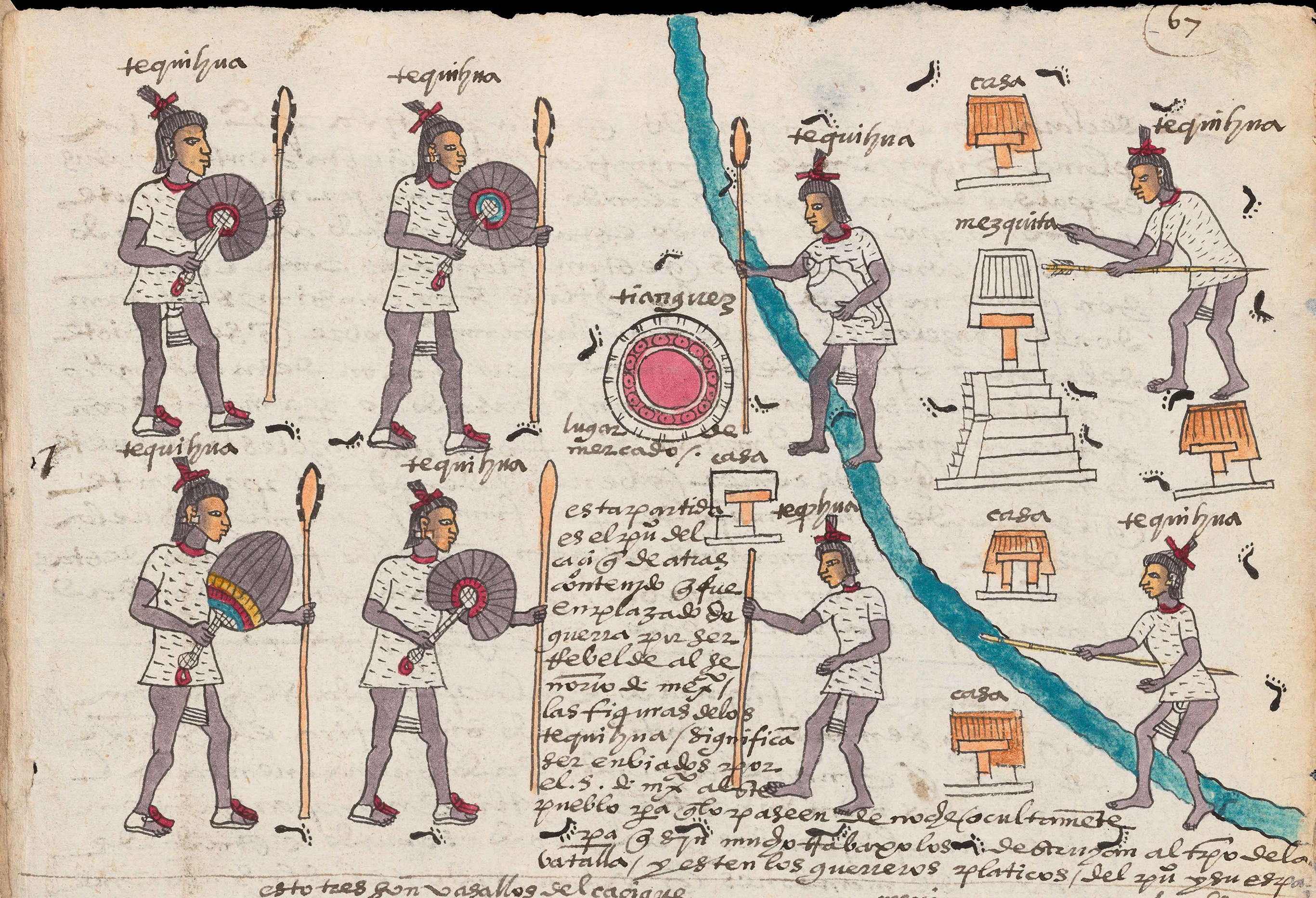
Espías tequihuas obteniendo información de una ciudad enemiga durante la noche. Códice Mendoza.

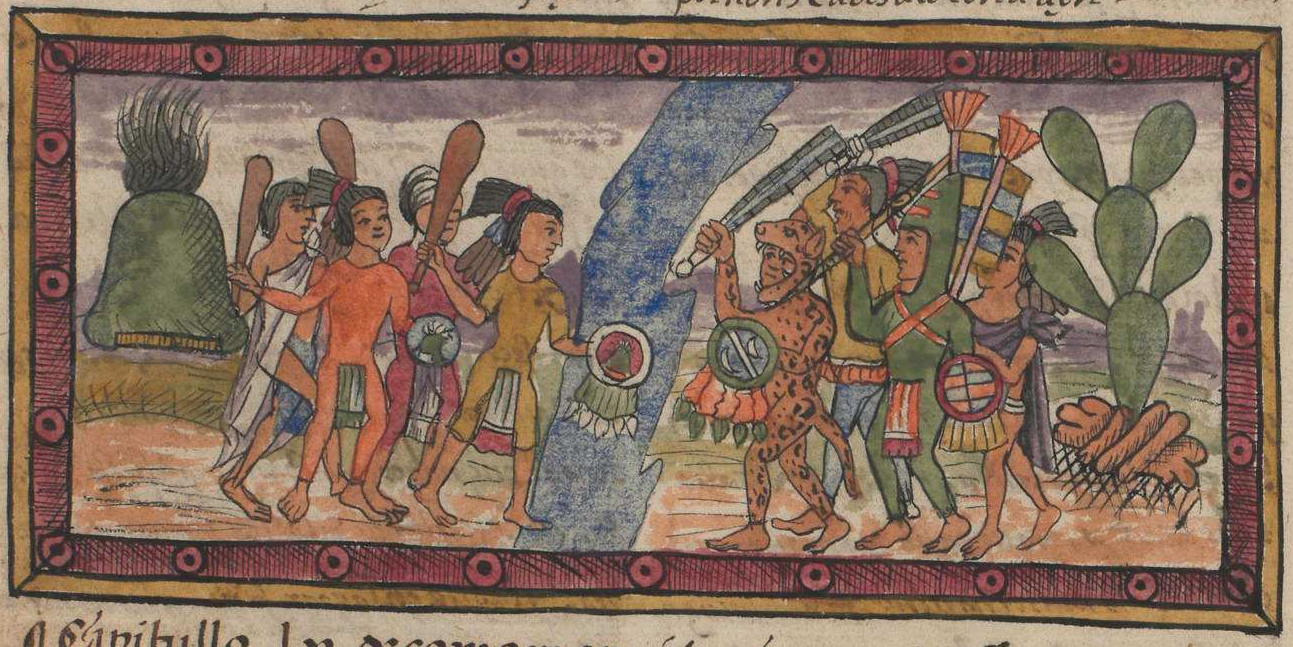
Guerra con Cuatzontlan. Códice Durán.

Una importante campaña fue la conquista de Xaltepec (actualmente conocida como Magdalena Jaltepec) y Cuatzontlan y la supresión de la última rebelión en Icpatepec, todo en Oaxaca. Esta guerra empezó como resultado de provocaciones por Jaltepec contra Moctezuma a partir de la matanza de todos los mexicas que pudieron encontrar en el área, como una manera de retarlo, y empezando la rebelión en Icpatepec como resultado. Los xaltepecas ya habían hecho esto con tlatoanis anteriores y otras naciones. Moctezuma y el recientemente elegido gobernante de Tlacopan fueron ellos mismos al combate, junto con el nieto de Tlacaélel y cihuacóatl de México de este periodo Tlacaeleltzin Xocoyotl. Gran parte de las armas y comida fueron traídas por México-Tlatelolco, aunque inicialmente dudaban en hacerlo, pero se les ordenó ofrecerlos por Moctezuma como tributo a Tenochtitlan, y recibieron recompensas como resultado, incluyendo el permiso para reconstruir su templo principal (que había sido parcialmente destruido durante la batalla de Tlatelolco que ocurrió durante el reinado de Axayácatl). Esta campaña tuvo un resultado altamente violento; Moctezuma, tras recibir información sobre los sitios obtenida por sus espías, ordenó que todos los adultos mayores a los 50 años de edad fueran asesinados para evitar una rebelión, una vez que los sitios fueran conquistados, similarmente a la guerra en Tlachquiahco. La conquista se hizo dividiendo la armada traída en tres divisiones; una de Tlacopan, otra de Texcoco y otra de Tenochtitlan, para así que cada uno ataque a una ciudad distinta. La compañía de Tenochtitlan atacó Jaltepec. Moctezuma salió victorioso y regresó a México a través de Chalco, donde recibió varios honores por su victoria. Esta guerra probablemente ocurrió en 1511, pues se registró que una guerra contra Icpatepec ocurrió nuevamente en ese año.
Después de sus campañas en la región de Oaxaca, Moctezuma empezó a movilizar sus campañas hacia territorios al norte y este alrededor del año 1514, conquistando la ciudad de Quetzalapan, un territorio chichimeca, a través de la región Huasteca, tomando 1332 cautivos y sufriendo bajas mínimas, con solo 95 pérdidas reportadas. Probablemente alrededor de este tiempo otros territorios en la región también fueron conquistados. También hizo guerra contra el Imperio tarasco por primera vez desde que Axayácatl fue vencido en su desastrosa invasión. Esta guerra causó fuertes bajas en ambos bandos. Los mexicas tuvieron éxito tomando una gran cantidad de cautivos, pero no capturaron ningún territorio.
Entre las últimas campañas militares llevadas a cabo por Moctezuma, aparte de las últimas etapas de la guerra contra Tlaxcala, fueron las conquistas de Mazatzintlan y Zacatepec, que formaban parte de la región chichimeca.

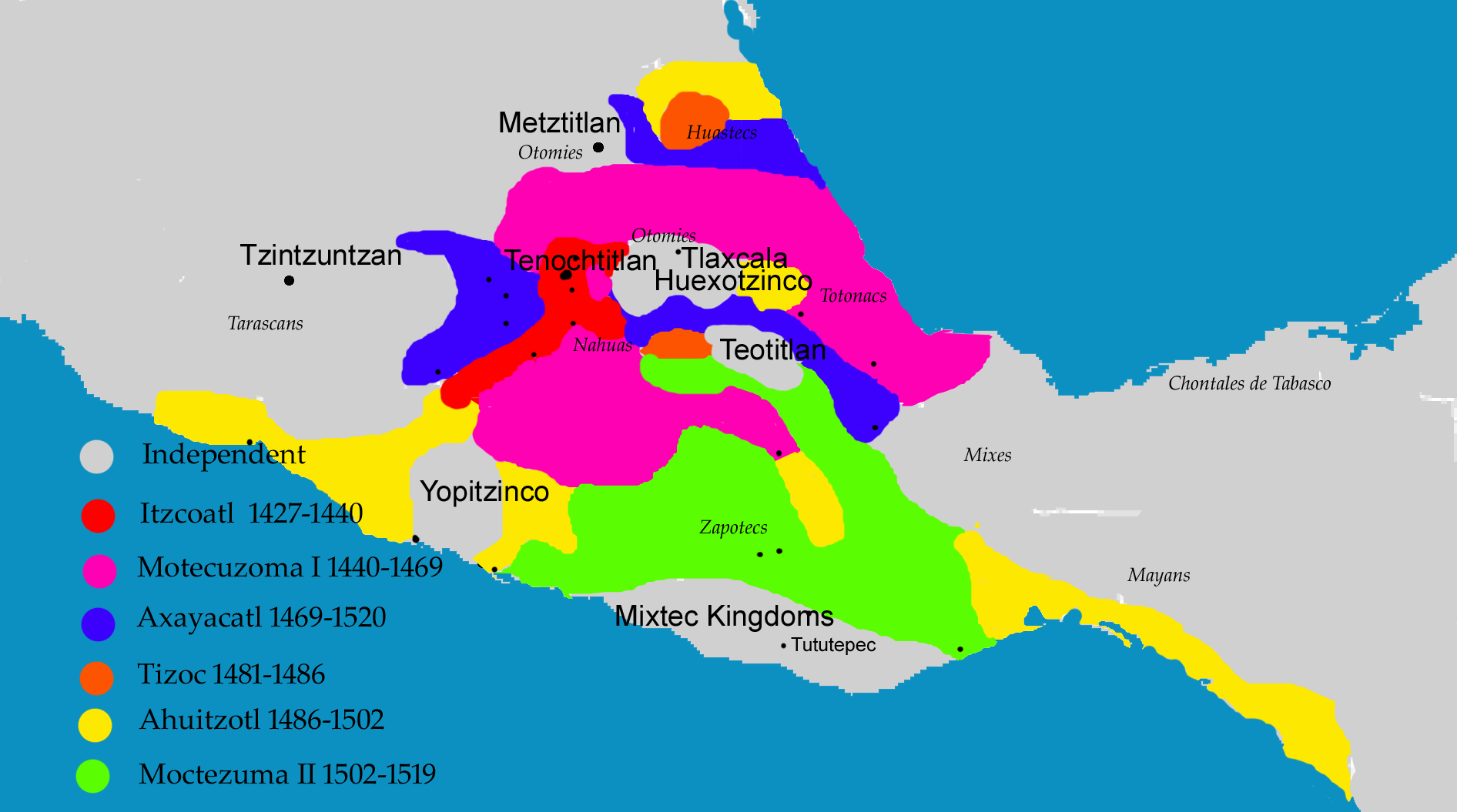
Mapa mostrando la expansión del Imperio azteca a través de la conquista. Las conquistas de Moctezuma II están marcadas por el color verde (basado en los mapas de Ross Hassig en Aztec Warfare).

El número aproximado de enfrentamientos militares durante su gobierno antes del contacto europeo fue 73, consiguiendo la victoria en aproximadamente 43 sitios (incluyendo territorios que ya estaban en el imperio), haciéndolo uno de los monarcas más activos de la historia prehispánica de México en términos de acciones militares.
Sin embargo, su gobierno y política sufrió una interrupción muy repentina tras la llegada de las noticias sobre la llegada de navíos españoles al este en 1519 (véase abajo).

## Guerras contra Tlaxcala y Huejotzingo
Desde la década de 1450, Moctezuma I ya había comenzado sus campañas contra los territorios del Valle de Puebla-Tlaxcala a partir del inicio de su xochiyaóyotl (guerra florida), un tipo de guerra de carácter religioso que tenía la intención de capturar prisioneros para ser sacrificados sin consecuencias territoriales, en la cual los bandos participaban voluntariamente. Sin embargo, la escala de la confrontación entre México y estos territorios aumentó durante el gobierno de Moctezuma II, ya que para el tiempo de Moctezuma I las guerras floridas ya no eran lo que solían ser. Según Chimalpahin y los Anales de Cuauhtitlan, las primeras guerras floridas, sucedidas a partir de 1324, eran en gran parte pacíficas, llamándolas algo «parecido a un juego», con pocos muertos y los capturados siendo finalmente liberados, pero que a fines del siglo XIV, por motivos aún no entendidos claramente, se transformaron en cocoltic yaoyotl (guerra enojada), donde una muchos morían y los capturados eran sacrificados, volviéndose similares a las guerras serias, «destruyendo la guerra florida», como lo describió Chimalpahin. Estas guerras floridas, aparte de las conquistas mexicas realizadas contra los pueblos vecinos a la República de Tlaxcala, provocó que Tlaxcala, con el paso del tiempo, se volviera una nación altamente militarizada, con un «invencible espíritu guerrero» (como lo describió Manuel Orozco y Berra) que tenía un profundo odio hacia los mexicas.
La intención de las guerras floridas ha sido interpretada a lo largo de la mayoría de los años como guerras puramente religiosas, con el único fin de facilitar la captura de prisioneros de guerra para sacrificio humano. Dicha interpretación es apoyada por fuentes indudablemente a favor de los mexicas y también por algunas fuentes españolas, como el conquistador español Andrés de Tapia, quien describió que cuando le preguntó a Moctezuma por qué razón Tlaxcala no había sido conquistada, él respondió que ya la hubiera conquistado si eso hubiera querido, pero prefirió poseerlos para hacer sacrificios, ya que si los hubiera conquistado habría tenido que obtener prisioneros de tierras lejanas. Las fuentes tlaxcaltecas, por otra parte, describen que la intención mexica siempre fue asediar a Tlaxcala para finalmente conquistarlo, cosa que nunca lograron. Diego Muñoz Camargo, un historiador tlaxcalteca, describió conocer la interpretación religiosa de la guerra, pero que no la creyó verdadera a juzgar por la naturaleza especialmente violenta de estas guerras, contradiciendo la mayoría de las fuentes contemporáneas, lo cual causó que su obra fuera criticada por historiadores del siglo XIX como Alfredo Chavero, cuyas ideas, como las de otros historiadores mexicanos de la época, eran afectadas por un fuerte sentimiento nacionalista que existía en la época.
En décadas más recientes se ha propuesto la posibilidad de que las fuentes mexicas afirman que estas no eran guerras de conquista para excusar una derrota militar humillante y así evitar mostrar debilidad militar, una propuesta que ha sido tomada en consideración por antropólogos como Barry L. Isaac, profesor en la Universidad de Cincinnati. No obstante, otra interpretación que ha llamado la atención en años recientes es el propósito militar de estas guerras; la interpretación de haber sido usadas como entrenamiento militar para los guerreros, algo que era importante en la sociedad mexica, ya que desde jóvenes los mexicas entrenaban militarmente en las instituciones educativas, el calmécac para los nobles y el telpochcalli para la gente común. Por lo tanto, es posible que las guerras floridas no hayan servido únicamente como guerras religiosas, sino también como entrenamiento militar, el cual inicialmente era estrictamente un ejercicio que con el paso del tiempo se volvió más violento, y a través de los sacrificios también cumplían con el propósito político de mostrar el poderío militar de una nación y el religioso de satisfacer a los dioses.
A lo largo del tiempo ha sido una creencia popular que Tlaxcala siempre fue el más importante rival de los mexicas, pues así lo han relatado las crónicas españolas, como la de Bernal Díaz del Castillo:

Y Cortés les dijo: "Pues con tanto guerrero que decís que venían sobre vosotros, ¿cómo nunca os acabaron de vencer?" Y respondieron que puesto que algunas veces les desbarataban y les mataban y llevaban muchos de sus vasallos para sacrificar, que también de los contrarios quedaban en el campo muchos muertos y otros presos, y que no venían tan encubiertos que dello tuviesen noticia. Y cuando lo sabían, que se apercebían con todos sus poderes y con ayuda de los de Guaxocingo se defendían e ofendían; e que, como todas las provincias y pueblos que ha robado Montezuma y puesto debajo de su dominio están muy mal con los mexicanos y traían dellos por fuerza a la guerra, no pelean de buena voluntad, antes de los mismos tenían avisos.
Díaz del Castillo (2011, p. 234).

Sin embargo, en realidad, a inicios del siglo XVI, Huexotzinco (actualmente conocido como Huejotzingo) solía ser una de las entidades políticas del valle más poderosas militarmente, y por lo tanto el enfoque militar de Moctezuma a inicios de su reinado. Sin embargo, tras una serie de guerras con esta nación, las fuerzas de ésta terminaron fuertemente debilitadas, lo cual permitió a la Tlaxcala volverse el territorio más poderoso de la región y, por sus guerras con México, volverse el más importante rival de Moctezuma, una historia que los cronistas españoles desconocían. El hecho de que Tlaxcala se logró mantener independiente del Imperio mexica ha sido atribuido a Moctezuma enfocándose en Huejotzingo y no en Tlaxcala hasta los últimos años de la época prehispánica, la cual terminó en 1519 tras la llegada de los españoles.

### Batalla de Atlixco

#### Planeación y preparaciones
La primera batalla contra Huejotzingo durante el reinado de Moctezuma II sucedería en algún punto alrededor del año 1503, según el antropólogo Barry L. Isaac, cuando él decidió continuar las guerras floridas. Esto fue, según Durán, a causa de haber pasado una considerable cantidad de tiempo sin guerra, queriendo entrar en un combate «para el exercicio  [sic] de sus gentes». Para esto, él envió un mensaje a la nación de Huejotzingo para invitándolos a pelear. Los huexotzincas aceptaron el desafío y acordaron que la batalla sucedería en el valle de Atlixco (en el actual Estado de Puebla).
Moctezuma nombró a uno de sus hermanos, Tlacahuepan, como el comandante de las armadas mexicas en la batalla y se le asignó una fuerza de 100.000 soldados. Se le dio también un uniforme con insignias del dios Xipe Tótec, lo cual puede significar que se convirtió en su teixiptla, la encarnación de una divinidad en una persona. Tras marchar 3 días llegó a la aldea de Atzitzihuacan, en la provincia de Papayocan, donde la batalla tendría lugar.
Se debe mencionar que entre nuestras fuentes más importantes para analizar este conflicto y otros que serán mencionados se encuentran las obras de Fernando Alvarado Tezozómoc y Diego Durán, las cuales, si bien son de interés al mostrarnos cómo los mexicas conocían su propia historia, han sido juzgadas por investigadores como «sospechosas» a causa de su obvia posición a favor del punto de vista tenochca, sus influencias cristianas (especialmente en la obra de Durán) y la mezcla de mitos y hechos históricas presente de manera recurrente en estas obras.

#### La batalla

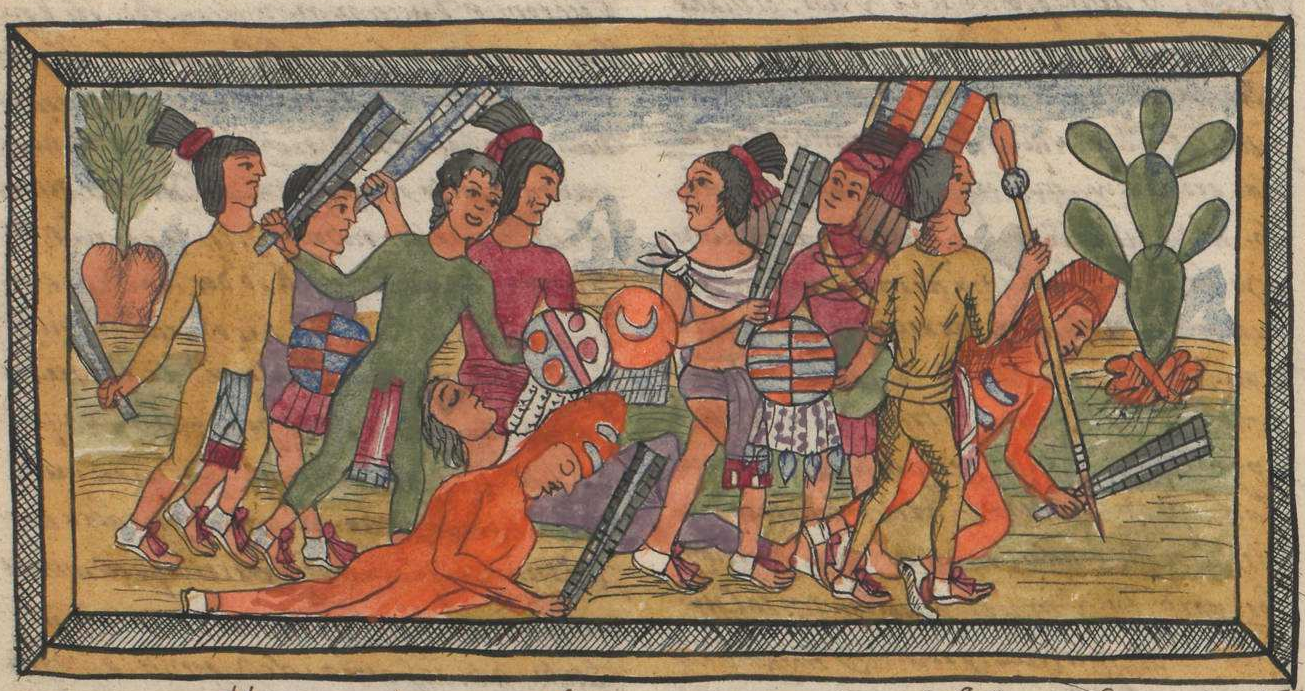
La derrota sufrida por los mexicas en Atlixco contra los de Huejotzingo, según el Códice Durán.

La estrategia de Tlacahuepan consistió en dividir a los ejércitos mexicas en tres grupos: el primero en atacar sería el grupo acolhua de Texcoco, el segundo el tepaneca de Tacuba, y finalmente el tenochca. Para empezar la batalla Tlacahuepan mandó 200 soldados para realizar escaramuzas contra la línea de defensa de Huejotzingo, aunque no logró romperla.
Parece ser que las fuerzas de Huejotzingo intentarían provocar a los ejércitos mexicas para atacar la parte central de su línea de defensa para así rodearlos usando los otros dos extremos. Sin embargo, a causa de la estrategia mexica, esto implicaría tener que mantener la línea en formación en cada una de las dos olas anteriores al ataque tenochca.
Los acolhuas atacaron a los ejércitos de Huejotzingo, pero fueron incapaces de realizar progreso, sufriendo muchas bajas y no pudiendo romper la línea. Al notarse la falta de progreso se retiró el grupo acolhua para descansar, el grupo tepaneca entonces atacó, pero sufrieron los mismos resultados. Fue en este punto que Tlacahuepan avanzó con el ejército tenochca para atacar en conjunto con los tepanecas. Los mexicas comenzaron a romper la línea, causando un gran número de bajas en el bando de Huejotzingo, pero finalmente Tlacahuepan notó que se encontraba completamente rodeado por cientos de soldados. Inicialmente intentó resistir, pero después de unos momentos, sin ver posibilidades de escapar, él finalmente se rindió y se entregó ante los huexotzincas. Inicialmente los huexotzincas tenían planeado llevarlo como prisionero a su nación para sacrificarlo, pero él pidió ser sacrificado en presencia de sus soldados en el campo de batalla. Posteriormente a su sacrificio, su cuerpo fue desmembrado y los huexotzincas tomaron partes de él como reliquias. Tras ser sacrificado, las tropas mexicas se retiraron, siendo perseguidos por los huexotzincas durante la retirada. Durán describió que otros dos hermanos de Moctezuma murieron en la persecución. Se documenta que el número de muertos tras la batalla fue 40.000, lo cual probablemente significa que 20.000 habrían muerto por cada bando. A pesar de ser derrotados, los mexicas lograron tomar un gran número de prisioneros, los cuales fueron sacrificados en honor a Moctezuma al volver a México.

#### Consecuencias
La derrota fue considerada una humillación para el Imperio mexica. A pesar de la derrota, sin embargo, Tlacahuepan fue recordado como un héroe entre los mexicas, con canciones siendo dedicadas a su batalla; tal sería el caso del poema Ycuic neçahualpilli yc tlamato huexotzinco. Cuextecayotl, Quitlali cuicani Tececepouhqui (La canción de Nezahualpilli cuando tomó cautivos en Huejotzingo. A la manera huasteca, fue escrita por el cantante Tececepouhqui), el cual habla de una muerte heroica, se le compara con Xipe Tótec y se hacen referencias a su herencia huasteca (usando estereotipos sobre ellos como su supuesta embriaguez) con las frases «Ensangrentado va mi príncipe, amarillo señor nuestro de los cuextecas, el ataviado con faldellín color de zapote, Tlacahuepan se cubre de gloria» y «Con la flor del licor de la guerra se ha embriagado mi príncipe, amarillo señor nuestro de los cuextecas». Aun así, se dice que Moctezuma lloró al saber sobre la derrota y muerte de su hermano. Cuando los guerreros volvieron a México, el mismo Moctezuma les dio la bienvenida, estando en luto de la misma manera que el resto de la población que los recibió. Los cuerpos de los muertos fueron traídos a Tenochtitlan, donde fueron cremados en un gran funeral enfrente del templo de Huitzilopochtli.
Sin embargo, Huejotzingo difícilmente podía celebrar su victoria, pues las bajas sufridas durante la batalla fueron muy severas. El gran número de bajas de Huejotzingo pudo haber sido una de las principales causas de la debilitación de sus fuerzas militares. Entonces se podría decir que esta batalla, a pesar de haber sido una victoria, sería el inicio de la decadencia de Huejotzingo ante los otros pueblos del Valle de Puebla, haciéndola una victoria pírrica.

### Otras batallas contra Huejotzingo
Durante los próximos años otras batallas sucederían entre México y Huejotzingo. Aunque ninguna de estas batallas llegaron a ser tan grandes como la batalla de Atlixco, fueron de considerable importancia al causar grandes bajas en ambos bandos.
Otra guerra florida sucedida probablemente en 1506 ocurrió, esta vez contra Cholollan (actual Cholula) y apoyos de Huejotzingo. Esta guerra se realizó en el sitio de Cuauhquechollan (actualmente conocido como Huaquechula, en Puebla), cerca de Atlixco. Se reportó que Moctezuma no deseaba pelear en esta ocasión a causa de la derrota previa, pero al no ver otra elección envió a sus armadas igualmente. Tropas de Texcoco, Tlacopan, Chalco, Xochimilco y la actual Tierra Caliente participaron. Se reportó que 8200 mexicas murieron o fueron capturados en esta batalla, aunque también se reporta que los mexicas provocaron un número similar de bajas. Fernando Alvarado Tezozómoc reportó que las bajas huexotzincas y cholultecas fueron 5600 muertos y 400 capturados. El resultado de esta batalla es inconcluso, pues a pesar de que algunos los reportaron como una victoria, Moctezuma lo tomó como una derrota, lo cual lo enfadó al punto de que se quejó de los dioses.
Tezozómoc también reportó otra batalla sucedida previa a esta, donde 10.000 mexicas murieron y, en respuesta, los mexicas llamaron refuerzos para atacar a los huexotzincas y cholultecas. Se reportó como una «cruel matanza» y que 800 fueron capturados.

### Invasión a Tlaxcala

#### Combates iniciales

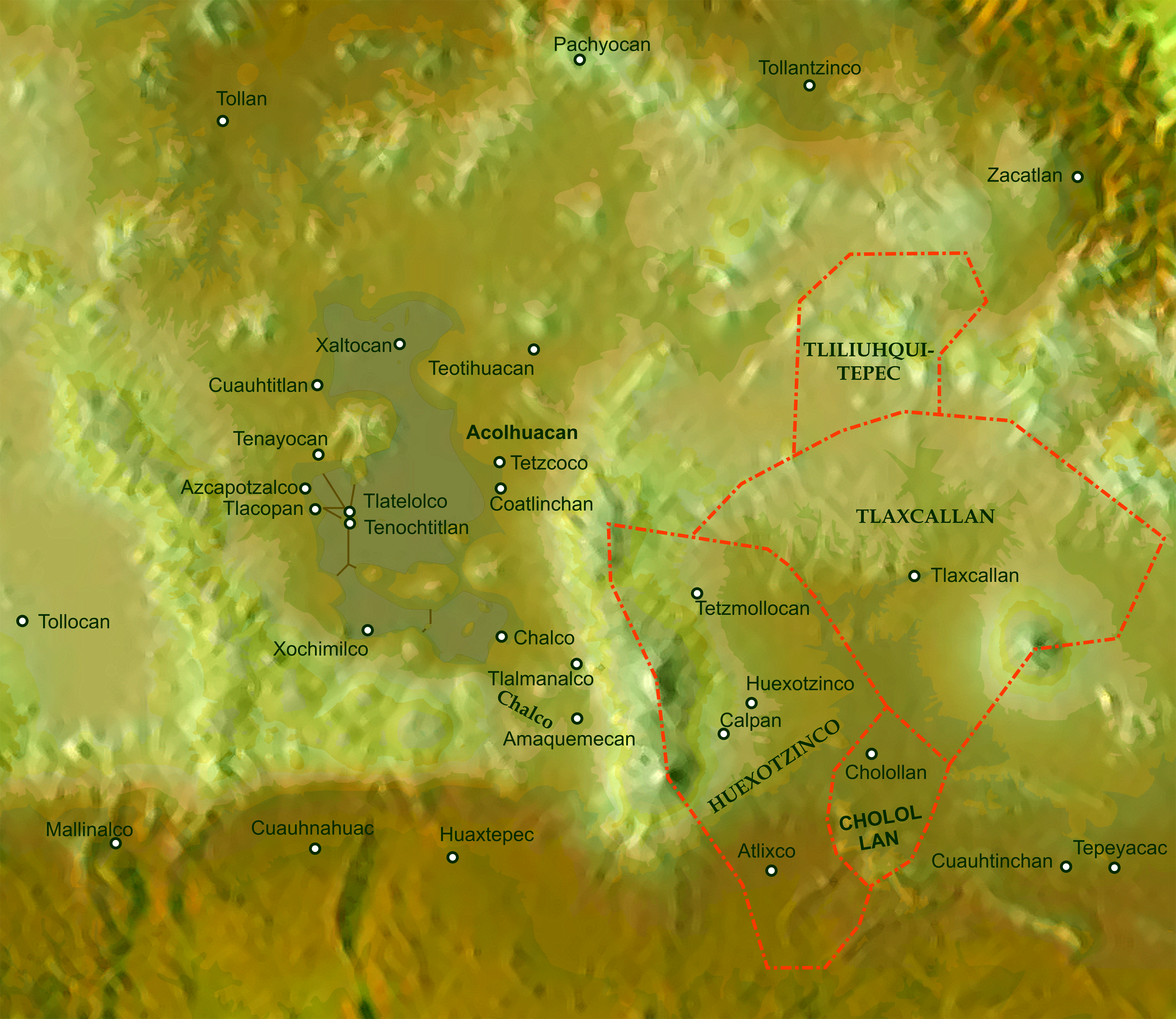
Mapa mostrando los pueblos del Valle de Puebla-Tlaxcala al momento de la llegada de los españoles.

Aproximadamente en el año 1507, la nación de Huejotzingo invadiría a Tlaxcala, comenzando una guerra que en su primera etapa duraría alrededor de 5 años. y que en total duraría hasta la llegada de los españoles en 1519. De acuerdo con la descripción de fray Juan de Torquemada, la invasión comenzó cuando Moctezuma deseó poner a Tlaxcala bajo asedio, aprovechando que los territorios del imperio los rodeaban. La noticia de la guerra contra Tlaxcala fue corroborada a lo largo del centro de México, y el rey de Huejotzingo (por motivos aún no bien entendidos), Tecayahuatzin, simpatizó con la causa de Moctezuma, a pesar de las batallas anteriores y su relación con los tlaxcaltecas, y prontamente formó una alianza con los cholultecas. También intentó sobornar al pueblo de Hueyotlipan, que formaba parte de Tlaxcala, y a las tribus otomíes para unirse a él, pero con poco éxito. Los tlaxcaltecas fueron informados de la situación y se sintieron traicionados, ya que ellos solían ser de sus aliados más cercanos, y a partir de entonces tenían poca confianza en sus aliados.
Organizados los ejércitos, principalmente conformados por los de Huejotzingo y Cholula, se comenzó la invasión. El enfoque principal fue el pueblo de Xiloxochitlan, donde se reportó que una gran cantidad de atrocidades fueron cometidas. Sin embargo, el comandante ocotelolca, Tizatlacatzin, logró finalmente vencer a los invasores, aunque murió en la batalla. Otras batallas menores sucedieron en otros sitios, pero ninguna tuvo éxito en derrotar a los tlaxcaltecas.

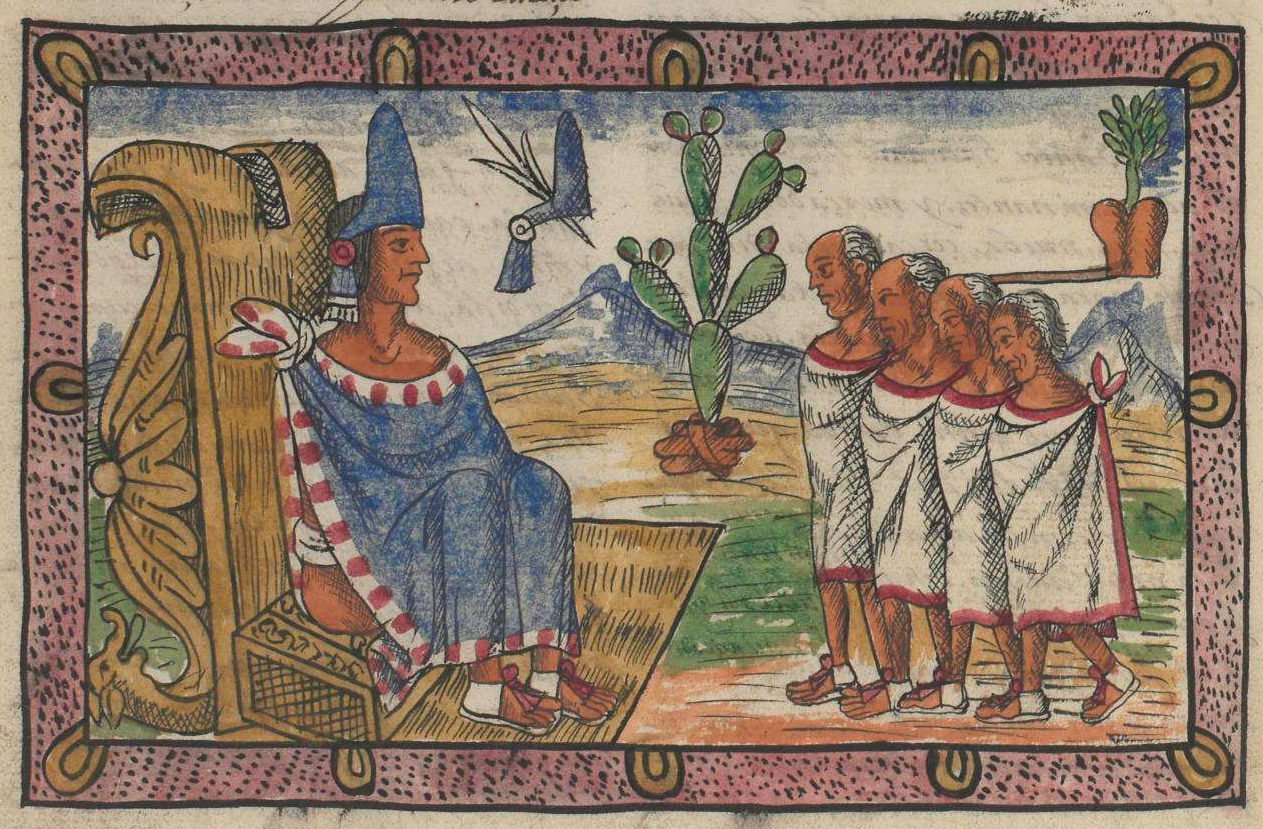
Moctezuma recibiendo una embajada huexotzinca pidiendo apoyo contra de los tlaxcaltecas, según el Códice Durán.

En respuesta a esta invasión, los tlaxcaltecas, bajo el liderazgo principal de un Xicohténcatl (probablemente Xicohténcatl Axayacatzin), entendiendo que las fuerzas de Huejotzingo se encontraban debilitadas por las batallas anteriores con el Imperio mexica, decidieron lanzar una contraofensiva contra los huexotzincas e invadieron su territorio, rápidamente capturando la mayoría. Los territorios huexotzincas fueron saqueados repetidamente y los pocos sin capturar, alrededor del Popocatépetl, fueron puestos bajo asedio por dos años. Los tlaxcaltecas llegaron a robar gran parte de la comida de los territorios e incluso quemaron cultivos y el palacio real de Huejotzingo, el pueblo sufrió una fuerte hambruna. Ante esta situación extrema, alrededor del año de 1512, el rey huexotzinca decidió enviar una embajada a Tenochtitlan para pedir apoyo a Moctezuma, ya que estaba claro que solos no podrían vencer a los tlaxcaltecas. Los embajadores, nobles llamados Tecuanéhuatl y Nelpiloni, llegaron a Tenochtitlan y se explicaron ante Moctezuma. Esta no era la primera vez que los huexotzincas habían enviado una embajada a Tenochtitlan con un propósito como tal, la primera vez siendo en el año 1499 durante el reinado de Ahuízotl, pero ésta fue rechazada. Tras consultar a los otros dos miembros de la Triple Alianza, la propuesta fue aceptada, de lo cual estuvieron muy agradecidos, y los mexicas enviaron un gran número de tropas para invadir a Tlaxcala y dieron refugio a ciudadanos necesitados de Huejotzingo en Tenochtitlan y Chalco. También se dio refugio a Tecayahuatzin en el palacio de Moctezuma.

#### Alianza mexica-huexotzinca
Reforzados con las tropas mexicas, una nueva ofensiva fue lanzada contra los tlaxcaltecas. Las tropas marcharon desde el oeste, con sus aliados de Itzocan (actual Izúcar de Matamoros) y Chietla, desde los pueblos de Tetellan (Tetela del Volcán, en Morelos), Tochimilco y Cuauhquechollan. Sin embargo, los tlaxcaltecas tenían la ventaja de haber capturado una gran cantidad de territorio huexotzinca anteriormente, lo cual les permitió avanzar seguramente por sus territorios y así atacar a los mexicas antes de que estuvieran preparados. Aprovechando esto, las tropas tlaxcaltecas, bajo el comando del famoso Tlahuicole, avanzaron a los sitios de Atlixco, Acapetlahuacan y Tlecaxtitlan y atacaron a los mexicas antes de poder desplegar sus tropas. La batalla consecuente duró veinte días, y los mexicas finalmente no pudieron pelear más y empezaron a pedir refuerzos, pidiendo «todo tipo de gente en el menor tiempo posible». Algunos días después, entendiendo que la situación era peor que lo esperado, Moctezuma envió refuerzos y soldados de los otros dos miembros de la Triple Alianza. Finalmente Tlahuicole fue capturado y traído a Tenochtitlan, donde murió un tiempo después, suicidándose ya sea saltando desde el Templo Mayor de México-Tlatelolco (según Tezozómoc) o en un combate gladiatorio (según Muñoz Camargo). La captura de Tlahuicole resultó en algunas historias mexicas aclamando la batalla como una victoria, a pesar de que los tlaxcaltecas lograron detener completamente su avance.
Después de un tiempo, empezó a haber desacuerdos entre los cholultecas y huexotzincas que terminó con ambas naciones, antes aliados contra los tlaxcaltecas, entrando en guerra. Según dice Torquemada, los huexotzincas finalmente invadieron Cholula, derrotándolos de manera relativamente fácil, pues Cholula era un pueblo más comerciante que guerrero. Los huexotzincas entonces enviaron mensajeros a Moctezuma para informar sobre lo sucedido. Los huexotzincas inicialmente exageraron la situación afirmando que lograron acabar con todo el pueblo y que los pocos que no murieron huyeron y abandonaron el sitio. Este informe exagerado tuvo el efecto contrario a los que ellos querían, pues en lugar de mostrar a los huexotzincas como valientes y fuertes, preocupó a Moctezuma debido a que Cholula era considerado un sitio sagrado, a donde varios líderes y nobles peregrinaban para honrar al dios Quetzalcóatl, deidad principal del sitio y uno de los dioses más importantes del panteón mexica. Moctezuma consultó a los otros miembros de la Triple Alianza sobre esta información y decidieron llamar a mensajeros cholultecas para saber su versión de la historia. Cuando se informó sobre lo que en verdad había sucedido, los líderes se enfadaron con los huexotzincas por haberles mentido, aparte de que el evento fue juzgado como sacrilegio por los motivos mencionados. A causa de esto, los mexicas mandaron un ejército a la frontera huexotzinca, en el sitio de Oyatla, donde los ellos pidieron traer a los mensajeros para castigarlos, cortándoles las narices y las orejas antes de devolverlos a Huejotzingo, evitando una guerra.
Después de un tiempo, los mexicas determinaron que una cantidad considerable del territorio huexotzinca había sido liberado de los tlaxcaltecas, por lo que permitieron a los huexotzincas volver a su nación ahora que los caminos eran seguros. Sin embargo, los mexicas no sabían que esta sería la última vez que ellos colaboraban con los huexotzincas, pues las fuentes indican que los cholultecas brindarían un fin a esta alianza.

#### Fin de la alianza y últimos combates prehispánicos

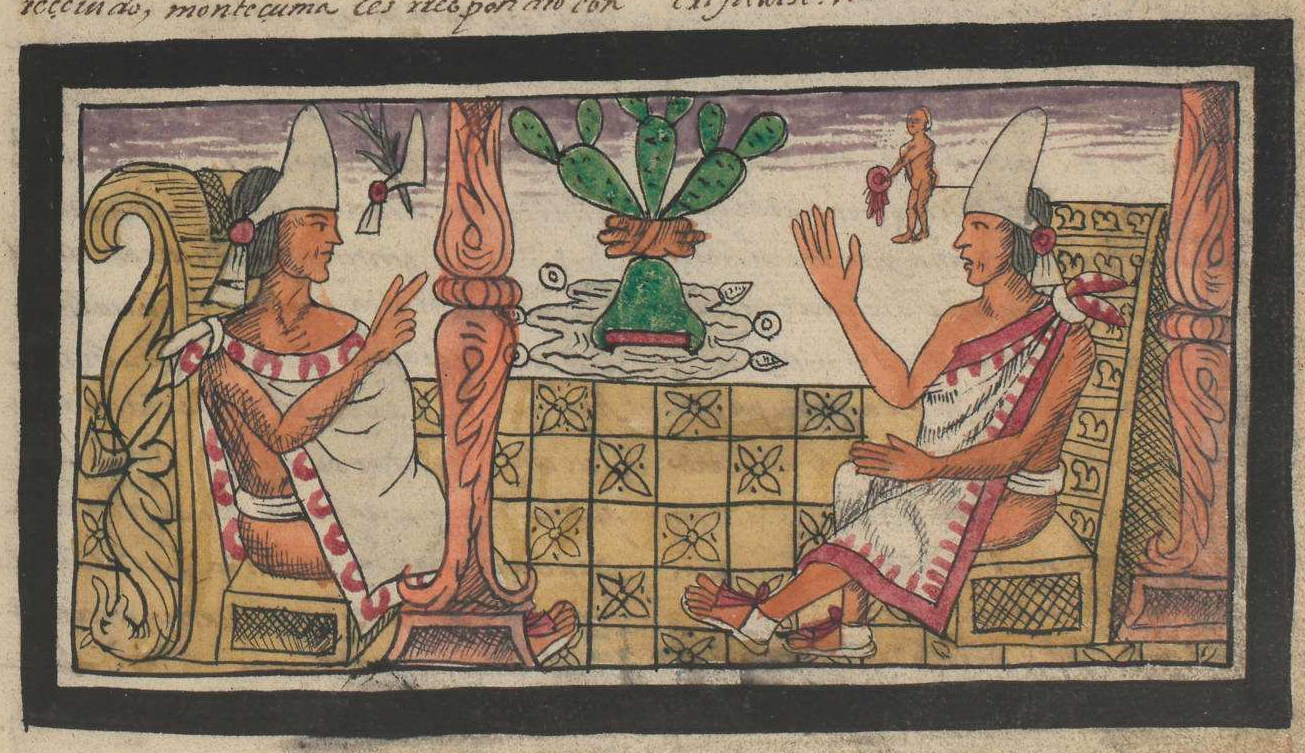
Nezahualpilli (derecha) advirtiendo a Moctezuma sobre las señales que anunciaban el fin del imperio, en el Códice Durán.

La alianza entre México y Huejotzingo duró hasta alrededor del año 1516, cuando los huexotzincas abandonaron la alianza y volvieron al bando tlaxcalteca. Según Tezozómoc y Durán (cuyas obras parecen estar basadas en una sola fuente actualmente perdida), el motivo de esto fue explicado por Tecuanéhuatl a Moctezuma cuando él intentó invitar a los señores de Huejotzingo a la inauguración de un monumento, siendo el motivo que los huexotzincas habían sido amenazados por los cholultecas, diciendo que se habían aliado con los tlaxcaltecas para destruirlos si no se unían a ellos. En respuesta a esto, Moctezuma agradeció a los huexotzincas por sus servicios pasados y le envió al rey armas, un macuahuitl y un chimalli; la manera común de declarar guerras en Mesoamérica. A partir de entonces, los combates entre México y Huejotzingo continuaron.
Supuestamente fue en este periodo cuando Nezahualpilli, gobernante de Tetzcoco ya en sus últimos años de vida, advirtió a Moctezuma sobre las señales que anunciaban el fin de su imperio, visitándolo para hablar de estas señales y afirmando que el fin de la alianza era una muestra de ello. Moctezuma, quien sintió una fuerte angustia por estas advertencias, decidió combatir contra los Tlaxcaltecas nuevamente para saber si lo que se decía era verdad, ordenando que se realizara un campamento en el sitio de Auayucan, donde los tlaxcaltecas los atacaron con gran fuerza. Los mexicas al final fueron derrotados, la mayoría murieron o fueron capturados, incluyendo casi todo el liderazgo, y solo 80 tlaxcaltecas fueron capturados, aparte de que también fueron derrotados en otras escaramuzas. Moctezuma, a causa de las predicciones de Nezahualpilli, se enfureció ante esto, acusando a los guerreros que volvieron a México de ser cobardes. Los guerreros que volvieron llegaron sin honores, sin música ni gente para recibirlos, y cuando algunos intentaron ir al palacio de Moctezuma para verlo se les prohibió la entrada. A los comandantes y guerreros más prestigiosos se les quitaron los honores e insignias de su rango y fueron puestos bajo arresto domiciliario. No sería hasta un año después cuando se les permitió a los guerreros que habían perdido sus honores participar en una nueva campaña contra Tlaxcala para recuperarlos, consiguiendo la victoria en esta campaña, recibiendo esta vez una gran bienvenida, aunque hubo considerables bajas. Las historias respecto a las supuestas predicciones sucedidas durante estos últimos años antes de la llegada de los españoles a México han sido cuestionadas por historiadores modernos, ya que estas historias fueron escritas años después de la conquista de México por los españoles, posiblemente con el propósito religioso de divinizar la conquista (véase abajo).
Fernando de Alva Ixtlilxóchitl habla en su obra sobre una batalla sucedida por este periodo, poco antes de la muerte de Nezahualpilli, en la cual la gran mayoría de la nobleza de Texcoco murió cuando fueron emboscados por los tlaxcaltecas durante la noche, posiblemente refiriéndose a uno de estos conflictos. Ixtlilxóchitl escribió que Moctezuma conspiró con los tlaxcaltecas en esta ocasión para acabar con las fuerzas de Nezahualpilli por un mal desacuerdo que tenían y para poder tomar el control de Tetzcoco, lo cual no aparece en otras fuentes. La obra de Ixtlilxóchitl también debe ser analizada cuidadosamente al poseer fines políticos y, por lo tanto, dar una imagen a los acolhuas más favorable en la Nueva España (véase abajo).

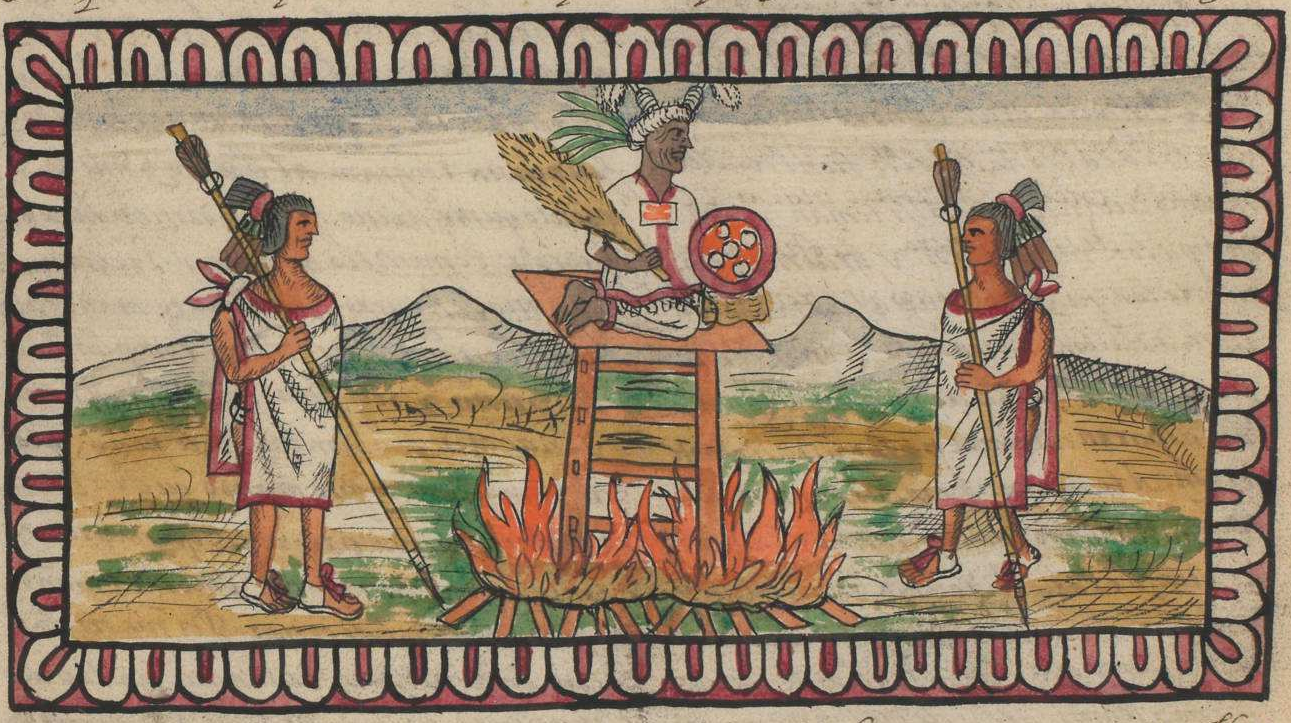
Sacrificio de los prisioneros tlaxcaltecas a la diosa Toci, en el Códice Durán.

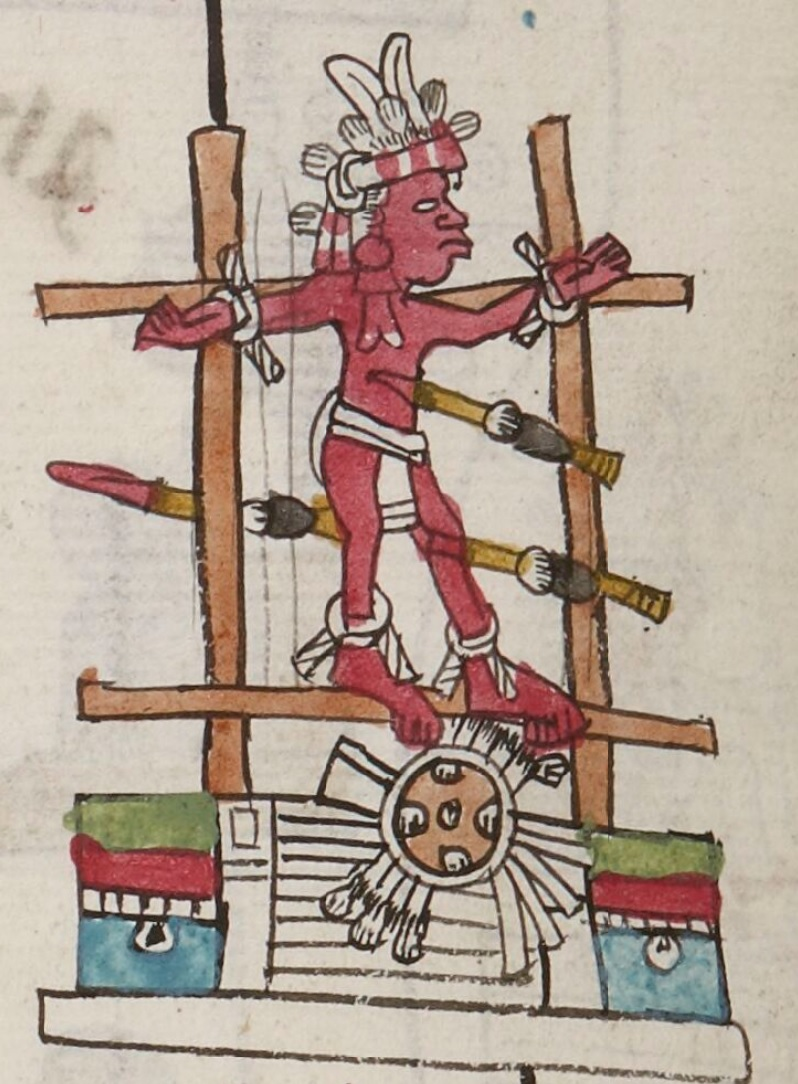
Un hombre sacrificado de manera similar a la descripción de Durán, ilustrado en el Códice Telleriano-Remensis, aunque el códice dice que el sacrificio ilustrado sucedió en 1506. Nótese la banda en la cabeza del hombre, con plumas y colores rojo y blanco. Este tocado era característico de los guerreros tlaxcaltecas.

Más tarde se nos habla sobre cómo los mexicas sacrificaron a todos los prisioneros tlaxcaltecas que poseían a la diosa Toci en el día de su celebración. A un tercio de los prisioneros se les sacó el corazón de la manera ordinaria, otro tercio fue quemado en la hoguera y se les sacó el corazón a sus cuerpos ya moribundos, y el último tercio fue empalado en frente del templo de la diosa y entonces fueron flechados hasta morir, como forma de conmemorar a los mexicas que fueron flechados mientras intentaban huir de Colhuacan a principios del siglo XIV antes de la fundación de Tenochtitlan. La naturaleza de estos sacrificios contra de sus aliados enfadó a los huexotzincas, ya sin importarles su antigua alianza con los mexicas, y por lo tanto terminaron quemando el templo de la diosa en la noche. En respuesta a esto, Moctezuma encarceló a los sacerdotes del templo por no vigilarlo como era debido, encerrándolos en el cuauhcalco, en pequeñas jaulas de madera llenas de pedazos de obsidiana, donde finalmente murieron por desnutrición, y cuando fue informado que los huexotzincas lo habían hecho, declaró una guerra contra ellos. En una batalla que duró varios días en el valle de Atlixco, ambos bandos capturaron un gran número de prisioneros. Los mexicas sacrificaron a sus prisioneros desollando a unos, quemando a otros y flechando a los demás. Los huexotzincas sacrificaron a sus prisioneros de estas mismas formas a Camaxtli, deidad principal de los huexotzincas y tlaxcaltecas.

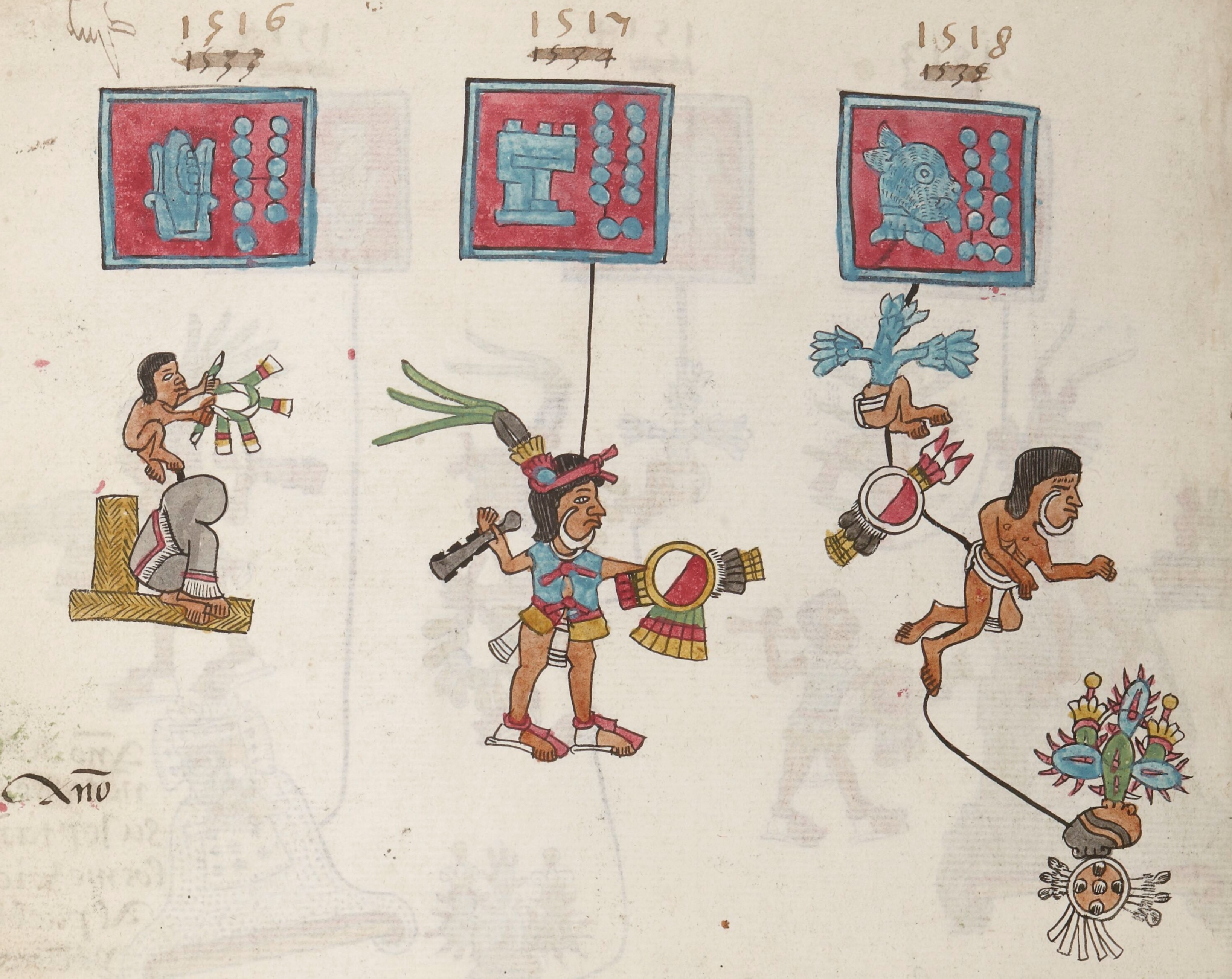
La muerte de Nezahualpilli en 1516 y los últimos combates contra los huexotzincas en 1517 y 1518, según el Códice Telleriano-Remensis. Los hombres mostrados en 1517 y 1518 llevan el característico labret huexotzinca blanco hecho de concha de mar (tecacanecuilli) y uno lleva la banda roja con plumas en la cabeza que usaban los guerreros huexotzincas. Las plumas preciosas del guerrero de 1517 muestran que se trata de un comandante.

Finalmente, según la historia de Orozco y Berra, un poco tiempo después Huejotzingo nuevamente entró en guerra con Tlaxcala y se aliaron con los mexicas, pero no hubo éxito alguno. Los huexotzincas y mexicas sufrieron fuertes bajas en varias escaramuzas, en una los tenochcas sufrieron la «pérdida recíproca de muy animosos capitanes» y en otra perdieron 3200 hombres, y para 1518 Tlaxcala había sometido prácticamente en su totalidad a Huejotzingo, pues como dicen los anales de Chimalpahin: «Luego en 1518 los mexicanos y los huexotzincas volvieron a ser enemigos y se hicieron la guerra entre sí; en la lucha mataron al hombre llamado Totocaca, tlacateccatl, habitante de Tlatilulco. Una vez Tlaxcaltécatl persiguió a los huexotzincas, y a su vez Xicotencatl atacó a los mexicanos; ... Entonces los huexotzincas fueron completamente derrotados». Para el año de 1518 aproximadamente el ambiente geopolítico del Valle de Puebla había cambiado completamente; las hostilidades entre Cholula y México habían cesado prácticamente en su totalidad, la relación entre Cholula y la Triple Alianza aumentó, y Huejotzingo se encontraba tan debilitado por las guerras de Moctezuma que Tlaxcala se terminó volviendo el poder dominante de la región. El odio que los tlaxcaltecas desarrollaron hacia los mexicas y el poder que terminaron consiguiendo a partir de estas guerras terminó con severas consecuencias para todo Mesoamérica tras la llegada de los españoles al valle en septiembre de 1519, cuando este pueblo con tanto odio a los mexicas y poderío militar se alió con los españoles del capitán general Hernán Cortés, uno de los eventos que llevaron a la conquista de México.

## Crisis de Texcoco
Durante los últimos años de su reinado, a partir del año 1516, hubo una crisis de sucesión en Texcoco la cual llevó a una breve guerra civil entre las fuerzas de dos herederos al trono. Este evento fue controvertido, especialmente por sus inicios, los cuales fueron atribuidos por algunos a las acciones de Moctezuma II, aunque hay datos que se contradicen entre las fuentes primarias.

### Muerte de Nezahualpilli

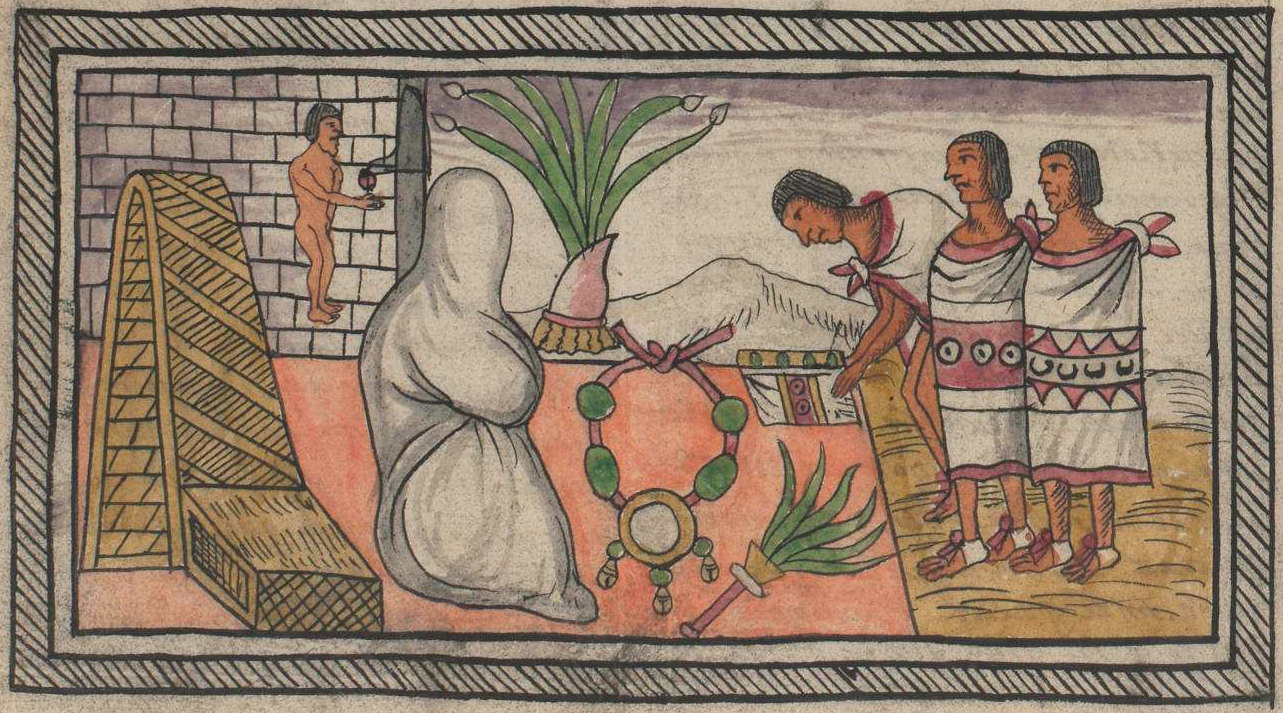
Funeral de Nezahualpilli, según el Códice Durán.

Las circunstancias de la muerte de Nezahualpilli en el año 1516, el tlatoani de Texcoco desde la muerte de Nezahualcóyotl en 1471, no son claras en los registros históricos, pues varias fuentes de información no son claras al respecto de su muerte, y otras fuentes más detalladas contienen contradicciones y descripciones que no son generalmente aceptadas por historiadores modernos.
Algunas fuentes, como la obra de Fernando de Alva Ixtlilxóchitl, culpan a Moctezuma de la muerte del tlatoani, culpándolo de haberlo traicionado debido a los desacuerdos militares que existían entre los dos durante este periodo. La obra de Alva Ixtlilxóchitl cuenta la siguiente historia:
Los últimos años del reinado de Nezahualpilli fueron pacíficos, lo cual frustró a Moctezuma debido a la guerra que había con Tlaxcala entonces. Moctezuma envió una embajada a Texcoco quejándose de la falta de sacrificios humanos, culpando a Nezahualpilli de no haber sacrificado a ningún tlaxcalteca en 4 años, enojando a los dioses. Nezahualpilli respondió que por el momento él y su gente deseaban vivir en paz, aprovechando el tiempo que tenían antes de que se cumplieran profecías bélicas para el año siguiente. Cuando Nezahualpilli lanzó una campaña contra Tlaxcala tiempo después, Moctezuma supuestamente hizo una conspiración con los tlaxcaltecas para atacar a las tropas de Nezahualpilli. A partir de esta conspiración, las tropas tlaxcaltecas lograron emboscar a los de Texcoco durante la noche, matando a la mayoría durante la batalla. Después de haber recibido la noticia de la traición de Moctezuma, Nezahualpilli se suicidó en su palacio.
Sin embargo, gran parte de esta historia no es generalmente aceptada por historiadores modernos, pues gran parte de estos datos son contradictorios con otras fuentes.
Las fuentes, sin embargo, sí están de acuerdo en que los últimos meses del gobierno de Nezahualpilli fueron pacíficos. Según otras fuentes, durante sus últimos meses de gobierno, Nezahualpilli estuvo mayormente inactivo en la política, probablemente a causa de su vejez, ofreciendo la mayoría de su poder a su consejo, particularmente dejando la mayor parte de decisiones del gobierno a dos hombres (cuyos detalles en su mayoría se desconocen). También estas fuentes concuerdan en que Nezahualpilli fue encontrado sin vida en su palacio, pero las circunstancias de su muerte no quedan claras.
Su funeral fue registrado como uno de los más grandes en la historia prehispánica de México, siendo atendida por gente de Tenochtitlán, Texcoco, Tlacopan, Xochimilco y Chalco. Todos estos altepeme ofrecieron joyas preciosas, ropa y sacrificios como ofrenda. Los registros dicen que el propio Moctezuma lloró al saber de su muerte. Su funeral duró 80 días.

### Crisis de sucesión

#### Elecciones

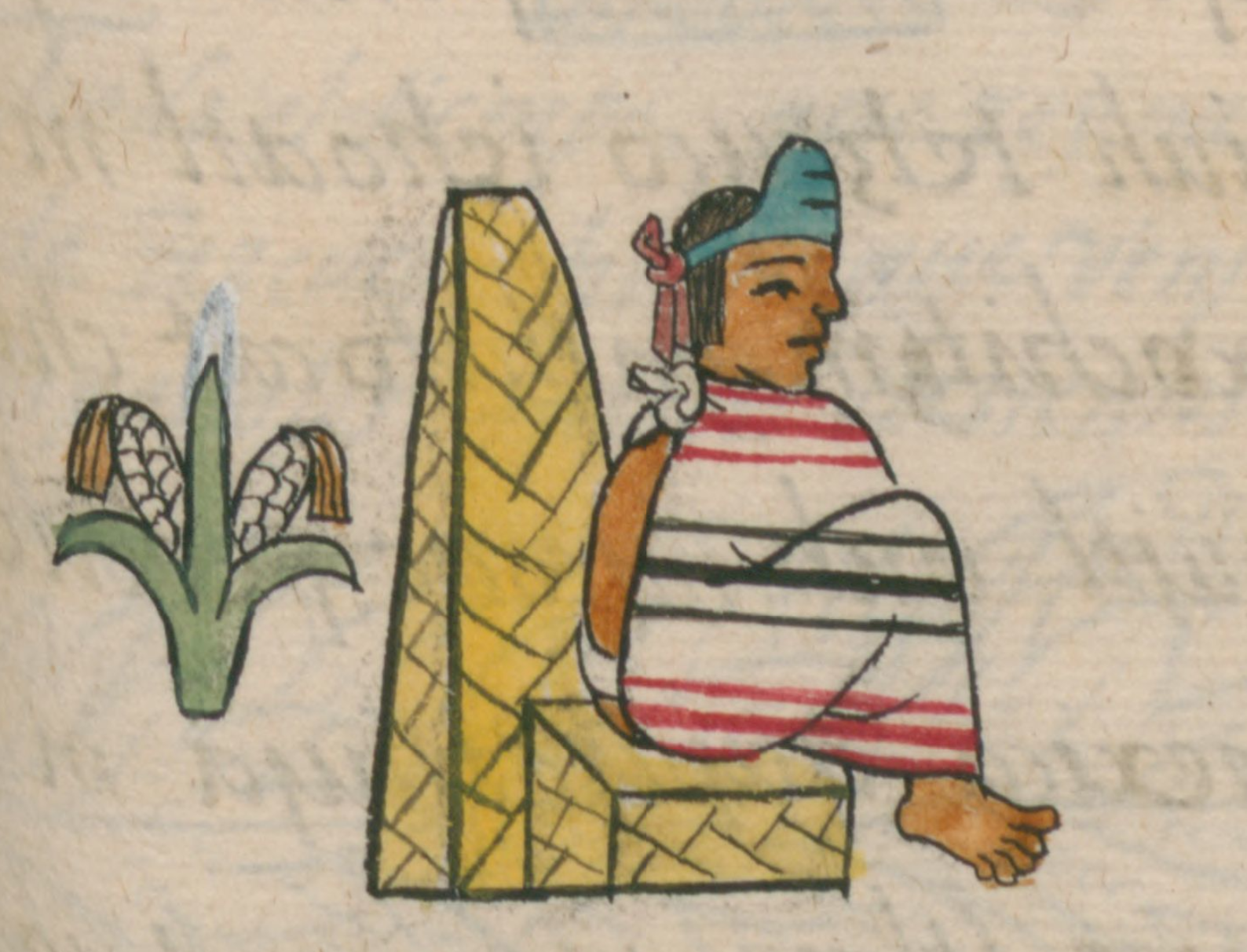
Cacamatzin como tlatoani de Texcoco, Códice Florentino.

Tras la abrupta muerte de Nezahualpilli, no quedó claro quien sería su sucesor. Él dejó seis hijos legítimos, siendo éstos Cacamatzin, Ixtlilxóchitl II (después bautizado como don Hernando), Coanacochtli (bautizado como don Pedro), Tecocoltzin (bautizado como don Hernando), Yoyontzin (bautizado como don Jorge) y Tetlahuehuetzquititzin (bautizado como don Pedro). Todos ellos finalmente ascenderían al trono, aunque la mayoría lo harían después de la conquista de México. El que inicialmente fue estimado como su heredero más probable fue Tetlahuehuetzquititzin, pues él era el más poderoso entre sus hijos, pero fue considerado incapaz para el trabajo. Por lo tanto, sus otros herederos potenciales fueron Ixtlilxóchitl, Cacamatzin y Coanacochtli, aunque ninguno de ellos eran totalmente apoyados, pues todos eran muy jóvenes, siendo Ixtlilxóchitl de 19 años de edad y Cacamatzin de alrededor de 21. Cacamatzin era apoyado por Moctezuma, pues él era su sobrino por parte de su hermana Xocotzin. A pesar de la experiencia militar de Ixtlilxóchitl, quien ya había mostrado ser un habilidoso comandante desde los 17 años de edad, el Hueytecpan (consejo) de Texcoco votó a favor de Cacamatzin. Cuando los herederos fueron informados de esta decisión, hubo un fuerte debate; Coanacochtli pensó que la decisión era justa, pero Ixtlilxóchitl protestó, asegurando que el único motivo del apoyo de Moctezuma a Cacamatzin era su intención de tomar el control absoluto de Texcoco, ya que podría manipularlo al ser un familiar suyo. Coanacochtli respondió que la decisión era justa, y que incluso de Cacamatzin no hubiera sido elegido, Ixtlilxóchitl tampoco lo hubiera sido, pues él era muy joven. Cacamatzin no interactuó durante el debate. Finalmente el consejo cerró el debate para evitar una escalada violenta. A pesar de que Cacamatzin fue oficialmente declarado como el tlatoani, su ceremonia de coronación no ocurrió ese mismo día, lo cual usó Ixtlilxóchitl como una oportunidad para planear su rebelión en su contra.

#### Rebelión de Ixtlilxóchitl
Aprovechando que la coronación de Cacamatzin no sucedería el mismo día que su elección, Ixtlilxóchitl comenzó a planear su rebelión; decidió irse a Metztitlán para formar una armada y marchar con ella en Acolhuacan, la provincia donde Texcoco era la capital de facto. Algunas fuentes indican que tras el viaje de Ixtlilxóchitl, Cacamatzin fue a Tenochtitlán para pedirle ayuda a Moctezuma, quien aceptó la petición y envió tropas a Texcoco, aunque otras indican que fue la visita de Cacamatzin a Moctezuma la razón del viaje de Ixtlilxóchitl.
Ixtlilxóchitl fue bienvenido a Metztitlán como el reconocido rey de Texcoco, y tras haber formado su armada, siendo de 100.000 soldados, marchó a Tulancingo, donde también fue recibido de esta forma. Aceleró su paso entonces y llegó a Tepeapulco, donde se le dio la bienvenida también, ya sea por respeto o miedo. Entonces intentó avanzar a Otumba, donde esperaba ser bienvenido de la misma forma que en los otros pueblos. Sin embargo, cuando envió mensajeros informando de su llegada y su deseo de ser bienvenido como el legítimo rey de Texcoco, los de Otumba respondieron que semejantes demandas no se cumplirían, pues ellos apoyaban la decisión del consejo de Texcoco. Ante esta respuesta, Ixtlilxóchitl lanzó un ataque contra la ciudad que acabó con la vida de su gobernante. Cuando llegaron las noticias de la batalla sucedida a Texcoco, todos los eventos, religiosos o no, fueron cancelados, soldados fueron reclutados, soldados de Tenochtitlán fueron enviados y fortificaciones fueron puestas en la ciudad para evitar una invasión.
Cuando Ixtlilxóchitl llegó a Acolhuacan, ocupó las ciudades de Papalotlan, Acolman, Chicuhnautlan, Tecacman, Tzompanco y Huehuetocan, de tal forma que tomó todas las entradas que Moctezuma podría utilizar para enviar tropas a Texcoco, y puso la ciudad bajo asedio. A pesar de ello, Moctezuma usó su influencia para poder acceder a ciudades acolhuas aún no ocupadas por Ixtlilxóchitl. Cacamatzin usó esto como una oportunidad para enviar a un comandante de Iztapalapa, llamado Xóchitl, para arrestar a Ixtlilxóchitl. Moctezuma aprobó esta decisión mientras se hiciese de la manera más pacífica posible. Prontamente después de que Xóchitl fuese enviado, sin embargo, Ixtlilxóchitl se logró enterar de ello, y le informó, como era por costumbre de guerra, de que iba a atacar a sus tropas. Una breve batalla sucedió después en la que Xóchitl fue capturado y posteriormente ejecutado públicamente en la hoguera. Tras esto, Moctezuma ordenó que ningún otro enfrentamiento ocurriera, y que tenía planeado finalmente castigar a Ixtlilxóchitl por lo sucedido, pero en un momento más apropiado. Los tres hermanos, Cacamatzin, Coanacochtli e Ixtlilxóchitl, finalmente decidieron resolver el conflicto a partir del debate pacífico bajo la condición de que Moctezuma no estaría involucrado de ninguna manera, ya que ninguno de ellos quería pelear. De hecho, Ixtlilxóchitl permitió que los ciudadanos de Texcoco vivieran de manera relativamente cómoda a pesar del asedio, permitiendo el paso de comida y otros recursos necesarios, diciendo que el asedio era simplemente una manera de mostrar su oposición al régimen elegido.
Como resultado de estas negociaciones, los tres hermanos dividieron las tierras de Acolhuacan en tres partes, una para cada uno. Cacamatzin se quedó con la parte que contenía Texcoco, mientras que Ixtlilxóchitl se quedó con la parte norte.

### Involucración española

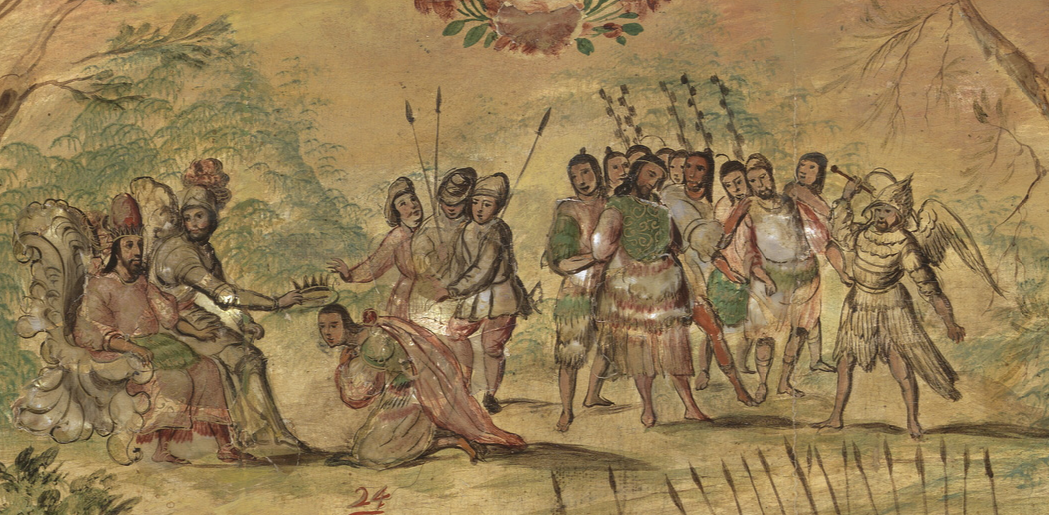
Coronación de Ixtlilxóchitl II y arresto de Cacamatzin. Detalle de una pintura por los artistas novohispanos Juan González y Miguel González, 1698

La crisis volvería a tener efecto tras la llegada de los españoles a México en el año 1519, tras del arresto de Moctezuma II en su propio palacio y la ejecución de un recolector de tributos y militar mexica, Quetzalpopoca, eventos sucedidos entre noviembre y diciembre de 1519. A causa de estos eventos, Cacamatzin, quien inicialmente había dado la bienvenida a los españoles, intentó formar una armada para matarlos y liberar a Moctezuma a inicios de 1520, intentando reunir soldados y formar una alianza con los señores de Coyoacán, Tlacopan, Iztapalapa y el pueblo matlatzinca. Sin embargo, Moctezuma no deseaba la posibilidad del inicio de una guerra civil a causa de esto a pesar de las circunstancias, por lo que advirtió a Cortés de lo que sucedía. Hernán Cortés, el capitán general de las fuerzas españolas que entraron a México, entonces le pidió a Cacamatzin entrar en negociaciones, pero él se negó. Ante esta amenaza, Cortés le exigió a Moctezuma hacer algo al respecto. Moctezuma sugirió que Cacamatzin fuera arrestado y que Ixtlilxóchitl tomara su lugar en el trono, para evitar otra crisis.
Moctezuma continuaría intentando iniciar negociaciones entre Cacamatzin y los españoles, pero no fue capaz de cambiar la opinión de éste. Finalmente, Cacamatzin ordenaría el arresto de tres comandantes por sugerir pedir el permiso de Moctezuma para efectuar el plan y advirtió finalmente que no habría posibilidades de hacer negociaciones con los españoles. Fue esto lo que finalmente provocó que Moctezuma enviara tropas a Texcoco directamente para arrestar a Cacamatzin y traerlo a Tenochtitlán. Ixtlilxóchitl entonces se volvió el gobernante de Texcoco probablemente de facto, aunque según fuentes como fray Bernardino de Sahagún fue Tecocoltzin quien oficialmente se volvió tlatoani, e Ixtlilxóchitl no tomaría el puesto hasta un año después.
Algunos historiadores han atribuido el arresto de Cacamatzin a una posible mala relación o desacuerdo que probablemente existía entre Moctezuma y él.

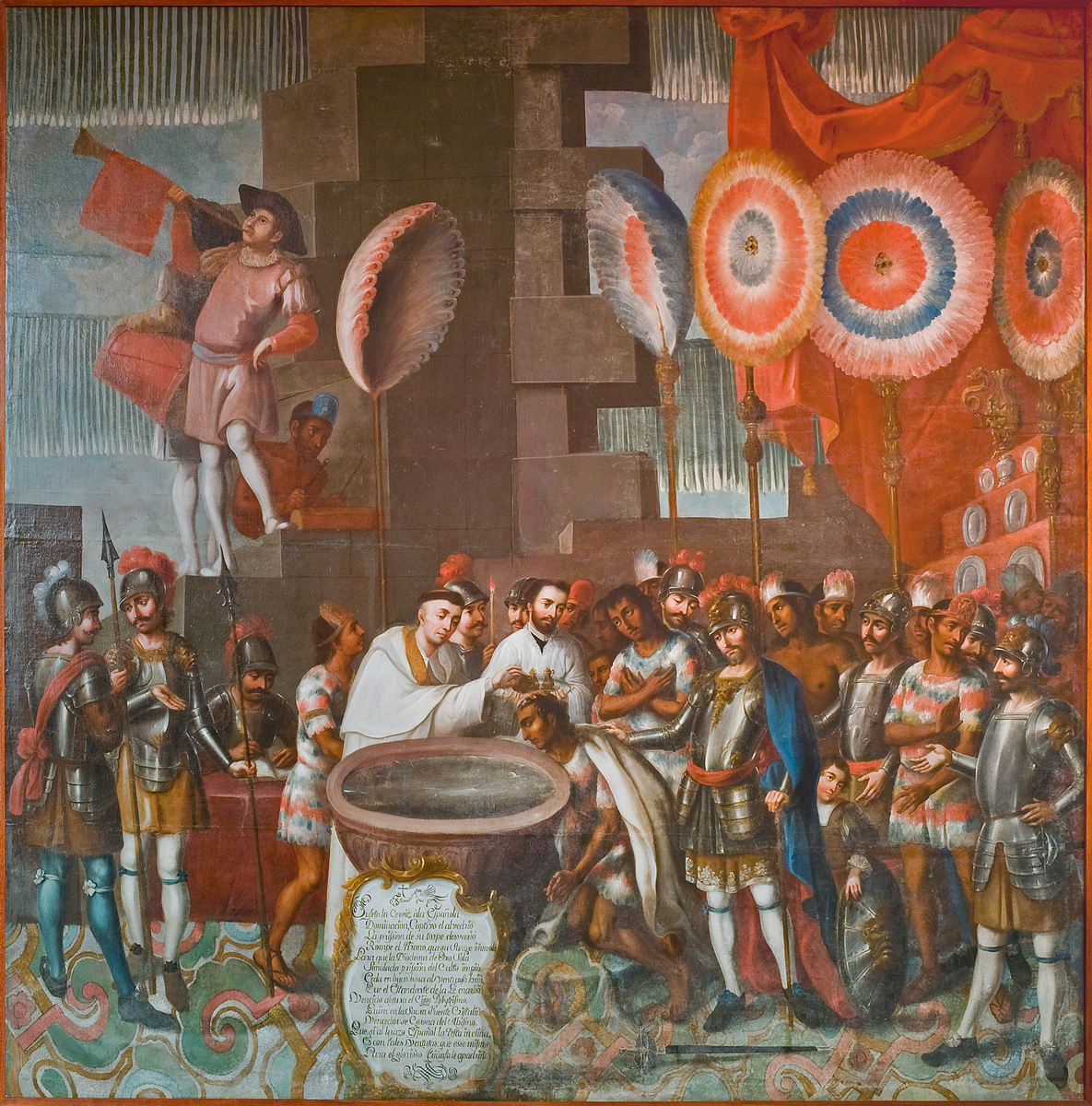
Bautizo de Ixtlixóchitl II. Pintura de José Vivar y Valderrama,.

Ixtlilxóchitl continuó apoyando a los españoles durante la guerra y conflictos posteriores. Se terminó volviendo un amigo personal de Cortés, se convirtió en cristiano y participó en la conquista de Honduras en 1525. Su imagen continúa siendo controvertida en el registro histórico, ya que algunas fuentes lo describen como un traidor que atacó a su propia gente por sus ambiciones, mientras que otras lo presentan como un héroe que peleó contra las acciones tiránicas de Moctezuma II.

## Actuación durante la Conquista

### Señales

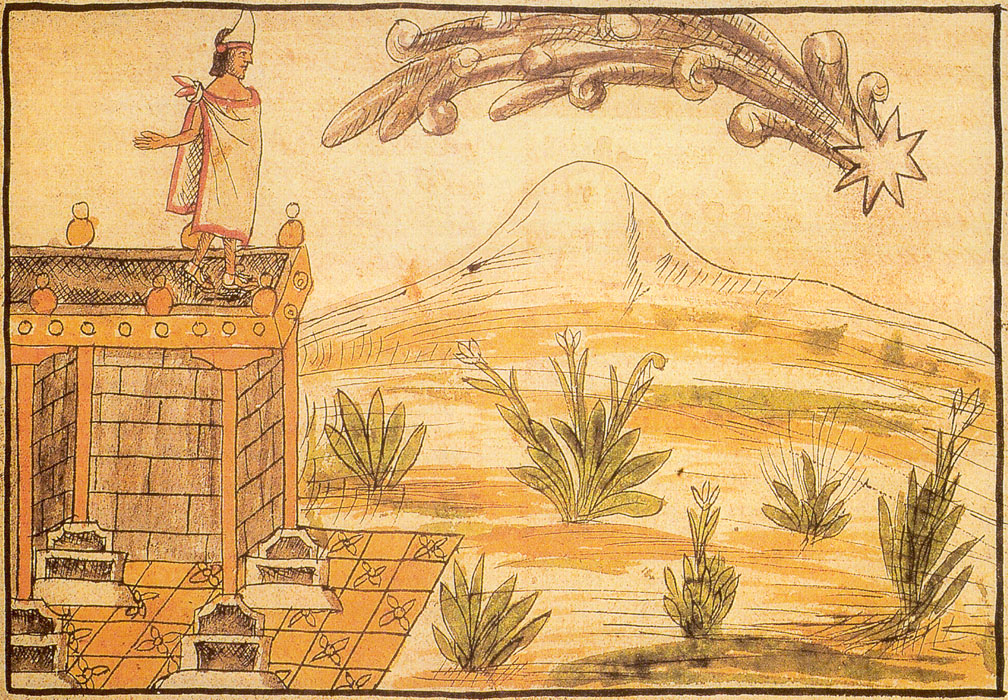
Moctezuma observando la cuarta señal, según el Códice Durán.

Según la leyenda, antes de la llegada de los conquistadores españoles se dieron ocho señales durante los diez años anteriores, que anunciaban el colapso del Estado mexica:
1. Una columna de fuego apareció en el cielo nocturno (posiblemente un cometa).
2. El templo de Huitzilopochtli fue arrasado por el fuego, mientras más agua se arrojaba para apagar el incendio, las llamas crecían más.
3. Un rayo cayó en el templo de Xiuhtecuhtli, en donde se llama Tzummulco, no se escuchó el trueno.
4. Cuando había aún sol, cayó un fuego. En tres partes dividido, saliendo de occidente a oriente con una larga cola, se escucharon ruidos en gran alboroto como si fueran cascabeles.
5. El agua del lago pareció hervir, por el viento que sopló. Parte de Tenochtitlán se inundó.
6. Se escuchó a una plañidera dirigir un canto fúnebre a los aztecas. Los mexicas referían que era la diosa Coatlicue, quien anunciaba destrucción y muerte a sus hijos, enviando a la Cihuacóatl (conocida posteriormente como La Llorona).
7. Se cazó un extraño pájaro parecido a una grulla. Cuando Moctezuma Xocoyotzin miró en sus pupilas, pudo ver hombres desconocidos que se hacían la guerra y venían a cuestas de unos animales parecidos a venados.
8. Gente extraña, con un cuerpo y dos cabezas, gente deforme y monstruosa, las llevaban a la «casa de lo negro» se las mostraban a Moctezuma y luego desaparecían (posiblemente hombres a caballo).[129]

Los datos ofrecidos en el Códice Florentino sobre esta leyenda fueron escritos décadas después de la conquista, aproximadamente en 1555. Historiadores modernos, como Matthew Restall, por lo tanto, han llegado a la conclusión de que es posible que algunos de los eventos descritos hayan sucedido, pero que no se prueba que Moctezuma haya verdaderamente interpretado estas señales como el anuncio del fin de su imperio. La idea de que estas señales hayan sido interpretadas de esta manera puede haber sido parte de la narrativa de los frailes franciscanos que afirma que la conquista de México formaba parte del «plan de Dios para América», escribiendo historias en las cuales los indígenas ya habían sido advertidos de manera divina sobre la llegada de los españoles al continente, una idea formada por frailes como Motolinía, la cual llevó a la creencia popular de la asociación entre el capitán general español Hernan Cortés y la deidad Quetzalcóatl (véase abajo).

### Primer contacto con los españoles
El momento más importante en el reinado de Moctezuma II fue la primera vez que estableció contacto con la gente de España, que fue la primera nación europea que contactó el Imperio mexica. Este contacto, inicialmente pacífico, llevó a una guerra que terminó con el imperio cayendo bajo control español, uno de los eventos más importantes que llevarían a la colonización del resto del continente americano por naciones europeas.

#### Antecedentes

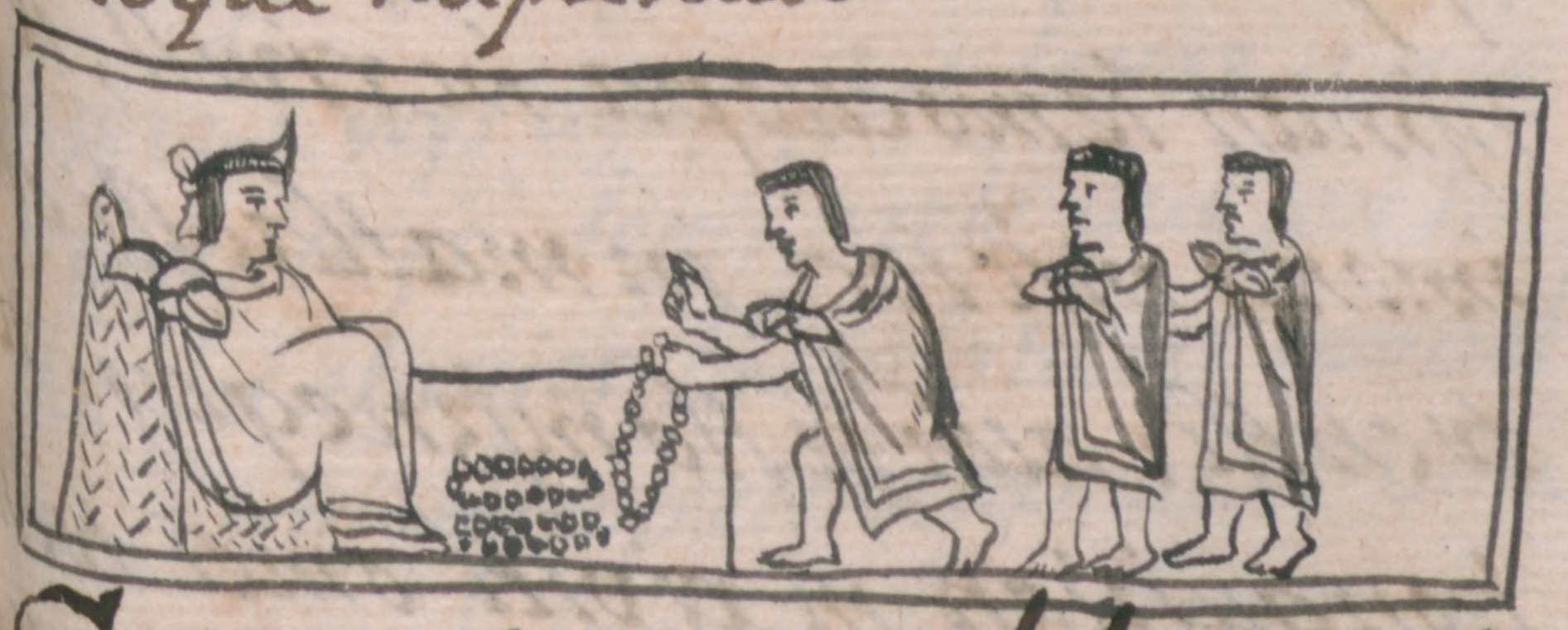
Moctezuma II siendo informado de la presencia de los españoles de la expedición de Juan de Grijalva, en el Códice Florentino.

La primera vez que Moctezuma oyó de la llegada de extranjeros nunca antes vistos, de piel blanca y grandes barbas desde las playas del este, sucedió en el año 13 Tochtli del calendario mexica, equivalente al año 1518 del gregoriano, durante la expedición del explorador español Juan de Grijalva, quien visitó el pueblo maya de Potonchán en ese año. Cuando vigilantes mexicas de la costa, guiados por el gobernante de Cuetlaxtlan, Pinotl, se encontraron con los navíos españoles, se acercaron a ellos con 4 canoas para entregar regalos como ropa y plumas preciosas. Cuando los españoles preguntaron de dónde venían, ellos contestaron que venían de México, donde Moctezuma era rey. Los españoles, según Bernal Díaz del Castillo, quien participó en la expedición, no entendieron a qué se referían con el nombre «México», pero aceptaron los regalos igualmente.
Al día siguiente los vigilantes volvieron a Tenochtitlán para informar a Moctezuma del evento. En respuesta a ello, Moctezuma ordenó que la vigilancia en la costa fuera aumentada en caso de que volvieran los extranjeros. Torres de vigilancia fueron puestas en los pueblos de Nautla y Mictlancuauhtla, ambos en el actual Estado de Veracruz, para asegurar que su llegada sea notada.
Según las historias indígenas compiladas por fray Bernardino de Sahagún y otros, los vigilantes pensaron que los españoles eran dioses y que estaban relacionados con el dios Quetzalcóatl, y el mismo Moctezuma hizo celebraciones religiosas tras recibir la noticia por esta creencia, pero esta idea ha sido debatida por historiadores modernos (véase abajo).
En febrero de 1519, otro capitán español fue enviado a la península de Yucatán con 600 hombres, llamado Hernán Cortés, quien fue nombrado capitán general. Su armada estaba compuesta principalmente de españoles de Castilla y Andalucía, aunque también fueron suplementados por soldados de otras provincias españolas, Portugal, la península italiana y algunos otros países. El día 4 de marzo, poco después de llegar a la isla de Cozumel, Cortés logró encontrar a un español naufragado llamado Gerónimo de Aguilar, quien había pasado aproximadamente 10 años en la isla, la mayoría de este tiempo siendo esclavo de líderes mayas. A causa de esto, él podía hablar fluidamente el idioma maya, lo cual permitió a Cortés traducir precisamente lo que decía a los indígenas locales, cosa difícil en las expediciones anteriores, que tenían que usar intérpretes indígenas que poco sabían del idioma español. Más tarde, Cortés intentó viajar a Potonchán como lo había hecho Grijalva, pero los mayas amenazaron a los españoles tras intentar entrar. A pesar de los intentos para establecer negociaciones, una guerra comenzó poco después en la cual los españoles salieron victoriosos. Como era costumbre de guerra entre ellos, los mayas dieron tributos a los españoles por su victoria, entre los cuales había mujeres esclavas. Una de ellas, bautizada con el nombre doña Marina (conocida entre los indígenas como Malintzin y también conocida como la Malinche), era, según las crónicas españolas, una princesa de un reino mixe llamado Painalá, cerca de Coatzacoalcos, que fue vendida a la esclavitud por una crisis de sucesión. Este pasado habría permitido que ella fuera capaz de hablar múltiples idiomas, incluyendo el náhuatl, el idioma hablado en México, lo cual fue notado prontamente por los españoles. Al notar esto, Cortés la libró de la esclavitud y la volvió en su traductora y consejera principal, que traduciría a los indígenas junto con Aguilar.

#### Llegada de los españoles a México

Ruta de los españoles para llegar a México-Tenochtitlán.

En abril de 1519, durante la fiesta del Jueves Santo según Díaz del Castillo, Cortés se fue a la isla de San Juan de Ulúa, la cual fue explorada previamente por Juan de Grijalva. Fue en la isla donde los mexicas contactaron a los españoles por primera vez desde la expedición de Grijalva. Cuando Moctezuma fue informado de la segunda presencia de españoles en la costa, inmediatamente ordenó que un regalo fuera llevado a ellos. Los mensajeros llegaron a Xicalango, un enclave mexica en la costa del Golfo, donde fueron en busca de los españoles en sus canoas. Durante unos días, los mensajeros enviados por Moctezuma dieron regalos y construyeron campamentos para los españoles.
El 15 de julio los españoles llegaron a Cempoala, la ciudad más poderosa de Totonacapan, ubicada en el actual Estado de Veracruz. Su gobernante Chicomácatl (conocido entre los españoles como «Cacique Gordo») personalmente envió mensajeros para invitar a los españoles en caso de no ser hostiles. Cuando llegaron los españoles, el gobernante describió su descontento con el gobierno de Moctezuma II, describiendo que Moctezuma había cobrado tributos extremos al pueblo que no se podían tolerar, al punto de que la ciudad se encontraba oprimida al no poder tomar acciones en contra de él, a lo cual Cortés mostró su apoyo. La alianza entre los españoles y totonacas se expandió cuando se reunieron con los líderes de la ciudad de Quiahuiztlán, con lo cual se aliaron con aproximadamente 50 pueblos totonacas más. El día 16 de agosto, lo españoles se fueron de Cempoala para ir a Tenochtitlán con 400 totonacas. Durante el camino, Cortés fue informado del Señorío de Tlaxcala y su rivalidad contra el Imperio mexica. Los mexicas insistieron en que los españoles no deberían ir ahí, pero los totonacas sugirieron lo contrario.

#### Guerra y alianza entre españoles y tlaxcaltecas

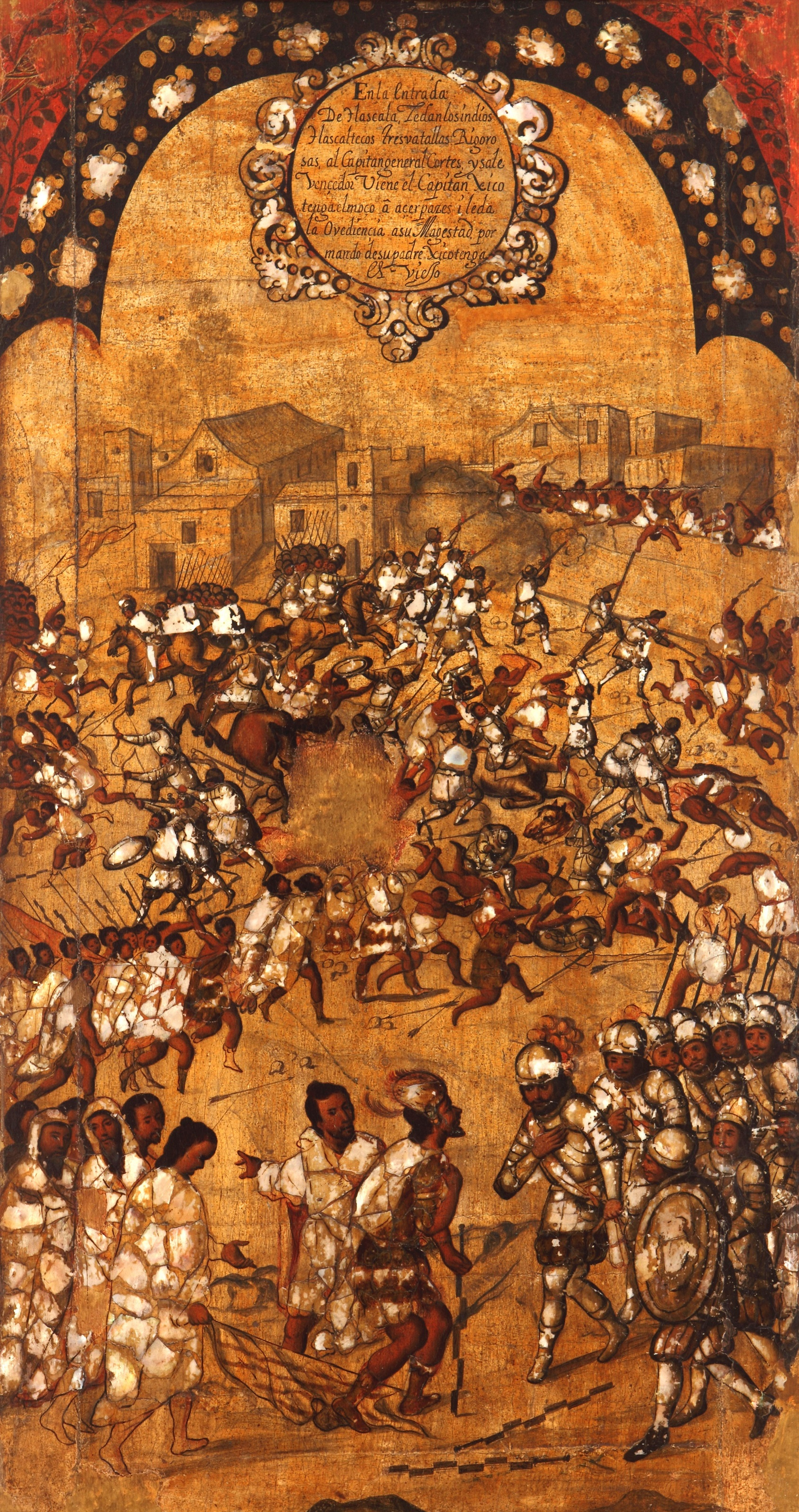
Las batallas tlaxcaltecas contra los españoles y las paces entre Xicohténcatl Axayacatzin y Hernán Cortés. Pintura por Miguel González, 1696 o 1715.

Después de un dificultoso viaje en el cual murieron pocos soldados a causa de temperaturas frías extremas y hambre, los españoles llegaron a la frontera tlaxcalteca en los primeros días del mes de septiembre, pero fueron recibidos con guerra, ya que los tlaxcaltecas inicialmente pensaron que los españoles eran enviados por los mexicas. Los españoles lograron usar sus arcabuces, caballos y cañones para ahuyentar a los tlaxcaltecas y guerreros otomíes en varias ocasiones sufriendo pocas bajas, lo cual, añadiendo los saqueos ocasionales cometidos por los españoles, intimidó a los tlaxcaltecas, quienes comenzaron a debatir la posibilidad de hacer la paz con ellos. Adicionalmente, los comandantes tlaxcaltecas tenían dificultades organizándose para atacar a los españoles, pues el príncipe de Tizatlán, Xicohténcatl Axayacatzin (también conocido como Xicoténcatl el joven), tenía conflictos con otro comandante que era hijo de un chichimecatecuhtli. Durante varios días más los militares tlaxcaltecas enviaron espías a los campamentos españoles mientras preparaban tropas, pero los españoles descubrieron esto, por lo que torturaron a los espías y amenazaron a los militares, mientras que intentaban hacer negociaciones con el liderazgo tlaxcalteca. Después de algunos días de negociaciones, Xicoténcatl aceptó ir con los españoles para hacer las paces bajo órdenes de Maxixcatzin, gobernante de Ocotelulco, y su padre Huehue Xicohténcatl, gobernante de Tizatlán. Los españoles entraron a Tlaxcala pacíficamente por primera vez el día 23 de septiembre, donde se formó una alianza entre las dos naciones.
Moctezuma repetidamente intentó enviar embajadores para advertir a los españoles que los tlaxcaltecas no eran gente de confianza, acusándolos de ser ladrones y traicioneros, pero no tuvo éxito en romper la relación entre los españoles y Tlaxcala.
Formada la alianza, las fuerzas españolas, tlaxcaltecas y totonacas avanzaron a Cholula en el mes de octubre. Al llegar, los españoles comenzaron a sospechar que la población de Cholula estaba organizando una conspiración para matar a los españoles. Las crónicas indígenas sospechan que este rumor era resultado de una posible conspiración por los tlaxcaltecas, quienes tenían una mala relación con Cholula. De hecho, cuando Cortés aceptó ir a la ciudad tras recibir una embajada de ella, los tlaxcaltecas inicialmente insistieron en no ir por esta mala relación. Las sospechas españolas finalmente resultaron en una masacre, empezando cuando Cortés ordenó matar a los comandantes principales de la ciudad y arrestar el resto de liderazgo, y entonces procediendo contra el resto del pueblo. Según las crónicas españolas, Cortés específicamente ordenó no atacar a las mujeres ni a los niños. El ataque duró cinco horas, durante las cuales los españoles mataron a cualquier hombre que encontraron, quemaron las casas y saquearon la ciudad. Los de Cholula intentaron defenderse contra los españoles con las armas y barreras que tenían, pero sin éxito.
Los eventos sucedidos en Cholula y la alianza entre los tlaxcaltecas y españoles aterraron a la población mexica y alarmaron a Moctezuma, y las crónicas indígenas dicen que él comenzó a intentar ahuyentarlos, pero sin atacarlos directamente. Según dichas crónicas intentó: enviar a un embajador llamado Cihualpopoca o Tzihualpopoca, aunque con el propósito de hacerse pasar por Moctezuma. Cortés descubrió este intento por su propia intuición y la información otorgada por los tlaxcaltecas. Supuestamente envió hechiceros para ahuyentarlos de alguna manera, aunque no tuvo éxito. Cuando Cortés se aproximó a Amaquemecan, en Chalco, Moctezuma intentó cerrar los caminos para que los españoles fueran desviados, plantando maguey y árboles en los caminos, pero los chalcas, quienes apoyaban a los españoles, abrieron el paso para ellos.
Moctezuma también intentó enviar una embajada al Imperio tarasco con la intención de formar una alianza con ellos para expulsar a los españoles, pero el cazonci del imperio, Zuangua, rechazó la propuesta. Este rechazo ha sido atribuido a la rivalidad que había existido por años entre los mexicas y tarascos.

#### Llegada a Tenochtitlán

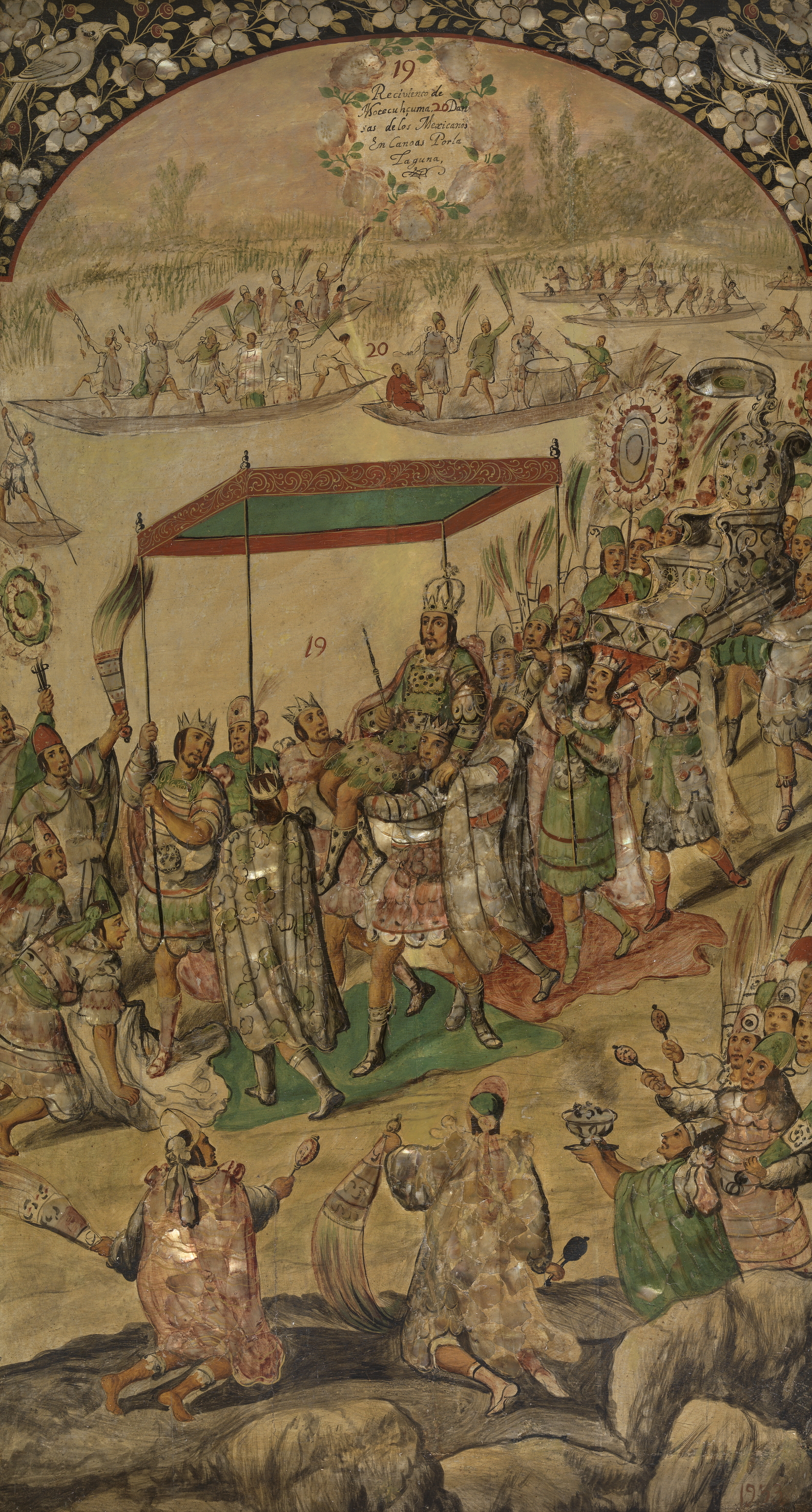
Moctezuma en la Calzada de Tlalpan para recibir a los españoles. Pintura de los artistas novohispanos Juan González y Miguel González, 1698.

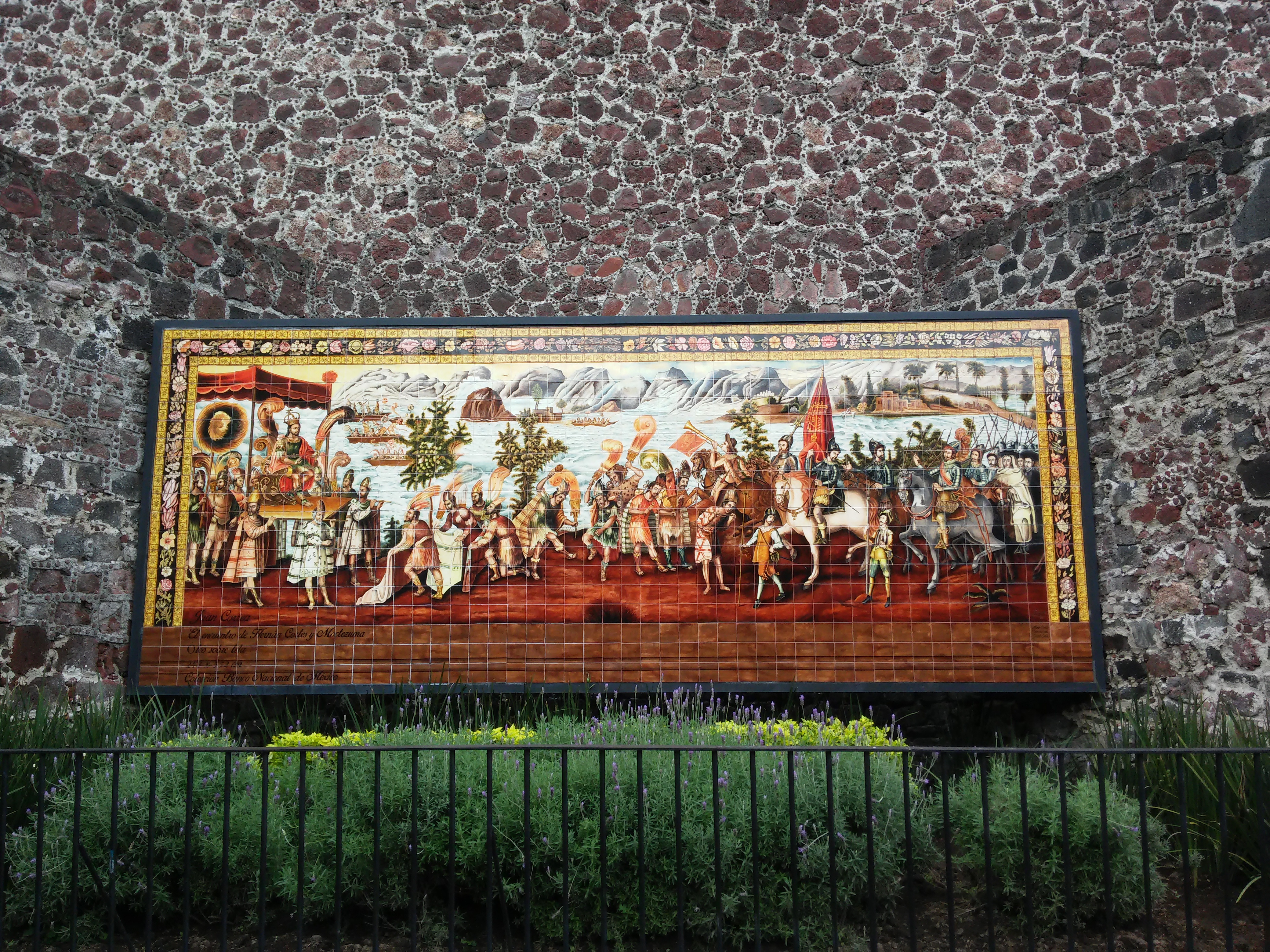
Placa conmemorativa del sitio donde se conocieron Moctezuma y Cortés, en el muro este de la Iglesia de Jesús Nazareno, en la delegación Cuauhtémoc, Ciudad de México

El día 8 de noviembre de 1519, después de una ceremonia de bienvenida que duró más de una hora, los españoles finalmente llegaron a Tenochtitlán, donde conocieron a Moctezuma y también a su hermano y futuro huey tlatoani Cuitláhuac en el sitio de Huitzillan, donde actualmente está el hospital de Jesús y la Iglesia de Jesús Nazareno, en la Calzada de Tlalpan, el camino que conecta la parte sur de la ciudad con la plaza central. Según se describió en la segunda carta de relación de Hernán Cortés al emperador Carlos V: 

Pasada esta puente, nos salió á recebir aquel señor Muteczuma con fasta docientos señores, todos descalzos y vestidos de otra librea ó manera de ropa, asimismo bien rica á su uso, y más que la de los otros; y venían en dos procesiones, muy arrimados a las paredes de la calle, que es muy ancha y muy hermosa y derecha, ... y el dicho Muteczuma venía por medio de la calle con dos señores, el uno á la mano derecha y el otro á la izquierda; de los cuales el uno era aquel señor grande que dije que me había salido a fablar en las andas, y el otro era su hermano del dicho Muteczuma, señor de aquella ciudad de Iztapalapa, de donde yo había partido; todos tres vestidos de una manera, excepto el Muteczuma, que iba calzado, y los otros dos señores descalzos...

Cortés y Moctezuma intercambiaron regalos cuando se conocieron y los españoles fueron alojados en el Palacio de Axayácatl, donde actualmente está el edificio del Nacional Monte de Piedad. Cortés reportó que Moctezuma le había entonces ofrecido inmediatamente todas sus tierras al rey de España, aunque algunos historiadores modernos ven esto como simplemente Cortés diciéndole al rey de España lo que «necesitaba escuchar», pues han cuestionado que un rey como Moctezuma hubiera hecho algo semejante. Durante los primeros días los españoles se quedaron en la ciudad pacíficamente, pero después comenzarían los conflictos entre los españoles y mexicas tras el arresto de Moctezuma en su propio palacio, acción ejecutada supuestamente por un ataque mexica sucedido en las costas de Veracruz contra españoles y totonacas.

### Prisión de Moctezuma

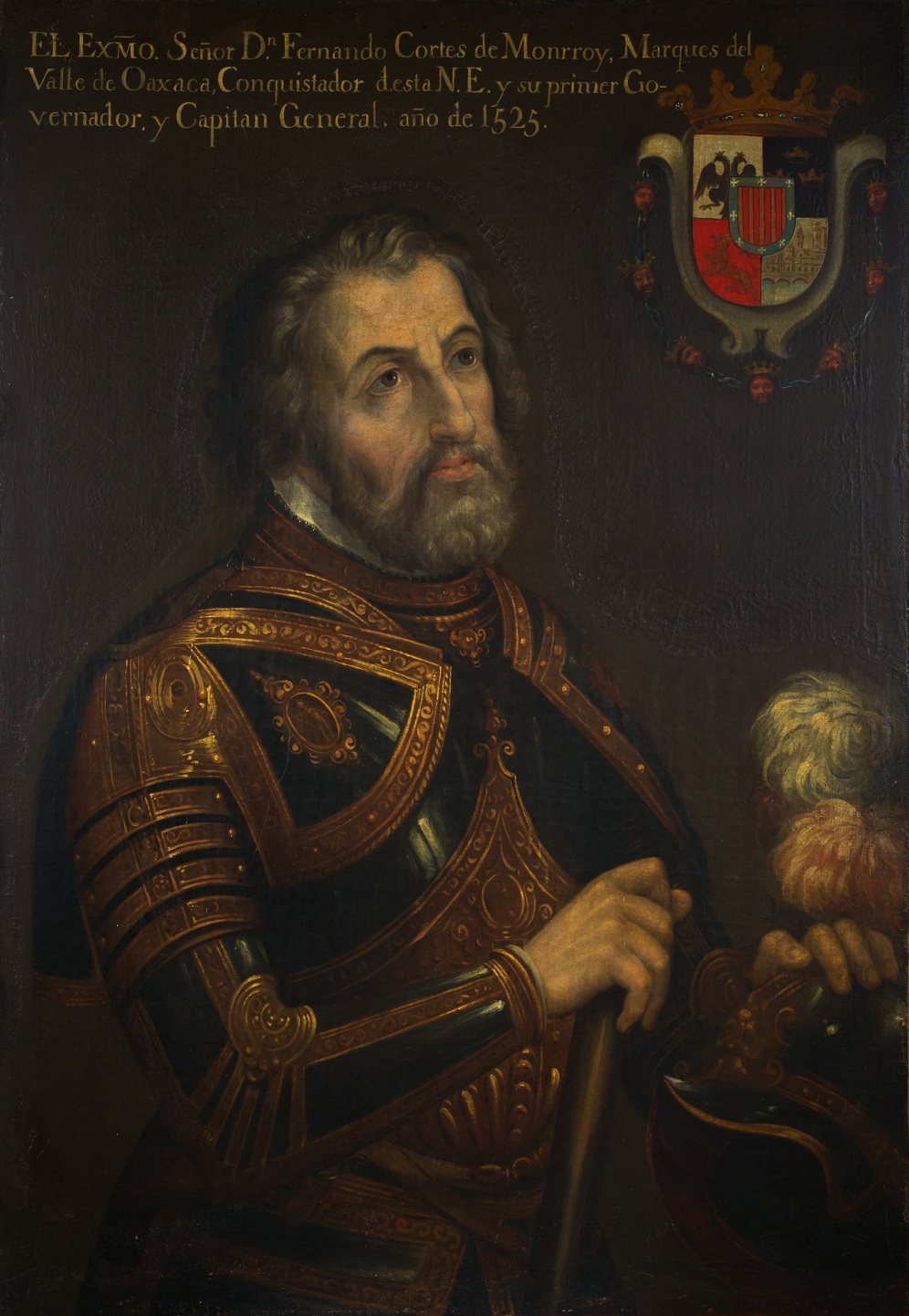
Copia colonial de un retrato de Hernán Cortés con fecha de 1525.

Seis días después de su llegada a Tenochtitlán los españoles ordenaron la prisión de Moctezuma. Según dicen cronistas españoles como Díaz del Castillo, el arresto se ejecutó como consecuencia de un ataque perpetrado por un administrador y militar mexica de Nautla llamado Quetzalpopoca o Qualpopoca. El ataque sucedió contra una guarnición hispano-totonaca proveniente de Veracruz a causa de la rebelión sucedida en la región. Juan de Escalante, el capitán de la guarnición y alguacil mayor de Veracruz, murió a causa del combate, junto a aproximadamente 7 soldados españoles y varios totonacas.
Moctezuma negó ser responsable del ataque, pues aunque él supo sobre una acción realizada contra los españoles en Nautla cuando se le presentó la cabeza de un español decapitado, no fue informado del ataque ni dio ninguna orden para su ejecución. Los españoles terminaron arrestando a Moctezuma en su propio palacio bajo estas circunstancias. Moctezuma entonces pidió a los españoles arrestar a Quetzalpopoca y traerlo a Tenochtitlán.
Alrededor de 20 días después, Quetzalpopoca fue arrestado, con su hijo y otros 15 nobles que supuestamente participaron en el ataque. Después de un breve interrogatorio, confesó que Moctezuma era inocente, pues que a pesar de ser su vasallo, él no dio ninguna orden ni fue informado previamente. Fue ejecutado públicamente en la hoguera después, pero Moctezuma siguió prisionero a pesar de ello.
A pesar de su arresto, Moctezuma continuó viviendo de manera relativamente cómoda, permitiéndosele realizar gran parte de sus actividades cotidianas aunque bajo la supervisión de los españoles. El mismo Cortés ordenó que cualquier soldado español que le faltara el respeto fuera castigado, incluso físicamente, independientemente de su rango o posición. Sin embargo, Moctezuma perdió gran parte de su poder como emperador, pues casi todas sus acciones eran supervisadas por los españoles.
Durante los próximos meses Moctezuma, ya sea por exigencias españolas o su propia voluntad, protegió a los españoles de varias amenazas que surgieron por el descontento causado por sus acciones a lo largo del imperio, como durante la crisis de Texcoco (véase arriba), cuando hizo prisionero al gobernante Cacamatzin de Texcoco y lo reemplazó por su hermano Ixtlilxóchitl II, quien apoyaba a los españoles.
Los motivos del arresto de Moctezuma han sido cuestionados por historiadores a lo largo del tiempo. A pesar de que soldados como Díaz del Castillo dicen que este fue el motivo principal del arresto, algunos historiadores contemporáneos a la Conquista de México, como Francisco López de Gómara, sospecharon que Cortés ya planeaba arrestar a Moctezuma para usurpar el dominio de México antes de conocerlo, y la historia de la muerte de Escalante fue simplemente una excusa para ejecutar este plan. Cortés admitió en sus cartas de relación que escribió al rey de España que el motivo principal fue evitar perder el control de México, ya que la mayoría de sus fuerzas estaban bajo sus dominios.

#### Rebelión contra los españoles y Moctezuma
Durante este periodo, el apoyo a Moctezuma comenzó a caer entre la población, incluyendo entre los sacerdotes, quienes pensaban que los españoles debían morir por deseo de los dioses Huitzilopochtli y Tezcatlipoca. La población vio a Moctezuma como un líder débil al no intentar resistir su prisión.
En abril de 1520, otro capitán español, Pánfilo de Narváez, llegó a México con el propósito de arrestar a Cortés bajo órdenes del gobernador de Cuba (cuando ésta aún formaba parte del Virreinato colombino) Diego Velázquez de Cuéllar. Las sospechas de Cortés sobre la llegada de tropas para arrestarlo fueron confirmadas cuando cinco hombres de Narváez arrestados en Veracruz fueron traídos a Tenochtitlan. Por lo tanto, Cortés se fue de la ciudad con 266 soldados españoles y pocos guerreros indígenas para pelear contra Narváez en Cempoala, donde él estaba.
La ciudad y el resto de los soldados en ella quedaron bajo el cargo del capitán Pedro de Alvarado. Él, desobedeciendo las órdenes de Cortés, procedería a cometer una masacre contra la población mexica durante la fiesta del Tóxcatl en el mes de mayo. La masacre desató la ira de la población de la ciudad, lo cual provocó su levantamiento en contra de los españoles y seguidores de Moctezuma. Los españoles fueron asediados en el Palacio de Axayácatl, quienes arrestaron a Moctezuma y al gobernador de Tlatelolco, Itzcuauhtzin, para su propia protección. Mientras tanto, la población procedió a asesinar a los cortesanos quienes aún apoyaban a Moctezuma. Cuitláhuac, hermano de Moctezuma y gobernante de Iztapalapa, tomó el control de la ciudad. En este levantamiento inicial murieron siete soldados españoles, y durante los próximos días otros ataques contra españoles ocurrirían en otros sitios, tal sería el caso de Zultépec (sitio conocido actualmente como Tecoaque), donde una caravana con más de 350 personas (entre ellas españoles, tlaxcaltecas y otros indígenas aliados a ellos) fue emboscada por los habitantes de la ciudad el mismo día que Cortés volvió a Tenochtitlán.
Cortés volvió a Tenochtitlán el 24 de junio después de su victoria contra Narváez en Cempoala, en la cual logró convencer a los soldados de Narváez para unirse a él, teniendo así aproximadamente 1300 soldados españoles en total bajo su comando. Al volver, él también fue atacado tras adentrarse en la ciudad, muriendo decenas de sus soldados en varias emboscadas. Al entrar al Palacio de Axayácatl, Cortés supo lo que había sucedido, pero no tomó acciones en contra de Alvarado ni de los que participaron en la matanza. También fue entonces informado por Moctezuma que la ciudad ya no estaba bajo su control, sino en el de su hermano. Durante los próximos días Cortés planeó la manera de calmar a la población o huir de la ciudad lo antes posible, ya que tras el asedio los mercados de la ciudad fueron cerrados y todos los caminos que conectaban a Tenochtitlán con otras ciudades fueron destruidos.

### Creencias de Moctezuma sobre los españoles
Una creencia popular formado a partir de varias fuentes indígenas y franciscanas escritas tiempo después de la conquista afirma que Moctezuma suponía que Cortés era el dios Quetzalcóatl o que de alguna forma él relacionó a los españoles con esta deidad. Sin embargo, esta creencia no es mencionada en ninguna de las crónicas españolas, e historiadores actuales ven esto como algo poco probable. Eduardo Matos Moctezuma, por ejemplo, dijo durante una conferencia que «... puede que haya sido así, pero, sin duda, esa comparación debió durar 10 minutos». Hasta principios del siglo XXI, sin embargo, esta creencia continuaba siendo común entre historiadores, quienes han intentado explicar esta creencia.

#### Creencias sobre Quetzalcóatl
Quetzalcóatl era un dios asociado con varias cosas entre los mexicas. En la religión mexica, según la historia contada en el Códice Chimalpopoca, él fue uno de los creadores de la humanidad, siendo responsable de conseguir los huesos para crear los primeros humanos de la era actual, ofrecer su sangre para darles vida y encontrar maíz para que pudieran comer; estaba relacionado con Tláloc, dios de la lluvia, al poseer la forma de Ehécatl, dios del viento; y, sobre todo, tenía una cercana relación con la humanidad, más cercana que la de otros dioses, pues pensaban que en algún momento fue hombre y sacerdote monarca de los antiguos toltecas, y a partir de esto también se le consideró como el patrón de las artes y sabiduría, pues, aunque la palabra «toltecatl» significa «habitante de Tula» (Tollan, «lugar de tules» en náhuatl), también es sinónimo de «gran artesano». La historia de Quetzalcóatl como hombre contada en las fuentes coloniales tiene varias versiones, las cuales son similares, pero tienen importantes diferencias.
Las historias cuentan que Topiltzin Quetzalcóatl fue un rey tolteca de alrededor del siglo X (aunque exactamente cuándo vivió varía entre las fuentes, pues la cronología tolteca está llena de contradicciones) nacido en el año Ce Ácatl (1 carrizo). Los Anales de Cuauhtitlan, documento contenido en el Códice Chimalpopoca, dicen que su madre, la diosa Chimalma, quedó embarazada de alguna forma tras tragar un pedazo de jade. Ixtlilxóchitl dice que se trató del último monarca de los toltecas. Topiltzin se dice fue un hombre sumamente religioso. Tanto Sahagún como el Códice Chimalpopoca identifican a Topiltzin como el dios Quetzalcóatl en forma humana. Mientras era rey, se vivió una época de gran prosperidad e incluso se prohibió el sacrificio humano, pues él «amaba mucho a todos sus súbditos», y quedó satisfecho con sacrificar pequeños animales y bichos y usar su propia sangre para hacer ofrendas punzando sus propias piernas. Esto último enfadó a su hermano Tezcatlipoca y a unos otros dioses y sacerdotes, quienes comenzaron a intentar arruinar su reputación y la de sus seguidores, transformándose ellos mismos en humanos para engañarlo y atormentarlo a él y a su gente. Los tormentos de Tezcatlipoca y sus colaboradores finalmente resultaron en Quetzalcóatl tomando la decisión de irse de Tula con varios de sus seguidores hacia el este, a un sitio llamado Tlapallan, en lo que actualmente se conoce como el golfo de México. Ixtlilxóchitl dice que Topiltzin observó señales que anunciaban el fin de la civilización tolteca durante los últimos años de su reinado y que por esta razón se fue de Tula,
Existen dos historias sobre lo que pasó entonces. Según los Anales de Cuauhtitlan, cuando Topiltzin llegó al sitio se puso una máscara de turquesa ceremonial, penacho y otros objetos ceremoniales y entonces se prendió a sí mismo en llamas. De sus cenizas entonces surgieron todo tipo de aves hasta que finalmente el corazón de un quetzal voló al cielo y se dijo que se transformó en Venus. Murió en el año 1 carrizo, vivió exactamente 52 años. Ixtlilxóchitl, por otra parte, ofrece dos versiones distintas de la historia, en una dice que Topiltzin al momento de irse de dijo a la población que algún día iba a volver a estas tierras, en un año 1 carrizo, y que se fue por el océano «hacia donde el Sol sale, á unos reinos y señoríos de sus pasados muy prósperos y ricos, que de allí á quinientos doce años volvería de nuevo á esta tierra». En la otra versión, sin embargo, Ixtlilxóchitl simplemente dice que nadie sabe lo que sucedió cuando se fue de Tula. Ixtlilxóchitl también le da una descripción física inusual, asegurando que él era un hombre barbudo, alto y de piel blanca, de aspecto similar a los españoles. Durán, por su parte, dice que cuando Topiltzin se estaba yendo de Tula le advirtió a la población sobre cómo en algún futuro iba a llegar una gente extranjera a conquistar la región. Durán basa su descripción física en códices antiguos: «demostraba ser hombre de edad: la barba larga, entre cana y roja; la nariz algo larga con algunas ronchas en ella, o algo comida; alto de cuerpo; el cabello largo, muy llano, sentado con mucha mesura».
Actualmente la mayoría de investigadores opinan que Ce Ácatl Topiltzin fue un personaje histórico que habrá vivido en Tollan-Xicocotitlan o en Teotihuacán, aunque es tomado por hecho que la historia contada por las fuentes de los siglos XVI y XVII son leyendas sumamente apartadas de lo que verdaderamente sucedió. En Mesoamérica, la leyenda de Topiltzin Quetzalcóatl fue una de las más importantes y sobresalientes, teniendo «tanta importancia como la tuvieron las obras de Homero para los griegos clásicos», en Tenochtitlan siendo enseñada a los jóvenes en el calmécac, donde Quetzalcóatl era la deidad principal.
A pesar de que Quetzalcóatl no era la deidad principal de los mexicas, habiendo varias que tenían más influencia, los reyes mexicas habrán dado una importancia personal a esta deidad notable, pues los monarcas tenochcas pensaban ser descendientes de los toltecas y, por lo tanto, hacían a Quetzalcóatl un importante ancestro al tlatoani de Tenochtitlan. Además, los toltecas eran vistos por los mexicas como una sociedad ideal, adorando su arquitectura, arte, gobierno e historia, atribuyendo gran parte de los componentes de la vida diaria a ellos, asegurando que ellos fueron los inventores del calendario mexica, la lengua náhuatl y la medicina (a pesar de que esto contradice lo que actualmente es conocido por evidencia arqueológica). También es de notar que el año 1 carrizo cayó durante el reinado de Moctezuma en el año de 1519. Se ha supuesto, por lo tanto, que la creencia de Moctezuma respecto a la asociación entre los españoles y Quetzalcóatl fue un producto de varias coincidencias que la volvieron una conclusión lógica para los teólogos tenochcas. La conclusión habrá sido entonces que Moctezuma pensaba que las profecías antiguas se habían cumplido; la gente de Quetzalcóatl regresó desde el lugar de donde él había partido, el golfo de México, y regresó en el año correcto a tomar el trono que le pertenecía por derecho divino, tomando a Cortés como su representante.
El historiador estadounidense Ross Hassig describió que los mexicas pensaban, quizá no como hecho sino como una «espeluznante posibilidad», que el líder de los españoles era Quetzalcóatl regresando a su tierra, explicando que los mexicas habrán interpretado esto, no simplemente como resultado de las supuestas supersticiones de Moctezuma, sino como resultado de los mexicas intentando interpretar de manera significante una gente completamente desconocida con tecnología y características nunca antes vistas. Todos estos argumentos, sin embargo, han sido refutados por varios investigadores en años más recientes.

#### Argumentos en contra de la narrativa sobre Quetzalcóatl
Como apunta el investigador alemán Stefan Heep y el hispanista británico John Elliott, no parece haber evidencia que la leyenda de Quetzalcóatl como es contada en las fuentes coloniales, con la profecía de su regreso, haya existido en la época prehispánica, y más bien parece ser una invención hecha después de la conquista. Si bien existe la posibilidad de ser una historia prehispánica, Heep categoriza esto como «improbable» e incompatible con la filosofía mexica del destino de los reyes muertos, y Elliott observa que parece haber sido narrada por primera vez en las obras de los franciscanos fray Toribio de Benavente «Motolinía» y fray Bernardino de Sahagún años después de la conquista. Más tarde, estas historias también empezarían a aparecer en obras indígenas también a causa de la influencia franciscana que recibieron sus autores, según observa la historiadora estadounidense Camilla Townsend y el etnohistoriador británico Matthew Restall.

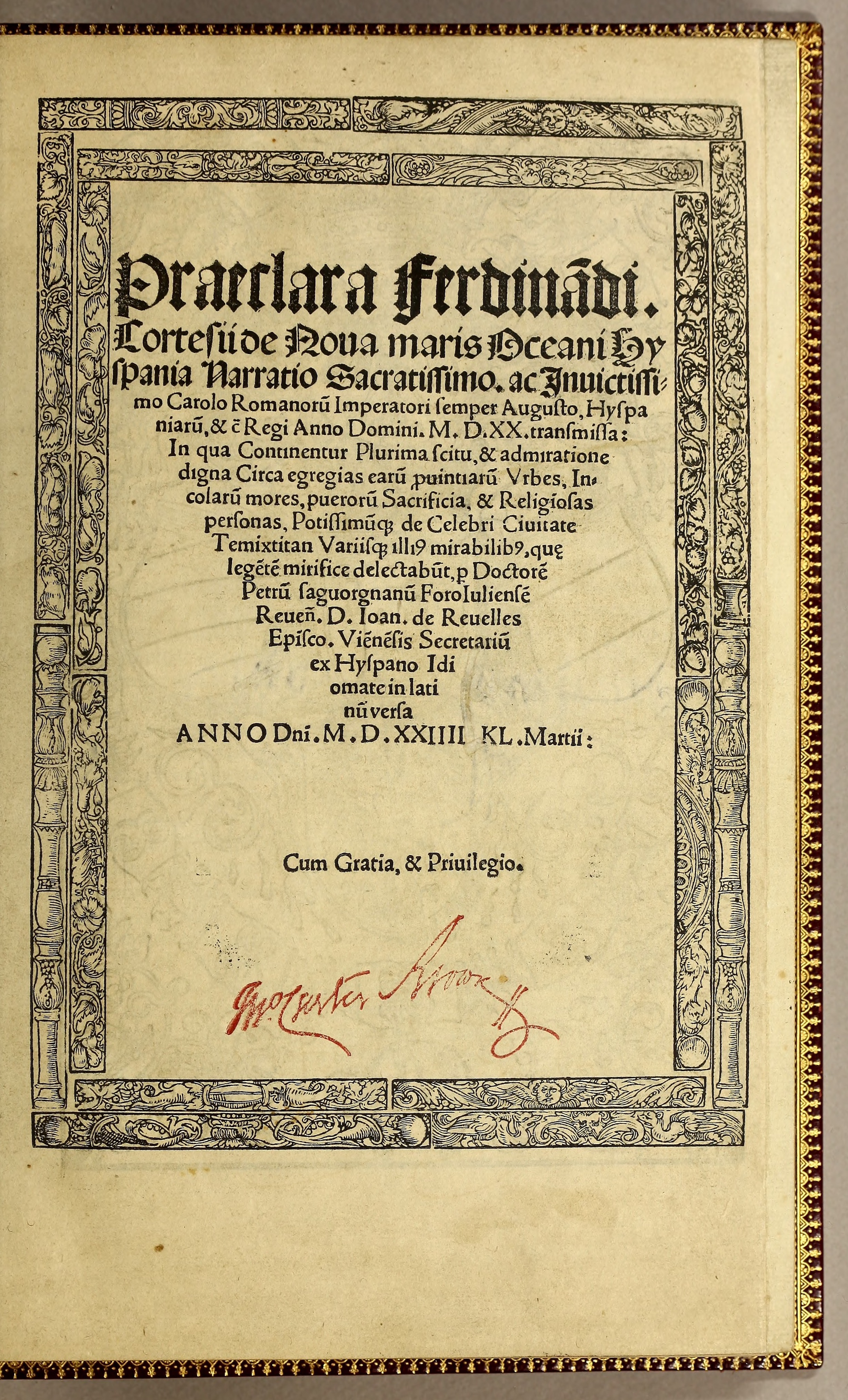
Portada de la edición traducida al latín de la segunda y tercera carta de Cortés.

Como se ha mencionado antes, ninguna de las fuentes españolas mencionan la creencia relacionada con Quetzalcóatl, aunque es posible que la segunda carta de relación de Hernán Cortés al emperador Carlos V del Sacro Imperio Romano Germánico (Carlos I de España), que obtuvo gran popularidad cuando se publicó su traducción al latín en 1524, haya sido usada para crear esta versión de la historia. Según describió Hernán Cortés en la carta, fechada al 30 de octubre de 1520, haciéndola una de nuestras fuentes más tempranas sobre la conquista, Moctezuma sospechaba que los españoles eran descendientes de los ancestros de los mexicas, los cuales emigraron a la tierra del valle de México mucho antes de la llegada de los españoles, pero que ellos eran humanos igual que él, y que los mexican los habían estado esperando desde hacía siglos atrás, una idea que también es mencionada por Díaz del Castillo. Esta descripción ha sido tomada por algunos como prueba de la creencia relacionada con Quetzalcóatl. Algunos historiadores modernos, sin embargo, han cuestionado algunos de los datos ofrecidos en las cartas de Cortés, pues tienen obvios motivos políticos.
La segunda carta parece utilizar textos bíblicos de la religión cristiana, particularmente los Evangelios de Lucas y Mateo en el Nuevo Testamento, donde se menciona el retorno de un Mesías (Jesús de Nazaret en estos Evangelios). Estos textos los habrá usado Cortés como una forma de justificar su conquista y su rebelión en contra del gobernador de Cuba ante el rey Carlos, esencialmente asegurando que los mexicas tomaban al rey Carlos como su Mesías, usando la creencia que existía desde la Edad Media en la cual se pensaba del emperador romano-germánico (título que poseía el rey Carlos desde 1519) como un representante de Jesús y defensor del cristianismo, haciéndolo en cierta forma un mesías (también es posible que una idea similar haya existido en esta época sobre los monarcas españoles a causa de la reciente conclusión de la Reconquista, en la cual los últimos musulmanes de la península ibérica fueron expulsados, y por el descubrimiento de América por Cristóbal Colón, ambos eventos sucedidos en 1492). Esto se puede observar cuando la carta asegura que Moctezuma ofreció sus tierras inmediatamente al rey de España cuando los españoles llegaron a Tenochtitlán, lo cual se ha llegado a percibir como políticamente ilógico, pero a lo largo del tiempo se ha explicado como simplemente una consecuencia de la supuesta profecía de Quetzalcóatl. Aunque Cortés en ningún momento menciona a Quetzalcóatl en sus cartas, estas pudieron ser usadas por frailes franciscanos, quienes veían a la conquista como un acto divino, para crear una historia la cual diviniza la conquista usando la religión mexica para así evangelizar a los indígenas. Como mencionó John Elliott, no todo el contenido de las cartas de Cortés debe ser tomado en el sentido literal, aunque así se ha hecho a lo largo del tiempo.
Además, Restall también observa lo escrito en la carta de Cortés como una contradicción a la narrativa de Quetzalcóatl, observando como ni siquiera la obra de Francisco López de Gómara, la cual se basa en la narrativa de Cortés y habría intentado glorificar al conquistador, menciona esta creencia más allá de algunas pocas e imprecisas menciones las cuales no necesariamente significan que los indígenas tomaban a los españoles por dioses. Las obras de Cortés y Díaz del Castillo mencionan explícitamente que Moctezuma y otros indígenas sabían que los españoles eran humanos.
También observa Restall que varias partes de la obra de Díaz del Castillo son redactadas de manera muy similar a obras anteriores hechas por otros conquistadores, especialmente a la de López de Gómara. Por lo tanto, él observa que algunas secciones de su obra se basan más en las experiencias de otros conquistadores que en sus propias experiencias.
En el caso de las crónicas indígenas que muestran a Moctezuma creyendo que los españoles eran dioses, estas fueron escritas principalmente por fuentes las cuales pudieron haber sido influenciadas por opiniones negativas sobre él. Por ejemplo: la obra de Bernardino de Sahagún, que está basada en los relatos indígenas, fue hecha cuando él era profesor en el Colegio de la Santa Cruz de Tlatelolco. Historiadores modernos, por lo tanto, han sospechado que como la obra fue basada en los relatos tlatelolcas, Moctezuma es representado en el relato como un líder supersticioso e indeciso, ya que los tlatelolcas pudieron haber mostrado su imagen de manera más favorable en sus relatos a causa de los conflictos que existían entre ellos y los tenochcas. También es de notar que Sahagún era un fraile franciscano, lo cual probablemente habría hecho que su narración (al igual que las de otros frailes franciscanos) fuera afectada por un cierto apoyo a Cortés que existía entre frailes de esta orden, un apoyo que se ve reflejado en una carta del fraile Motolinía al rey Carlos enviada el 2 de enero de 1555, en la cual pregunta «¿quién así amó i  [sic] defendió los Indios en este mundo nuevo como Cortés?». Esta idea de la asociación entre los españoles y los dioses también pudo ser resultado de una traducción imprecisa de la palabra náhuatl «Teotl», que los indígenas nahuas usaban comúnmente para referirse a los españoles. Dicha palabra es comúnmente traducida como «dios», pero también podría ser aplicada para referirse a seres poderosos y extravagantes no necesariamente divinos. Esta traducción imprecisa pudo ser usada por figuras franciscanas como Motolinía para propagar la idea de una conquista divina. A pesar de las circunstancias, para el tiempo en que se escribió el Códice Florentino, esta creencia ya parece haber sido generalmente aceptada tanto entre indígenas como españoles, lo cual se puede explicar con el simple hecho de que las historias de profecías formaban parte de culturas tanto europeas como indígenas americanas de los siglos XV y XVI.
Algunos historiadores modernos, como Camilla Townsend, han llegado a la conclusión de que es prácticamente imposible conocer con certeza una representación fiel de las creencias de Moctezuma, pues todos los análisis de las declaraciones de Moctezuma al respecto son conjeturales.

#### Situación militar en el México de Moctezuma
Una opinión que ha sido común al menos desde el siglo XIX es que Moctezuma terminó provocando la conquista de México, no solo como resultado de sus supuestas creencias religiosas (aunque, como se ha dicho, las fuentes de esto son dudosas), sino también a causa de sus acciones militares, pues se pensaba que el imperio se encontraba en decadencia a causa de éstas. El imperio al tiempo de la llegada de los españoles tenía varios retos a superar: la guerra contra Tlaxcala era larga y dificultosa, pues, a pesar del poderío militar del imperio, la confederación tlaxcalteca era fuerte, especialmente por las alianzas que hacían en el Valle de Puebla que aumentaban su defensa. También hubo una gran cantidad de rebeliones a lo largo del imperio en las regiones tributarias y parte del imperio se encontraba haciendo guerra entre sí a causa del conflicto en Texcoco. Sin embargo, como apunta el historiador Ross Hassig, estos no parecían ser problemas que el imperio era incapaz de superar, pues a pesar de las circunstancias, seguía siendo el imperio más poderoso de Mesoamérica: las guerras floridas contra Tlaxcala estaban lentamente debilitándola y ya se encontraba completamente rodeada, y es posible que en cuestión de unos años más habría podido ser conquistada, ya que el imperio aún era superior militarmente. Los sitios tributarios rebelados, aunque se rebelaban de manera frecuente, no suponían un obstáculo poderoso por sí solos, solamente unidos hubieran tendio suficiente poder para serlo, y esto no sucedería hasta la llegada de los españoles. Hassig afirma que el imperio pudo haber superado todos estos retos si no hubiera habido intervención externa, pero tras la llegada de los españoles esto se detuvo, pues los mexicas no poseían una elaborada estrategia defensiva para una situación y ejército tan impredecible.
Según sospecha Ross Hassig, es posible que Moctezuma no haya visto a los españoles como un ejército invasor a pesar de sus actividades, pues en las guerras mesoamericanas era típico que una invasión fuera anunciada, aparte de que en el ambiente político mesoamericano era normal que cualquier grupo de personas pudiera pasar por un territorio sin ser tratados como invasores mientras no mostraran ser activamente hostiles, aunque también habló de la posibilidad de una cierta deficiencia en las armadas mexicas a causa de ser la temporada de cosecha cuando Cortés llegó. Bernal Díaz del Castillo atribuyó algunas de las acciones de Moctezuma a su deseo de mantener la estabilidad en el imperio, ya que, según Díaz, él no deseaba realizar ninguna acción que implicara una guerra sucediendo dentro de su territorio.

### Muerte

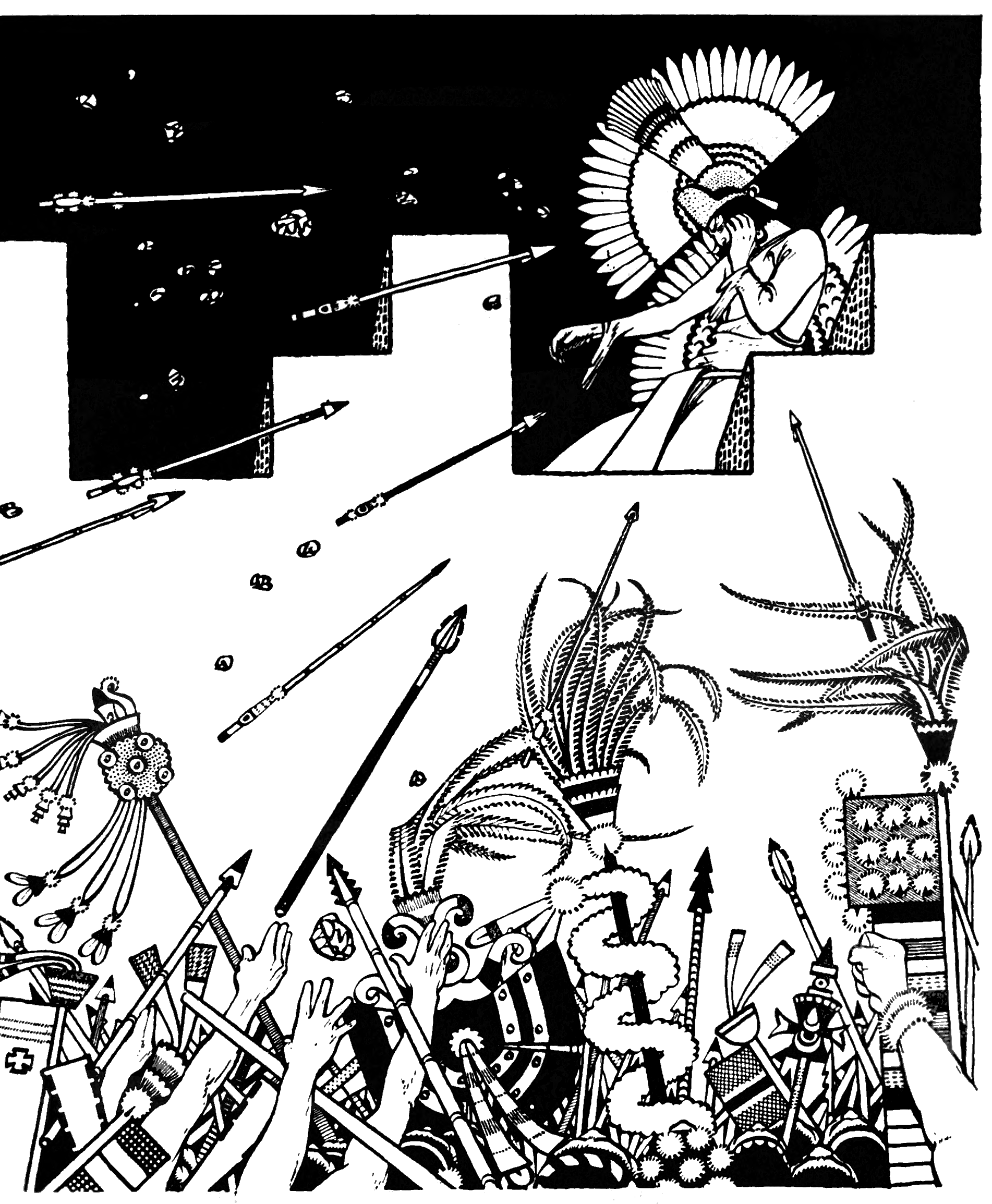
Moctezuma atacado con piedras por su pueblo desde su palacio.

Existen varias versiones acerca de la muerte de Moctezuma, dependiendo de la fuente consultada. Según la versión de distintos autores españoles [cita requerida], el 29 de junio de 1520, en un intento para sofocar el violento tumulto, Moctezuma se asomó a la balconada de su palacio, instando a sus seguidores a retirarse. La población contempló horrorizada la supuesta complicidad del emperador con los españoles, por lo que comenzaron a arrojarle piedras que lo hirieron mortalmente, falleciendo poco tiempo después del ataque a consecuencia de sus heridas. Una pedrada lo descalabró.
La versión de los hechos dada por Bernal Díaz del Castillo refiere que tras varios días de lucha en Tenochtitlán, viéndose los españoles abrumados por la superioridad numérica de los mexicas y la gran cantidad de bajas que tenían diariamente, y la gran dificultad que suponía salir de la ciudad, ya que estaba en una laguna y las calzadas que salían de ella tenían numerosos puentes que estaban levantados, se puso a Moctezuma en un pretil de una azotea, protegido por muchos soldados, para que hablase a su pueblo y negociase la salida de los españoles de la ciudad.
Con su intervención cesa la lucha y le informan del nombramiento de Cuitláhuac como nuevo señor, y que no se permitiría la salida de la ciudad de los españoles, ya que todos debían morir, y en cuanto a su persona, que les perdonase que al finalizar le respetarían y le tendrían el respeto que merecía. Fue al terminar la respuesta mexica, cuando tiraron tanta piedra y lanzas que los soldados españoles que le protegían con escudos, como veían que cuando hablaba cesó la lucha, se descuidaron y no pudieron evitar que Moctezuma recibiera tres pedradas, en cabeza, brazo y pierna. Moctezuma fallecería poco después en los aposentos de los españoles a causa de la herida en la cabeza. Díaz del Castillo afirma:

Y Cortés lloró por él, y todos nuestros capitanes y soldados, y hombres hobo entre nosotros, de los que le conoscíamos y tratábamos, que fue tan llorado como si fuera nuestro padre, y no nos hemos de maravillar dello, viendo que tan bueno era. Y decían que había diez y siete años que reinaba e que fue el mejor rey que en México había habido, e que por su persona había vencido tres desafíos que tuvo sobre las tierras que sojuzgó.

Díaz del Castillo también da la versión del fraile de la Merced, que siempre estaba con él, al que reprochaban que no lo convirtiera en cristiano antes de morir, pero el fraile no creyó que muriese de aquellas heridas, sino que Moctezuma se habría provocado un suicidio asistido, mediante una sustancia que le paralizó sus funciones vitales.
Gómara (cap. CVIII) apunta que a última hora Moctezuma pidió que lo bautizaran, pero no lo recoge Cortés, que no dice nada sobre el particular; sí otros cronistas posteriores, como Cervantes de Salazar, Herrera o Solís. En la segunda carta de relación de Cortés, afirma que Moctezuma murió de una pedrada lanzada por «uno de los suyos». Fray Francisco Aguilar, también testigo de los hechos, afirma, que Moctezuma murió por una pedrada mexica.

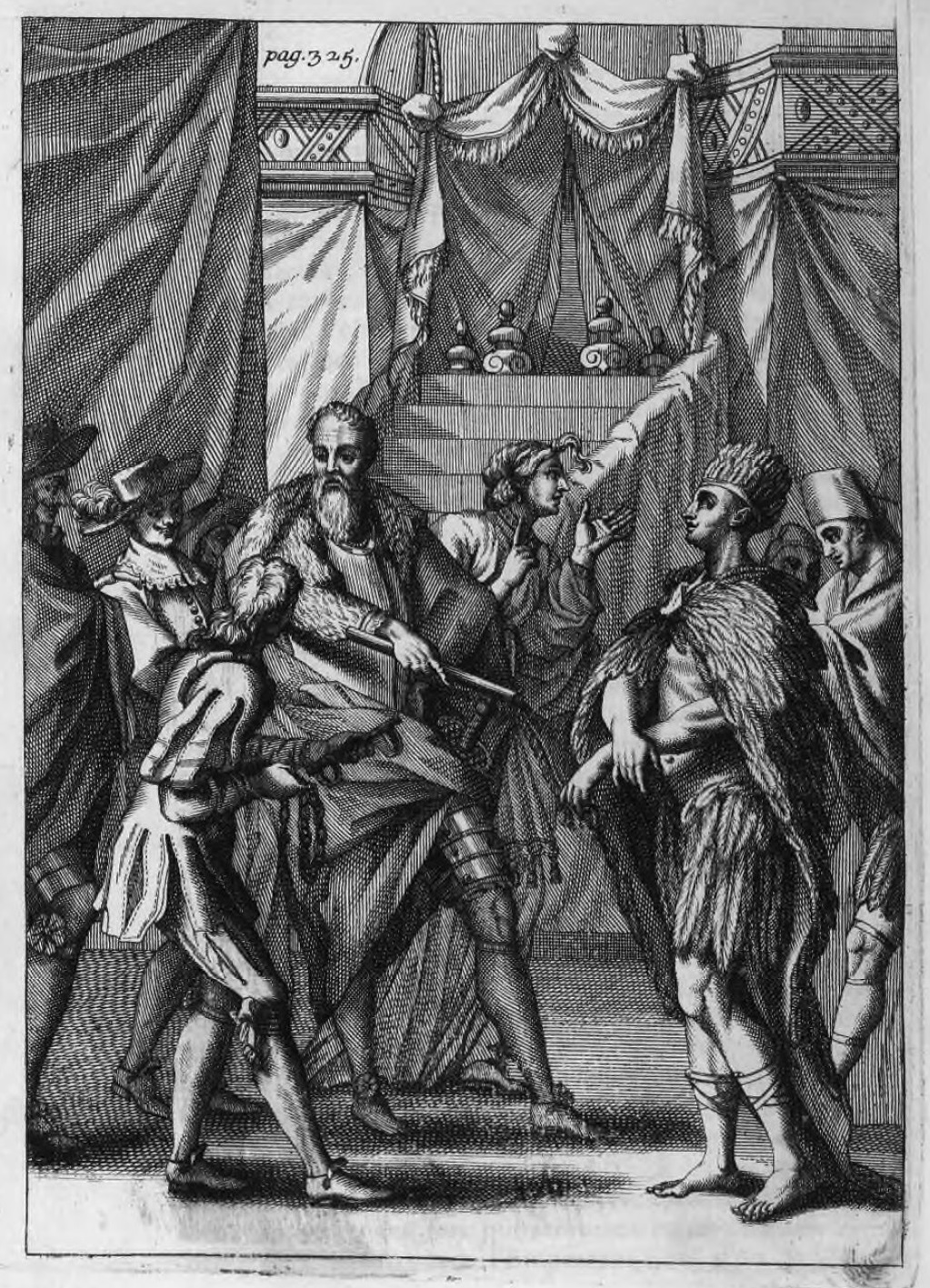
La captura del rey Moctezuma por Cortés.

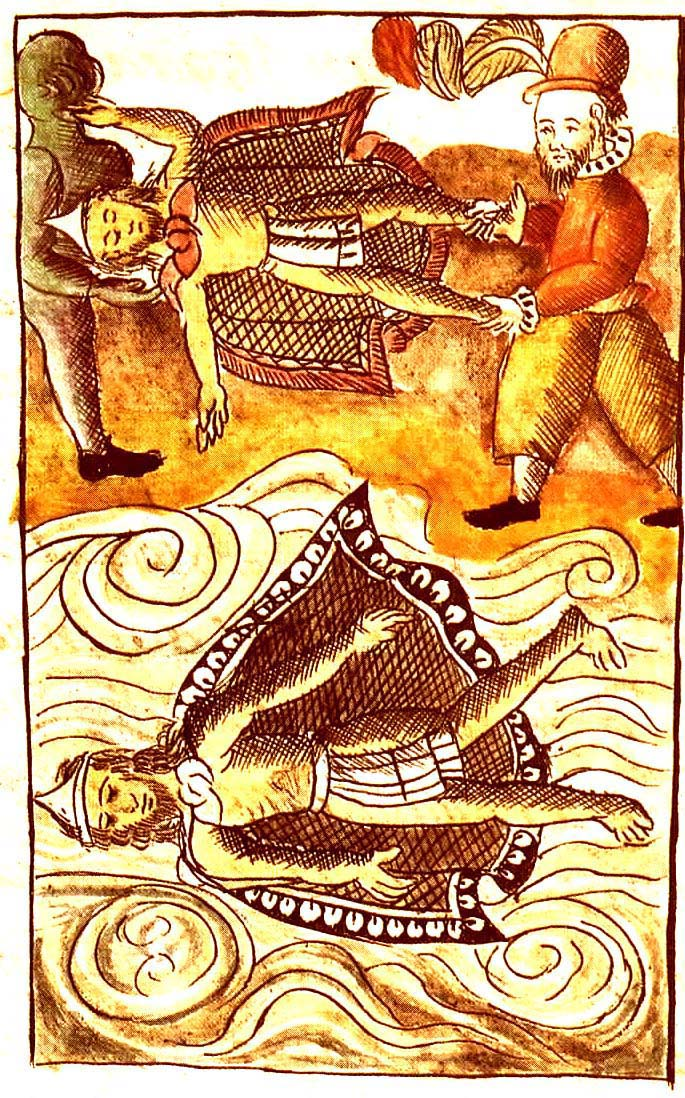
Códice Florentino El tlatoani Moctezuma y el señor de Tlatelolco Itzquauhtzin.

Los testimonios mexicas, en cambio, apuntan a que Moctezuma ya estaba muerto cuando lo sacaron a la azotea. La versión recopilada por Bernardino de Sahagún de fuentes tlaltelolcas, dice que los españoles se impresionaron por las joyas y el oro que tenían los nobles, pues estaban celebrando la principal fiesta mexica, Tóxcatl, para la cual previamente habían pedido permiso. Para ello, los españoles pusieron como condición que nadie debería ir armado a la celebración. Cuando esta se encontraba en su apogeo, cerraron las puertas del patio y exterminaron a todos los participantes, que se estima eran unos 1000, principalmente nobles, en lo que se conoce como la matanza de Tóxcatl. El pueblo se alzó en una revuelta, y los españoles hicieron prisionero a Moctezuma Xocoyotzin. Según Sahagún, todos los nobles mexicas que se encontraban en poder de los españoles fueron ejecutados bajo el garrote al dejar de ser útiles. Posteriormente, al recoger sus cuerpos, que fueron arrojados a la calle, el cuerpo de Moctezuma mostraría heridas de espada.
Por otra parte, fray Diego Durán, el autor de Historia de las Indias de Nueva España e islas de Tierra Firme, asegura por sus informantes indígenas que, después de que los españoles hubiesen sido expulsados de la ciudad, fue encontrado muerto con una cadena alrededor de sus pies y cinco puñaladas en el pecho. Según Durán, Moctezuma había perdido con tanta claridad su autoridad que había dejado de ser de alguna utilidad para los españoles.
No obstante, la muerte por la lapidación de sus súbditos parece ser la más aceptada entre los historiadores actualmente.
Tras su muerte, el cuerpo sin vida de Moctezuma fue entregado a Apanécatl, quien lo llevó a Huitzillan, Necatitlán y Tecpanzinco, siendo expulsado de todos estos lugares, finalmente el cuerpo del tlatoani fue recibido y quemado en Acatliyacápan. Por otra parte, el cuerpo de Itzquauhtzin fue llevado en una canoa a Tlatelolco.
Durante la huida de los españoles, 30 de junio de 1520, perdieron cerca de la mitad de los soldados castellanos y casi todo el oro que habían obtenido y tuvieron que refugiarse entre los tlaxcaltecas. Entretanto, Cuitláhuac fue elegido como sucesor de Moctezuma.

## Descendientes

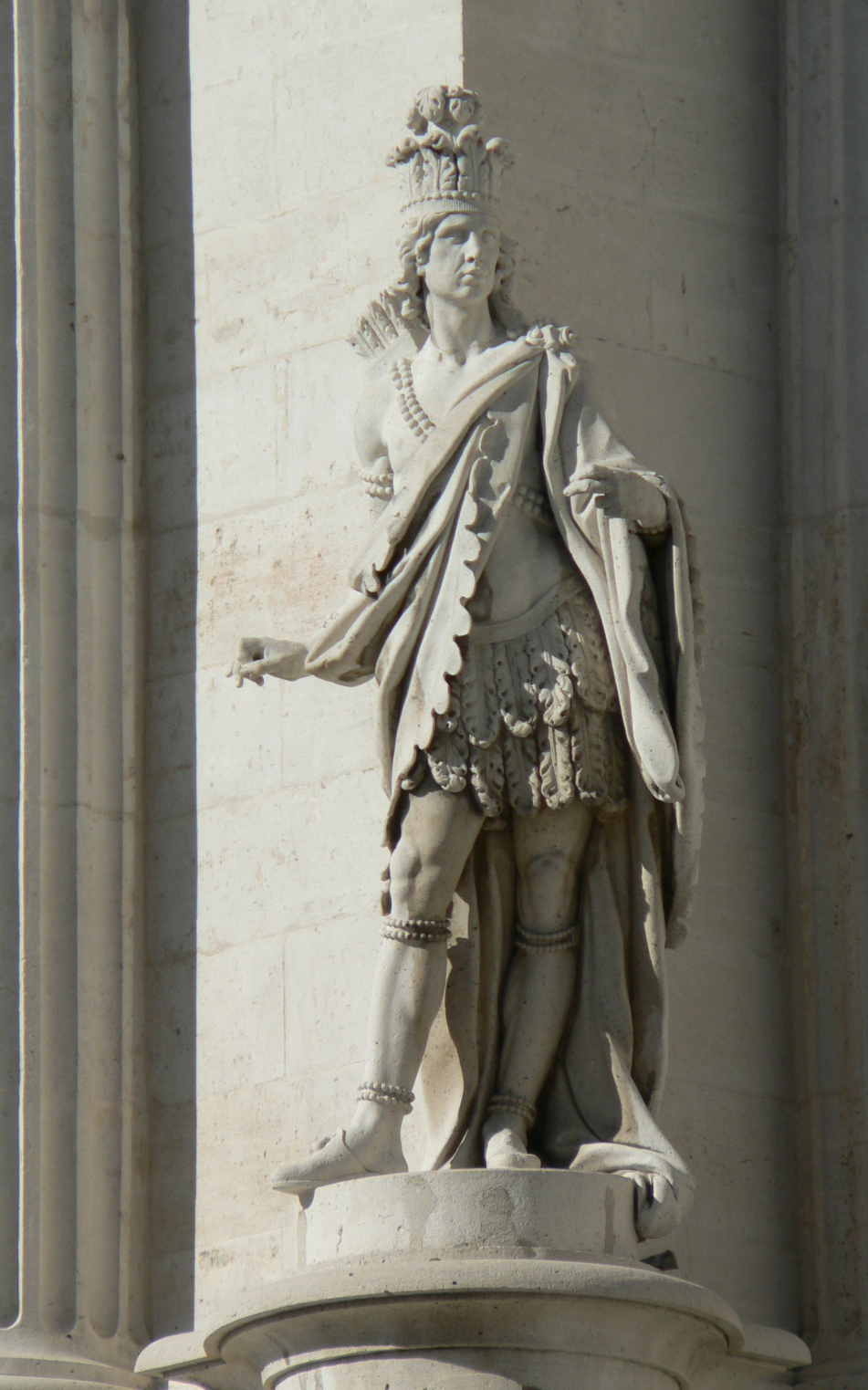
Estatua de Moctezuma en el Palacio Real de Madrid.

Moctezuma II tuvo numerosas esposas y concubinas de quienes tuvo muchos hijos. Según un cronista español, cuando fue hecho prisionero su descendencia superaba ya la centena, mientras que cincuenta de sus esposas y concubinas se encontraban embarazadas, aunque quizás los datos sean algo exagerados. De todas maneras, hay que indicar que como la cultura mexica hacía diferencias entre los diferentes tipos de esposas y las concubinas, no todos sus descendientes tendrían la misma categoría social. 
El hijo favorito del emperador era Chimalpopoca, nombrado heredero antes de morir. Al ser este prisionero de Cortés, tuvo que marcharse junto con los españoles de Tenochtitlán, pereciendo durante la denominada Noche Triste. Sin embargo, otros pudieron sobrevivir.
De todas las hijas que consiguieron salir con vida, la más importante fue Tecuichpo Ixcaxochitzin, hija de Tezalco Tecuichpo. Fue primero esposa de su tío Cuitláhuac y posteriormente de Cuauhtémoc. A la muerte de este, fue bautizada y llamada Isabel Moctezuma por Hernán Cortés y los españoles. Se casó tres veces más, las tres veces y por decisión de Cortés con españoles, teniendo con ellos en total seis hijos legítimos de ambos sexos y una más que no reconoció, Leonor Cortés Moctezuma, que tuvo con el propio conquistador extremeño. Fue considerada como la legítima descendiente de Moctezuma II y como tal, se le dio la encomienda de Tlacopan, la más grande del Valle de Anáhuac. Murió en 1551. Sus descendientes emparentaron con los condes de Miravalle.
En cuanto a los hijos que salieron vivos de la Conquista, el principal fue Tlacahuepantzin Yohualicahuacatzin, una vez bautizado llamado Pedro de Moctezuma y que murió en 1570, siendo enterrado en la Iglesia de Santo Domingo de la nueva Ciudad de México. Uno de los hijos de Pedro fue Ihuitemotzin, también llamado Diego Luis de Moctezuma y que fue llevado a España por orden del rey Felipe II, casándose con la noble Francisca de la Cueva y Valenzuela. A partir de ese momento, toda la descendencia de Ihuitemotzin se originaría en España, de la que cabe destacar a Pedro Tesifón de Moctezuma, nacido en Guadix. Ihuitemotzin murió en Valladolid en 1606 y Felipe IV nombró a su hijo Pedro Tesifón conde de Moctezuma en 1624. Dicho título nobiliario persiste en la España de hoy y se denomina ducado de Moctezuma de Tultengo. El II conde de Moctezuma fue el hijo de Pedro Tesifón, llamado Diego Luis de Moctezuma y Porres. Este a su vez tuvo un hijo ilegítimo, Pedro Manuel de Moctezuma, cuya nieta Bernarda de Moctezuma y Salcedo nació en 1716 y se casó en 1739 en Ronda con Pedro Morejón Girón y Ahumada, emparentado con la Casa de Girón, uno de los linajes españoles más exclusivos. Uno de sus hijos fue Jerónimo Girón y Moctezuma. Este hombre fue III marqués de las Amarillas y un general que participó en la Guerra de Independencia de los Estados Unidos, teniendo un papel destacado en la victoria obtenida sobre los ingleses en la batalla del Fuerte Charlotte (Mobile, Condado de Mobile, Alabama, 1780). A su vez, su hijo, el general Pedro Agustín Girón Las Casas, IV marqués de las Amarillas y I duque de Ahumada, fue uno de los principales generales españoles durante la Guerra de la Independencia Española. Por último, Pedro Agustín sería padre de Francisco Javier Girón Ezpeleta, descendiente de Moctezuma Xocoyotzin en undécima generación y fundador de la Guardia Civil. Por otra parte, los actuales duques de Atrisco de la nobleza española son también descendientes de Moctezuma II a través de su hijo Pedro (Tlacahuepantzin), al casarse su primer duque, José Sarmiento de Valladares y Arinés, nombrado 3 años después de ser virrey de Nueva España, con la III condesa de Moctezuma.

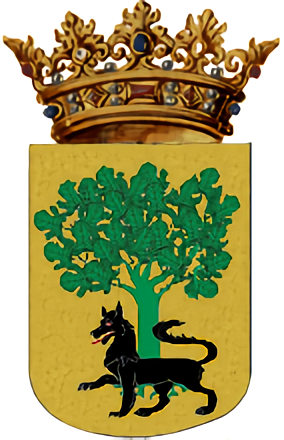
Escudo de armas de la Casa Ruiz de Esparza y palacios de Esparza y Zariquiegui, otorgado por el emperador Carlos I en Pamplona

Mariana Leonor Moctezuma fue también una de las hijas de Moctezuma II. Se cree que era hija de Moctezuma con una noble mujer mixteca de Acatlán, un pueblo y provincia que estaba en alianza con Tenochtitlán en el momento de la invasión española. Mariana Leonor fue cristianizada por Hernán Cortés y luego fue dotada con la encomienda de San Cristóbal Ecatepec. El hecho de que Moctezuma fue el padre de Mariana Leonor y suegro de X'poval [Christobal] de Valderrama está confirmado por un segmento de esta carta de 1574 en el Archivo General de México: Mariana Leonor y Cristóbal tuvieron una sola hija, Leonor de Valderrama y Moctezuma, que fue bautizada en algún momento alrededor de 1532. Según la tesis doctoral de Margo Tamez, cuando Lope Ruiz de Esparza (1569-1651), colono vasco, se casó con Ana Francisca de Moctezuma y Gabay, bisnieta de Leonor de Valderrama y Moctezuma (1573-1652), "se aseguró un alto estatus, y ciertas facetas del título aborigen a través del linaje ancestral de su esposa, reconocido por la Corona española como descendiente directo de Moctezuma II, facilitó la adquisición de tierras y riquezas para sus herederos frente a los matrimonios mixtos con una mujer indígena con un inmenso capital social y político". En algún momento, Lope y Ana Francisca se dirigieron a Aguascalientes en la colonia española de Nueva Galicia. Con su hijo Jacinto Ruiz de Esparza, nacido alrededor de 1604. Fue el Escribano Real de Aguascalientes. Se casó alrededor de 1629 con Juana López de Elizalde, quien murió en Aguascalientes el 21 de mayo de 1682 (era hija de Juan López de Elizalde y de Leonor Becerra y Sánchez de Mendoza). Murió en Aguascalientes el 27 de julio de 1679. Los descendientes notables de esta línea incluyen políticos y filántropos mexicanos, el Secretario Gerardo Ruiz de Esparza y Luis Rubén Valadéz Bourbon (Luis Rubén) de la influyente Macías-Valadez en el estado de Jalisco, México.
Finalmente, otra hija de Moctezuma II que sobrevivió fue Xipaguatzin, que una vez cristianizada fue llamada María de Moctezuma y que se casó o convivió con Juan de Grau Ribó, noble barón de Toloríu (Cataluña) y que participó junto a Cortés en la conquista de Tenochtitlán. Este conquistador llevó a Xipaguatzin a Toloríu y allí murió en 1537. Sin embargo, debe aclararse que Xipahuatzin no figura en ninguna de las fuentes primarias generadas por los cronistas tanto indígenas como castellanos, por lo cual puede tratarse de una impostura. Específicamente la Crónica Mexicáyotl, de Hernando de Alvarado Tezozómoc, registra que María de Moctezuma, hermana tanto de padre como de madre de Leonor de Moctezuma, esposa de Cristóbal de Valderrama, fue soltera y murió joven.
Hasta 1934 los descendientes de Moctezuma, nacidos de Isabel de Moctezuma, recibían una pensión por parte del gobierno mexicano. En 1934, 1991 y 2003 hubo intentos por parte de la Casa de Miravalle junto otros descendientes, de recuperar dicha pensión, sin éxito.
El actual embajador de México en Estados Unidos, Esteban Moctezuma Barragán, es descendiente de Moctezuma.
Según la historiadora mexicana Blanca Barragán Moctezuma, descendiente del emperador, en la segunda década del siglo XXI había entre 600-700 descendientes de Moctezuma II en México que son mayores de edad y en España alrededor de 350. De estos últimos, no todos tienen título nobiliario.
Una rama mexicana con una ruptura de varonía de los de Moctezuma se instaló en Portugal en el siglo XIX, donde sus descendientes utilizan de Moctezuma o de Montezuma.

## Tesoro de Moctezuma
En torno a la figura de Moctezuma existe una historia sobre un gran tesoro que los españoles intentaron robar pero que se perdió.
Cuando Hernán Cortés y su ejército llegaron a la gran Tenochtitlán, los conquistadores se alojaron en el palacio de Axayácatl, padre de Moctezuma. En dicho palacio, los españoles hallaron un tesoro.
Durante la batalla de la Noche Triste, los españoles intentaron robar el tesoro, pero lo perdieron en su huida. 
En 1521, con la caída de Tenochtitlán, Cortés intentó recuperar el tesoro; para hacerlo mandó torturar al último tlatoani, Cuauhtémoc, pues creían que lo había escondido en una laguna.
En 1637, un indígena llamado Francisco Tapia se presentó ante el virrey como un descendiente de los mexicas y aseguró que conocía el paradero del tesoro. Sin embargo, el Tesoro de Moctezuma nunca fue encontrado.

## Recepción
Moctezuma ha sido tema de varias óperas:
- Montezuma de Carl Heinrich Graun (1755), libreto de Federico II de Prusia;.
- Motezuma de Antonio Vivaldi (1733), libreto de Girolamo Giusti;.
- Motezuma de Gian Francesco de Majo (1765), libreto de Vittorio Amadeo Cigna-Santi;.
- La conquista del Messico de Mattia Venlo (Londres, 1767), libreto de Giovan Gualberto Bottarelli.
- Montezuma de Josef Myslivecek (Praga, 1771), libreto de Vittorio Amadeo Cigna-Santi;.
- Montezuma de Giovanni Paisiello (Roma, 1772), libreto de Vittorio Amadeo Cigna-Santi;.
- Montezuma de Baldassare Galuppi (Venecia, 1772), libreto de Vittorio Amadeo Cigna-Santi;.
- Montezuma de Antonio Sacchini (Londres, 1775), libreto de Vittorio Amadeo Cigna-Santi;.
- Montezuma de Pasquale Anfossi (Reggio Emilia, 1776), libreto de Vittorio Amadeo Cigna-Santi;.
- Montezuma de Giacomo Insanguine (Torino, 1780), libreto de Vittorio Amadeo Cigna-Santi;.
- Montezuma de Nicola Antonio Zingarelli (Nápoles, 1781), libreto de Vittorio Amadeo Cigna-Santi;.
- Fernando Cortez o la conquista del Messico de Giuseppe Giordano (1789), libreto de Filippo Tarducci;.
- Fernando Cortez o la conquista del Messico de Giuseppe Mugens (Florencia, 1789), libreto de Filippo Tarducci;.
- Fernando Cortez o la conquista del Messico de Marcos Antonio Portugal (Venecia), libreto de Filippo Tarducci;.
- Fernan Cortez où la conquête du Mexique de Gasparo Spontini (París, 1809), libreto de Victor-Joseph Etienne de Jouy y Joseph-Alphonse Esménard;.
- Montezuma de Roger Sessions (Berlín, 1964);.
- Die Eroberung von Mexico de Wolfgang Rihm (1987/91), libreto basado en textos de Antonin Artaud y Octavio Paz;.
- La noche y la palabra de Gonzalo Suárez (Madrid, 2004);.
- La conquista de Lorenzo Ferrero (Praga, 2005);.
- Montezuma - Fallender Adler de Bernhard Lang (Mannheim, 2010);.